# グルメチキンレース・ゴチになります!
『グルメチキンレース・ゴチになります!』は、日本テレビ系列で放送されている『ぐるぐるナインティナイン』（以下、「ぐるナイ」と表記）内のコーナーである。「ゴチになります」とは「ご馳走になります」、すなわち「相手に食事代をおごってもらうこと」を意味する。通称『ゴチ』、『ゴチになります!』。

## 概要
東京都内を中心とした高級レストランを舞台に、番組MCのナインティナインをはじめとしたコーナーレギュラー（以下、「ゴチメンバー」）とゲスト1-3人（以下「VIPチャレンジャー」または「ゲスト」）が羽鳥慎一（2011年3月まで日本テレビアナウンサー）進行のもと、各自値段を見ずに料理を注文し、自分が注文した料理の合計金額が番組が設定した金額（以下、「設定金額」）にどれだけ近付けることができるかを競うコーナーである。設定金額との差が最も大きかった者は、全員分の食事代を自腹で支払わなければならない。
1998年10月23日にゲストとして野口五郎を迎え、「銀座高級すしゴチバトル!!」のサブタイトルでスタートした。当時のメンバーはナインティナイン（岡村隆史、矢部浩之）、国分太一（TOKIO）、出川哲朗の4人。当初は1か月1〜2回の放送だったが、現在は月1〜3回の割合で放送している。
1月から12月（パートによっては2月から1月）にかけての約1年（パート1は10月から翌年12月にかけての約1年3か月、パート2は2月から翌々年1月にかけての約2年）を一区切りとしており、2024年1月18日から同年12月26日までがパート25。なお本項目では便宜上パート○○と表記するが、番組では「ゴチになります! 26」あるいは「ゴチ26」のような呼称を使う（発音はいずれも英語）。
2002年のパート3以降、新メンバーが毎年加入しているが、同時に年間自腹総額が最も多かったゴチメンバーがクビになっている。パート12以降、クビが2人以上になるというルールが度々適用されており（詳細は後述）、現在ではクビの人数が各パート最後まで未定となっている。
パート1・2はレギュラー4人で、パート3〜17で長らく5人体制だったが、パート18で新メンバーが2人同時に加入したことから初めてレギュラー6人体制が採用された。パート19・20では5人体制に戻されたが、パート21以降は再び6人体制が採用されている。

## 出演者の衣装
出演者の衣装はグルメ“チキンレース”と題することから連想される「ツッパリ」が着る学生服（女性の場合はセーラー服など）をモチーフとしてきたが、近年はツッパリの要素は薄れている。コーナー開始当初はメンバー全員がリーゼントやパーマのカツラを被っていたが、パート26現在では岡村のみカツラを着用している。
- 基本的に制服はレギュラーメンバーのみが着るが、パート16第14戦にVIPチャレンジャーとして参戦した長渕剛がレギュラーメンバーと同じ制服を着ていたり、パート23・パート24・パート25第15戦の同窓会ゴチにて、VIPチャレンジャーとして参戦した元メンバーが現役メンバー同様、在籍当時の制服を着ていた（ただし、腕章が過去に在籍していたパートの物の再利用になっていたり、紋章柄のワッペンや右襟のバッジが未装着など現役レギュラーメンバーと異なる点があった）りと例外もある。
- パート20第18戦以降は毎年秋頃にVIPチャレンジャーを含む全員が私服を着て参戦する回がある。
- パート21以降、女性の新メンバーは初戦は私服で参戦し、第2戦以降制服を着ている。
- パート23第13戦ではゴチメンバー全員が浴衣を着用していた。

### 男性
共通
- 中は出演者のイメージカラーのTシャツ。
- 右襟に「ゴチ○（○の中にパート数が入る（パート1を除く））」が書かれているバッジ
- 右腕にイメージカラーの腕章
  - 上段に「ゴチに」、下段に「なります!」（パート1第2戦から）
  - 上段に「ゴチになります!」、下段にパート数（パート2 - パート10新メンバーお披露目スペシャル）
  - 紋章（パート10第1戦以降[注 2]）
  - 上下に黄色のラインが入った腕章（パート19第5戦以降大杉の代理で参戦した元メンバー）。

パート17以前
- 黒の変形学生服（基本的にいわゆる「長ラン」）
- 夏場は暑さを考慮し、背面はメッシュタイプの生地にして通気性を維持している。
- 左襟に番組のロゴが書かれているバッジ[注 3]

パート18以降
- ファスナー式の学生服[注 4]
- ジャケットのファスナー部分と襟口、袖口、左胸のポケット部分には各メンバーのイメージカラーのラインが入っている。
- 胸ポケット部分に紋章柄のワッペン[注 5]。

### 女性
共通
- 左胸に紋章柄のワッペン[注 5]

パート17まで及びパート19から（直美以外）
- 各自アレンジされた女子通学服[注 6]
- 右腕に着けるイメージカラーの腕章はパート3～6の中島知子とパート8の井上のみ着けていたが、パート18以降は必ず腕章を着けるようになる[注 7]。

パート18・19（直美）
- 紺のベルト付きジャンパースカートにイメージカラーのリボンを着用していた[注 8]。
- ジャンパースカートの左胸部分にイメージカラーのラインが入っている。
- 右腕にイメージカラーの腕章（紋章入り）。

### 男女共通
- 左胸（最初期は襟）にはそのパートで獲得した1位の回数分、星[注 9]がデザインされたバッジが付けられる。
  - 銀色の星型（パート1）
  - 銀色の星型にイメージカラーの四角形のタイ（パート2）
  - イメージカラーの野球のホームベースに似た形（パート3以降）
  - パート13からはピタリ賞獲得用のバッジが作られた。通常よりも大きめで、星の中央に100と書かれている。
- 右腕に黄色の腕章（パート19第4戦のみ）

## 出演者
記述はナインティナインを除き加入順とする。名前の横にあるのはイメージカラーで、制服・腕章・STOP手形・1位のバッジ及び放送でのテロップに使用されている。この項目でのイメージカラーに関する記述はメンバー在籍時のみ記載し、加入前やクビ後に参戦した際の色は省略する。詳しい成績はホームページを参照。席順の詳細は後述。なお、ここで記載されているクビレースの順位は自腹額が多い方から上位順（放送ではパート17まで使われていて、パート18以降は自腹額が少ない方から上位順で、下位がクビ圏内）という表記になっている。

### 現在のレギュラー
岡村隆史（ナインティナイン）■（赤）
パート4とパート11第13戦～第22戦以外の全パートに参加。初期メンバーの1人。現在のシーズン初戦オープニングではナレーションから「Mr.ゴチ」とも称される。
パート7第3戦まではパンチパーマのカツラ（パート12でもパンチパーマだったが、以前のものとは異なる）に口ヒゲのメイクだった。パート7第4戦以降、カツラはパートごとに変更しており、現在はそれに合わせて、番組公式Twitterのアイコンも岡村のイラストの髪型が毎年変更されている。岡村のカツラも新メンバーと同様、放送まで隠されることがある。エコウィーク期間中は半袖や半ズボンの姿で出演することがあった。
船越や森からは「岡ちゃん」、江角からは「岡ピー」という愛称で呼ばれていた。
最初の料理を食べると下を向いて少しためてから、上を向いて「おーいしー!!」と言うのが恒例。ためる時間を長くしたり、イタリアンの際には「Buono!!（イタリア語で「おいしい」の意味）」と言うパターンもあった。パート21以降は「おいC!」と両腕でCを作ることもあった。また、岡村がそのポーズをやるとゴチメンバーが被せてやることが多い。パート23第14戦以降は「おいC!｣のポーズをやると、レストランのスタッフ及び番組スタッフ、企画のために登場した出演者などがCを作り、「おいC!」と被せるのが恒例である。
新垣結衣や綾瀬はるかなどといった人気女優がVIPチャレンジャーで来た場合、ナンパやハグなどセクハラと思われるような行動を取ることが多く、その度に矢部をはじめとしたメンバーに止められていた。また、かつてのメンバーである佐々木希に対しても同様の行動を取っており、パート12最終戦で彼女がクビになった際には本人含む誰よりも深く傷ついていた。結婚を機にこれらの行動は見られなくなった。
パート7～18（パート13を除く）では新メンバーのレポーターを担当していたため、正体を先に知っていた。
パート18で行われていたスペシャルゲームのブルゾンゲームでは一度も正解することが出来ず、不正解になる度にセットを破壊したり、withBに対して襲いかかったりするのが恒例であった。
ピタリ賞が発生した回にて途中で呼ばれた場合「俺がピタリの可能性ある?」などといい、羽鳥から「無いです」と返されるのがお約束になっている。
パート3以降のラストオーダー終了後には羽鳥が「（結果は）一体どうなるんでしょうか!?」と言うと「わかりませーん!!」などと答えるのがお約束になっている（パート8で一度だけ逆のパターンがあった）。また同じ料理を頼んだ人数が自分を含めて3人以上の場合、他のメンバーが予想金額を言うテンポに合わせ、最後に同じテンポで「わかりません!!」と言うパターンもあった。パート4は国分が、パート11の休養中は他のメンバーや岡村代理枠（パート11のみ）の内の1人が言っていた。また、パート19以降は、岡村の後に羽鳥がVIPチャレンジャーや新メンバーにも振って発言させている。近年の生放送の最終戦ではCMに入る前、羽鳥が「クビは誰になるんでしょうか!?」と言った後にも言う。
- パート2・13～15・17・24の最終戦で精算を果たし、パート2・8・9・13・16・26でピタリ賞を獲得した。精算･ピタリ賞共に最多記録である。また、パート13では史上初めて精算とピタリ賞を同じパートで達成した。
- その一方で、初戦で負けることも多い（パート5・7～9・16・18・24・26の初戦で最下位だった）。
- パート1では唯一自腹額が100万円を越え、自腹王となった。
- パート3では計3回最下位を喫し、クビレース2位で最終戦を迎えた。最終戦では4位で勝ち抜けたが、クビレース1位の中島知子が精算し、VIPチャレンジャーの別所哲也が最下位となったため繰上げでゴチ史上最初かつ現時点で自身唯一のクビとなり、「覚えとけよ!」と叫んで退場した。
- クビ（謹慎）中のパート4では赤いタイツに赤い覆面の「オカチャンマン[注 11]」→「オカチャンマンG（グレート）」→「オカチャンマンHG（ハイパーグレート）[注 12]」というマスクマンや終盤のトントンボーイなどとして登場した。1位になれば復帰できるチャンスは2回とも失敗したが、セインが自主的に卒業したためパート5から復帰した。謹慎中の特別参戦での服装は、後述の矢部とは異なりVIPチャレンジャーと同様の普通の服装で登場した。
- パート5第14戦からは所持金チェックの際に財布と一緒に小物を出しており、パート14初期まではおもちゃの「うなずきん」をゴチ仕様にしたものを傍に飾っていた。パート17までは毎回違う鞄や財布代わり[注 13]のアイテムを持って来ていた。所持金は借金嫌いのためか大金を持ってくることが多い。
- パート9の第7戦で国分と共にゴチ史上初の同差最下位となり、パート15の第24戦でも国分と同差最下位となった他、パート25の第11戦では小芝と同差最下位となった。
- パート11では2010年7月15日放送分～12月2日放送分は体調不良による休養のため欠席した。12月2日放送の第22戦ではオープニングと結果発表のみのワイプ表示で、療養中に藤井隆が代理出演したVTRを見ながらコメントした。第23戦（12月16日放送）から本戦に復帰した。

岡村療養中の代理出演者と成績は以下の通りである。
| 名前       | 戦 | 順位   | 支払い   |
| ---------- | -- | ------ | -------- |
| 藤本敏史   | 13 | 3位    | なし     |
| 原西孝幸   | 13 | 6位    | なし     |
| 八木真澄   | 14 | 2位    | なし     |
| 高橋茂雄   | 14 | 4位    | なし     |
| 船越英一郎 | 15 | 5位    | おみや代 |
| 船越英一郎 | 18 | 5位    | おみや代 |
| 森泉       | 16 | 3位    | なし     |
| 出川哲朗   | 17 | 最下位 | 食事代   |
| 出川哲朗   | 21 | 4位    | なし     |
| 板倉俊之   | 19 | 3位    | なし     |
| 堤下敦     | 19 | 6位    | なし     |
| 近藤春菜   | 20 | 3位    | なし     |
| 箕輪はるか | 20 | 最下位 | 食事代   |
| 藤井隆     | 22 | 1位    | なし     |
- パート24第4戦ではNHK×日テレコラボウィークとして岡村がレギュラー出演する『チコちゃんに叱られる!』からチコちゃんと共にペアで参戦した。予想、実食は2人で行うが支払いは岡村のみというルールで、実際に岡村とチコちゃんが最下位となり、岡村が自腹となった。
  - パート24ではこの回も含めて3回の自腹を喫したため一時クビレース1位になるが、第18戦で矢部、第19戦で宮野が自腹を喫したためクビレース3位で最終戦を迎えた。最後まで残り、矢部が先にクビになったため、自身も最下位となりクビとなれば番組MCであるナインティナインが2人ともクビになってしまうところだったが、1位で6度目の大精算を果たし、何とか残留を勝ち取った。
- パート25では2度の最下位（うち1回は小芝と同差最下位）を喫したが、それ以外は安定した成績を保ち続けクビレース4位で最終戦を迎えた。最終戦は3位で勝ち抜け。この時点では他のメンバーの結果待ちだったが、増田が1位、やす子が最下位になった時点でクビ圏内に入ることが無くなったため増田と同時に残留となった。

増田貴久（NEWS）■（金色）
パート21から参加。国分・中島健人に次ぐ3人目のジャニーズ枠メンバーである。愛称は「まっすー」。メンバー入りする以前に、パート17第15戦とパート20第13戦にVIPチャレンジャーで参戦していた（パート17第15戦では5位、パート20第13戦では3位）。
料理の感想や結果発表時のコメントでよく周囲を困惑させたり、甲高い声でメニューをオーダーする（パート22以降、但し極稀にならないこともある）ことやそれにVIPチャレンジャーが呆れたり疑問を持ったり真似する事がお約束となっている。また、パート22以降は隣の席にいる俳優枠のメンバーと絡む事が多い。
ライアーゴチには滅法弱く、現時点で行われた6回中5回で最下位になっている。しかし、そのうち2回はライアーを見抜き自腹を免れている。また、第5回目ではライアーとして最下位の中条を欺いている。
- パート21第1戦では既に会場にいたが、コアラのマスクをつけて参戦し、バトル途中から素顔を公開した。
- パート21第4戦で初の最下位となったが、第8戦のオンラインゴチでピタリ賞を獲得し、自腹額をリセットした。
- パート21では前述の通りピタリ賞を獲得したが、その後2回最下位を喫し、クビレース3位で最終戦を迎えた。最終戦では、他のNEWSメンバーが新型コロナウイルスに感染したため、濃厚接触者とは判定されなかったものの、念のためリモートでの参戦。バトル会場には元メンバーの中島健人が登場し、増田が別室からオーダーした料理を中島が食べ、その食レポをヒントに値段予想するという形で行われた。最終戦は6位で勝ち抜け。勝ち抜け直後は残留が確定しなかったが、田中が最下位になった時点でクビレース4位に後退し残留が確定した。
- パート22では、第4戦で2度目のピタリ賞を獲得したものの、その後は5回の最下位を喫し自腹総額が100万円を突破するなど絶不調に陥り、クビレース2位の松下に約32万円の差をつけ、クビレース1位で最終戦を迎えた。最終戦は生放送の結果発表は途中参加[注 15]。最後まで残り、最下位でクビとなれば年間自腹最高額を更新してしまうところだったが、1位で精算を果たし、逆に精算最高額を更新する（104万9106円）。また、クビが2人以上のパートで初めてクビレース1位の状態から残留したメンバーとなった。
- パート24第15戦では他のNEWSメンバー（加藤シゲアキ、小山慶一郎）とともにスペシャルメニューの食材探しに向かった。
- パート24では第10戦以外1度も負けず、シーズン最多となる8回の1位を記録するなど、安定した成績を保ち続けてクビレース5位で最終戦を迎える。最終戦では3位で勝ち抜けて早くも残留が決定した。途中加入のメンバーが5年目に突入するのは船越、江角に次いで3人目。
- パート25では第10戦で3回目の最下位を喫したことによりクビレースを独走する状態となった。その後は自腹を回避し続けるが、VIPチャレンジャーの自腹が多かったためクビレース1位から脱せない状況が続いた。しかし残り5戦となるパート25第20戦にて自身としては3回目となるピタリ賞を獲得し自腹額をリセットした。その後は最下位、おみや代になる事は1度もなく自腹額が0円のままクビレース6位で最終戦を迎えた。最終戦では名前が呼ばれた瞬間に残留が決まる状況だが、最後まで残ってしまう。自腹となった場合は額次第でクビ圏内に入る可能性もあったが、1位となり2人目の残留・男性途中加入メンバーとしては最長の6年目の突入となった。おみや代を最下位以外も支払うことになったパート8以降で自腹額が0円のまま最終戦を迎える[注 16]のと、自腹額0円のレギュラーメンバーが最終戦の大精算スペシャルで1位になるのはいずれも初めてのケースである。
- パート26第13戦で自身としては4回目となるピタリ賞を獲得した。この記録は途中加入メンバーとしては最多である。

増田以外の脱退済みを含むNEWSメンバー及びその時の増田自身の成績は以下の通りである。
| パート | 戦 | 名前         | 順位               | 支払い | 参戦当日の増田の順位 |
| ------ | -- | ------------ | ------------------ | ------ | -------------------- |
| 15     | 13 | 手越祐也     | 1位 （ニアピン賞） | なし   | （加入前）           |
| 21     | 19 | 加藤シゲアキ | 3位                | なし   | 2位 （ニアピン賞）   |
| 21     | 19 | 小山慶一郎   | 最下位             | 食事代 | 2位 （ニアピン賞）   |

小芝風花■（マゼンタ）
パート24から参加。羽鳥と高橋からは「風花さん」、増田からは「風花ちゃん｣と呼ばれている。
制服の冬服は臙脂色のブレザー、夏服は白のセーラーワンピースで、ともにロングスカートとなっている。
SP料理獲得ゲームの1つであるダンスダンスメドレーで毎回へんてこなダンス（通称「風花ダンス」）をするため、他のメンバーからいじられるのがお約束。
- パート24第1戦では既に会場にいたが、ベネチアンマスクをつけて参戦し、バトル途中に素顔を公開した。
- パート24第4戦～第10戦はテレビ朝日のドラマ『波よ聞いてくれ』の撮影のため金髪でゴチに参加した。
- パート24第14戦にて自身初となる1位を獲得した（増田と同率）。
- パート24第8戦で自身初の最下位を喫したが、最下位はこの1回のみと安定した成績を続け、クビレース6位で最終戦を迎える。最終戦では4位で勝ち抜けとなり、増田に続き2人目の残留となった。女性メンバーではパート18・19に在籍した直美以来6年ぶり（本業が女優のメンバーとしてはパート17・18に在籍した二階堂以来7年ぶり）となる2年目突入となった。
- パート25では3度の最下位（うち1回は岡村と同差最下位）を喫し、クビレース3位で最終戦を迎える（残り2戦となる第23戦の特別ルール（後述）により自腹額から10万円減額となっていたためで、これがなければ1位だった）。最終戦では7位で勝ち抜け。クビ人数決定ルーレットの結果によりクビが決まる状況になる。最終戦の結果は増田が1位、やす子が最下位となったためクビレースは3位のままだったが、クビ人数が2人となっていたため最後に残留を決めた。10万円減額の特別ルールがなかったら（盛山と入れ替わりクビレース2位で）クビとなっていた。女性メンバーでは中島知子、江角に並ぶ3年目の突入となった（本業が女優のメンバーが3年目に突入するのはパート11で江角が残留して以来14年ぶり2人目となる）。

高橋文哉■（オレンジ）
パート25から参加。初の21世紀生まれのメンバーで、歴代男性レギュラーでは最年少である。羽鳥からは「文哉さん」、増田、小芝からは「文哉」と呼ばれている。ナレーションは基本的に「高橋」であるが、パート25第17戦では髙橋藍がVIPチャレンジャーとして出演したためフルネームで呼ばれていた。
調理師免許を持っているからか、食レポが完璧に近い。
パート25第7戦以降は1品目を食べる前に味を予想する「イメージイート」をして実際に食べて答え合わせをするのがお約束となっていた。
パート26第2戦以降は1品目を食べた後に漢字1文字を書き、その漢字を基に料理の味や感想を言うことがお約束となっている。
様々な競技（ダーツなど）を得意と言い張り、対戦企画が組まれることがあるが、実際の勝率は低い。
- パート25第1戦ではリムジンでバトル会場となるホテルに到着しそのままメンバーと合流してスタートからバトルに参戦。最初はネコのマスクを着けて参戦し、バトル途中で素顔を公開した。
- パート25第11戦～第16戦はドラマの撮影のため金髪で参加した。
- パート25第21戦では仕事の都合で欠席し、酒井貴士（ザ・マミィ）が代理で参戦し同率1位で勝ち抜けたが、おみや代を支払った。
- パート25第12戦で自身初となる1位を獲得した。
- パート25では第16戦で自身初の最下位を喫したが、最下位はこの1回のみと安定した成績を保ち続けてクビレース5位で最終戦を迎えた。最終戦では名前が呼ばれた瞬間に残留が決まる状況で6位で勝ち抜けたため1人目の残留となった（男性俳優・声優のメンバーが残留するのはパート20の田中以来の5年ぶり、増田の隣席のメンバーが残留するのは初）。

せいや（霜降り明星）■（ビリジアン）
パート26から参加。メンバー入りする以前に、パート20第21戦に相方の粗品ともにVIPチャレンジャーとして参戦した（結果はせいやは4位、粗品は3位でいずれも支払い無し）。
- パート26第1戦では、トイプードルのマスクをつけて参戦し、バトル途中で素顔を公開した。
- パート26第3戦で自身初となる1位を獲得した。
- パート26第11戦で自身初の最下位を喫した。

白石麻衣■（黄色）
パート26から参加。愛称は「まいやん」。羽鳥からは「白石さん」、岡村からは「白石プロ」と呼ばれている。パート19の橋本以来となる女性アイドルグループの元メンバー。また、女優が本業の女性メンバーが二人在籍するのは、パート13の江角と杏以来となる。
メンバー入りする以前に、パート19第18戦とパート23第21戦にVIPチャレンジャーで参戦していた（パート19第18戦では最下位で食事代・おみや代支払い、パート23第21戦では7位で支払い無し）
- パート26第1戦では、序盤はベネチアンマスク風のマスクをつけて日本テレビから中継で出演。会場到着後に素顔を公開した。
- パート26第3戦でメンバーになってから初の最下位を喫した。
- パート26第11戦で自身初となる1位を獲得した。

白石以外の卒業済みを含む乃木坂46メンバー及びその時の白石自身の成績は以下の通りである。
| パート | 戦 | 名前       | 順位 | 支払い | 参戦当日の白石の順位 |
| ------ | -- | ---------- | ---- | ------ | -------------------- |
| 20     | 9  | 齋藤飛鳥   | 4位  | なし   | （加入前）           |
| 22     | 終 | 西野七瀬   | 7位  | なし   | （加入前）           |
| 24     | 12 | 生田絵梨花 | 4位  | なし   | （加入前）           |

羽鳥慎一■（黒）
本コーナーのパート1からの仕切り役で、司会・実況・進行の3役を1人でこなす。パート18で国分がクビになったことで、唯一全てのパートにレギュラー出演している人物となった。
メンバーのことは名字もしくは名前に「さん」付けで呼び、岡村からは「バード（新人時代に福澤朗が命名した愛称）」と呼ばれていた時期もあったが現在は岡村も含むほぼ全員から「羽鳥さん」と呼ばれる。突然声がかすれてしまい、岡村が代わりに進行を務めたことが数回ある。
局アナ時代は羽鳥のみ名前のテロップが表示されていたが、フリーになってからは廃止されている。
- ゴチ収録時の羽鳥は弁当を食べているが、仕事が休みの時に収録したレストラン等で食事をする事があるとのこと。
- ピタリ賞を発表する瞬間が好きで、羽鳥は「ここが一番練習している部分」だと語るが、パート24第1戦ではこの発表を宮野に任せ、自身はピタリ賞の有無を宮野に耳打ちしていた。第6戦でも元メンバーの中条に発表を任せた。
- パート12第4戦でおみやが4位に当たった際、田山と江角が同差3位だったため番組スタッフは羽鳥に支払いを命じた。一度は拒否したものの、1位だった佐々木からも支払いを命じられ、自身初の支払い（2万1000円）となった。
- フリー転身以降、関東以外の地方や海外へ収録に行く場合、羽鳥は自身が司会を務める番組[注 22]の生放送の関係上途中参加となる。その場合は日本テレビのアナウンサーが代理を務める（代理を担当した者は後述）。フリー転身前の香港SP（放送日は2011年3月31日、収録日は2月21日）では、収録翌日（2月22日）に当時司会を務めていた『ズームイン!!SUPER』に中継出演した。
- パート12では第7戦の京都SP（放送日は2011年4月14日、収録日は退社前の3月21日）よりフリーとなったため、おみや代の対象となった。ダーツ制導入からはダーツマンの計らいにより的数が減らされていたが第19戦で初めて刺さり、おみや代を支払った。なお、パート13からは対象外となっているが、SPでは再び対象になる場合もある。
- パート6第1戦からパート21最終戦まで、おみやを貰っていたのだが、パート22第1戦からは何故か貰っていない。

### 謹慎中
番組MCのナインティナインはクビになっても謹慎扱いとなり、基本的に翌々パートからは自動的に復帰する。ただし、近年はその限りではない（後述）。
矢部浩之（ナインティナイン）■（青）
パート10・12・15・19・20・25・26以外の全パートに参加。初期メンバーの1人である。
当初はリーゼント風のカツラをかぶりお歯黒を塗っていたが、お歯黒はパート2以降、カツラはパート5以降しなくなった。パート21以降、メンバー在籍中は制服の胸ポケット部分に「ヤベチャンマン」のデフォルメキャラの顔部分が刻印された紋章柄のワッペンを装着している。
船越からは「矢部ちゃん」、森からは「浩之さん」という愛称で呼ばれることがあった。
- パート1第1戦で最下位となり、ゴチ史上最初の自腹となった。また、この回の放送当日は矢部の27歳の誕生日でもあった。
- パート2では1年目の最終戦（第13戦）に入る前は無敗でいたが、同戦で最下位になり、自腹額トップの出川哲朗が1位で大清算したため1年目の自腹王になった。その後2年目も波に乗れずに3敗を喫している。
- パート3・22では年間無敗、パート5・23ではピタリ賞獲得、パート6・8・16・23では大精算を果たした（パート16ではクビレース1位からの精算だった）。
- パート7～9では、自らをモチーフにした「うなずきん」を飾っていた。
- パート9で最初にクビになったことを皮切りに、続くパート11・14・18・24でもクビになっている（各パートのクビまでの経緯は後述）。クビになった際の散り際の曲はパート9は中島みゆきの『世情』、パート11はサザンオールスターズの『旅姿六人衆』、パート14は梓みちよの『こんにちは赤ちゃん』（パート16でも選択していた）だった。
- クビ（謹慎）中のうち、パート10・12・20では、1位になればシーズン途中での復帰チャンスが合計5回[注 23]与えられたが、全て失敗している。
  - パート26では第2戦以降、「別室でゴチを行い、ニアピン2回かピタリ1回で途中復帰」というルールで復帰チャンスが与えられている（矢部分の食事代はゴチメンバー・VIPチャレンジャーの支払いとは別扱い）。ピタリやニアピンを出した場合の賞金はなし。
- 矢部本人が謹慎中のパート15第24戦では妻の青木裕子がVIPチャレンジャーとして参戦した（結果は2位で支払い無し）。
- パート19第13戦では大杉の代理として一時復帰という形で参戦した（結果は4位で支払い無し）。
- クビの回数が多いため、パート19以降、謹慎パートでは最終戦にて別室でゴチを行い、VIPチャレンジャー2人のうちどちらかの成績を上回れば復帰、下回れば翌年も謹慎というルールが課せられた（結果は後述、この影響で謹慎期間は合計7年となっている）[注 24] 。
- クビによる謹慎中のシーズンではいずれもチョイ役として出演している。このうちパート12・15ではスペシャル回での視聴者プレゼントのおみやの調達を担当した。
  - パート10では青い全身タイツの「ヤベチャンマン」としてエキストラや食材調達係のため出演。
  - パート12では初期は敗者のトントンボーイやSP料理争奪ゲームのお邪魔キャラ「ヤーモン」、後期はおみや代を支払う者を決める怪人「ダーツマン」として出演していた。
  - パート15では哺乳瓶をモチーフにしたキャラクター「育メンマン」（長男の誕生に伴うもの）[注 25]としておみや代を支払う者を決めるくじ引きのコーナーのMCを務めた。
  - パート19・25の謹慎パートではVTRのみでの出演[注 26]となり、スペシャルメニューの食材調達ロケに向かっていた。パート19エキシビション～第4戦・第20戦[注 27]ではごく普通の作業着、第5戦～第19戦・第21戦～最終戦ではごく普通の青い全身タイツを着用していた。パート20以降では「ヤベチャンマン」→「ヤベチャンマンSUPER」[注 28]としての出演で、オープニングにヤベチャンマンのデフォルメキャラが追加されていた[注 29]（パート20のみ）。パート20以降は矢部謹慎中に限り、番組公式Twitterのアイコンも矢部のイラストがヤベチャンマンになっている（デザインは番組で使われているものとは異なる）。
  - パート26では今までの食材調達ロケの代わりにゴチに関する手伝い（おみやスロットを回す、設定金額の発表等）をヤベチャンマンの格好[注 30]で行なっている。
- 謹慎中による特別参戦での服装はパート10では番組仕様でないごく普通の学ラン、パート12第6戦では韓流スター風の衣装、第7戦ではえんじ色のジャージ、パート15第20戦では胸部に「稜」（長男の名前）と書かれた白の全身タイツに「育メンマン」の哺乳瓶の帽子を被った状態で、パート19第13戦では番組仕様の制服（パート18からの制服）に黄色のラインが入った腕章をつけた状態で、パート20第14戦とパート25以降では「ヤベチャンマン」の衣装で、パート19・20の最終戦ではタキシード姿（タキシードはパート19と20で微妙に異なる）で登場した。
- パート23では、第3戦で18年ぶり2回目のピタリ賞を獲得した。また、パート21第9戦を最後に負けていなかった為に、一時期「矢部負けろキャンペーン」（後述）と題した特別ルールが課せられていた。パート23第11戦で約2年ぶりに最下位となるまで、最多連勝記録を45まで伸ばした。その後、ライアーゴチでライアーと見抜かれたのを含み2回自腹となり、クビレースは増田と約3600円差の4位で最終戦を迎える。結果は1位で7年ぶりに精算を果たして残留となった。同じパート内でピタリ賞と最終戦精算の両方を経験したメンバーは、パート2・13の岡村、パート20のノブ、パート22の増田に次いで史上4人目である。
- パート24は低い順位を取り続けるなど苦戦を強いられ（6位以下が23戦中14戦）、自腹は3回（うち1回はライアーゴチによるもの）、おみや代支払いも6回喫し、クビレース1位で最終戦を迎える。結果は5位で勝ち抜け。岡村と宮野の2人が残った時点でクビレース2位に下がることが確定したが、クビ人数決定ルーレットの結果が2人となっていたため、ドローンタイム直前に1人目のクビ（5度目の謹慎）となってしまった。

### 過去のレギュラー
- 引退・活動休止などで参戦の可能性がない江角・大杉・国分以外の一部のメンバーはクビになった後も『ぐるナイ』の他のコーナーに度々出演したり、本コーナーにもVIPチャレンジャーやメンバーの代理などで出演している。在籍時に使用していたイメージカラーは、ゲストカラーに転用されたり、離脱後すぐに次のメンバーに割り当てられる。
- 2018年2月22日放送分では、「ゴチクビメンバー大集合2時間SP」として、VIPチャレンジャーに船越と出川が出演した。2人の他に、平井、田山、柳葉、矢部（当時謹慎中）、優香の5人が出演した（どの役割で出演したかはメンバー個人の項を参照）。
- 2019年10月17日放送分の「ゴチになります! 20周年記念スペシャル」では、過去のメンバーである船越、直美、国分、上川、出川がVTR出演し、ゴチ20周年のお祝いのメッセージを送った。
- パート23以降夏季に「お盆に大集合!同窓会ゴチ」として、VIPチャレンジャーに船越（2023年）、田中（2022年・2023年）、直美（2022年）、橋本（2022年・2024年）、本田（2023年）、中条（2024年）、高杉（2024年）が現役当時の制服[注 31]を着て出演した。その他に、田山（2023年）、上川（2023年）、平井（2023年）、渡辺（2024年）、中条（2022年）、松下（2022年）、矢部（2024年、当時謹慎中）、宮野（2024年）が出演した（どの役割で出演したかはメンバー個人の項を参照）。
- 出川と田中の2人はパート22以降、VIPチャレンジャーとして毎年1回ゴチに参戦している。

#### パート1～10
国分太一（当時TOKIO）■（緑）
パート1〜18に参加。初期メンバーの1人で、かつ初代ジャニーズ枠メンバーとある。「元祖ゴチドル」、船越と森と江角と柳葉からは「太一くん」と呼ばれていた。
パート1初戦では他メンバー同様カツラをつけ、第2戦からは髪をバックで固めていたが、パート1途中からは通常の髪形になっている。
VIPチャレンジャーにジャニーズの後輩が出演する際は他のゴチメンバーが後輩を持ち上げる事を妬んで高圧的に接することが多かった。
風船絡みのSPメニューゲームが苦手で負けることが多く、本人も嫌がっていた。風船ゲームの際、毎回スタッフから耳栓が渡されていたが、岡村によってすぐに没収され、終盤で大きく膨らんだ風船を見るとすぐにパニックになり耳を塞ぐのがオチであった。他にも羽鳥によるルール説明の際にゲームで使用される道具による攻撃を食らうことがあった。
- 史上初の獲得者となったパート2を含め、ピタリ賞を2回獲得（パート2・16）し、さらにパート6では年間自腹0を達成した。精算はパート1・5・10の3回である。パート10では精算できないとクビだった。
- 上記のような成績を収めてはいたものの、圧勝の形で残留というケースは少なく、パート4・5・10・16ではクビ寸前まで追い詰められ、パート4では出川、パート7では優香、パート9ではVIPチャレンジャーの亀梨和也のラストオーダーによってクビを免れた。パート5で精算を果たした際、残留の嬉しさからか号泣する場面もあった。
- パート9の第7戦で岡村と共にゴチ史上初の同差最下位となった[注 33]。さらにパート15の第24戦でも岡村と共に同差最下位となり、ゴチレージ入会第3号となった。
- パート1からパート15第13戦まで唯一皆勤で出演していたが、パート15第14戦でフジテレビ系列で2014 FIFAワールドカップのキャスターを務める関係上ブラジルに行くためバトルを欠席し、代理としてTOKIOの長瀬智也が「友情の学ラン」を着て参戦した。なお、在籍中に収録を欠席したのはこの1回のみであった。
- パート18では第14戦と第15戦では大杉が2戦連続ピタリ賞を獲得したのに対し、国分は2連敗（約49万円の加算）になり、この時点でクビレース1位になる。その後、残り3戦となる第21戦で矢部の自腹によりクビレース2位に後退したものの、クビ圏内変わらず最終戦を迎える。最終戦ではクビレース3位の直美が高額なおみや代を支払ったことで、5680円差という僅差でクビレース圏外の3位に下がった。それ以降、名前を呼ばれた瞬間に残留が決まる状況となるが、最下位となったためクビレース1位に浮上してクビとなり、約19年間に及ぶゴチ人生にピリオドを打った[3]。パート18で支払った1,082,183円は歴代ワースト3位（クビシステム導入後では2位）の記録となってしまった。
- パート19第7戦では大杉の代理として約4か月ぶりに参戦し、4位で勝ち抜けた。しかし、その後はVIPチャレンジャーとしての参戦実績はなく、2025年に芸能活動の無期限活動休止を発表したため、ゴチバトルの参戦はこれが事実上最後となった。
- パート25最終戦ではVTR出演し、増田に応援メッセージを送った。
- 国分は同じ初期メンバーのナイナイや出川と違い、「〇〇チャンマン」などのチョイ役で出演したことは1度も無い。
- パート7以降TOKIOメンバーがたびたび参戦するようになる。パート15第20戦では「ぐるナイ×TOKIO 20周年SP」と題し、全員で参戦。TOKIOメンバーとしての参戦はパート19第10戦の長瀬が最後[注 34]となり、2025年にTOKIO自体も解散した。

国分以外の脱退済みを含むTOKIOメンバー及びその時の国分自身の成績は以下の通り。
| パート | 戦 | 名前     | 順位   | 支払い          | 当日の国分の順位 |
| ------ | -- | -------- | ------ | --------------- | ---------------- |
| 7      | 8  | 長瀬智也 | 最下位 | 食事代+おみや代 | 1位              |
| 8      | 11 | 山口達也 | 5位    | おみや代        | 3位              |
| 9      | 11 | 松岡昌宏 | 5位    | なし            | 4位              |
| 11     | 16 | 城島茂   | 5位    | なし            | 4位              |
| 14     | 1  | 長瀬智也 | 3位    | なし            | 5位              |
| 15     | 14 | 長瀬智也 | 3位    | なし            | 欠席[注 35]      |
| 15     | 20 | 長瀬智也 | 2位    | なし            | 8位              |
| 15     | 20 | 山口達也 | 4位    | おみや代        | 8位              |
| 15     | 20 | 松岡昌宏 | 9位    | なし            | 8位              |
| 15     | 20 | 城島茂   | 最下位 | 食事代          | 8位              |
| 17     | 3  | 長瀬智也 | 2位    | なし            | 3位              |
| 19     | 10 | 長瀬智也 | 最下位 | 食事代+おみや代 | （クビ済）       |
出川哲朗■（黄色）
パート1〜4に参加。初期メンバーの1人である。
前述の矢部とは異なるリーゼントのカツラに加え、右頬に傷を描いていた。
- パート1では初戦から13連勝で負けなしを長く守るなど「不敗神話」と言われ、最下位は20戦中1回のみ、4戦連続1位通過という驚異的な成績を記録した。しかし、パート2ではゴチ最多連敗記録の4連敗（当時のルールのDH制での敗戦を含むと5連敗）を記録した。その後第13戦の精算SPで1位となり、83万円の精算を果たす。
- 初期の頃はゲン担ぎとして毎回10万円を銀行の封筒に入れて所持していた。
- パート4は残り2戦となる第13戦で4回目の最下位となりクビレース1位で最終戦を迎えた。最終戦は2位で勝ち抜け。中島知子とVIPチャレンジャーの久本雅美が残り、中島が最下位となれば出川の総額自腹を超えて残留する状況になるが、結果は中島が1位、久本が最下位だったためそのままクビとなる。また、ラストオーダーの際に信念を貫くためにデザートを2人前オーダーしたが、仮に1人前だった場合は1位で精算となり、クビレース2位の国分が繰り上げでクビになっていた。去り際に「お前らつくづくだよ!」と捨て台詞を吐いて去った。この他にも2人前を1人前で止めておけばピタリ賞だったり、自腹を免れたことが数回あった。
- クビになった後のパート5～16ではSPの度に黄色いタイツに黄色い覆面の「デガチャンマン（パート8最終戦～11最終戦まではデガレンジャー）」というマスクマンとして、SPメニューを決めるゲームの組み合わせから漏れた岡村の対戦相手や進行などで乱入する。しかし、毎回ゲームそっちのけで岡村と乱闘しマスクを脱がされては「子供たちの夢が!!」と顔を抑えて退散していくのがお約束。パート11最終戦以来登場がなかったが、パート15第20戦で久々に登場した。当時クビによる謹慎中でおみや代決めのクジを「育メンマン」として担当していた矢部がバトルに特別参戦していたため、矢部の代わりにおみや代決めのクジを行った。矢部がメンバーに復帰したパート16エキシビションでも担当した。
- パート11の第17戦では岡村代理として6年半ぶりの復活参戦となったが、最下位で自腹となった。その後の第21戦にも岡村代理として参戦し、結果は4位で勝ち抜けた。しかしラストオーダーの際にデザートを3人前頼もうとして、多いと思い2人前に減らしたところ江角に「それなら別のデザート1つずつで良くない?」などと釘を刺され3人前に戻したが、仮に2人前だった場合はピタリ賞だった。どちらも現役当時の長ラン学生服とリーゼントのカツラを被っての登場だった。
- パート16以降は（パート21を除いて）毎年ゲストとして参戦している。このうち、パート19・20ではパート11と同様にメンバー代理（パート19では大杉、パート20ではノブ）として参戦したが、パート11とは異なり、リーゼントのカツラは被っていない。
- パート22の第1戦ではパート8の井上、パート9の岡村に次いで歴代ワースト3位となる設定金額22000円に対して+21000円の誤差となり最下位となった。一方で、パート24第1戦では自身初のピタリ賞を獲得。これにより初期メンバー全員が最低1回はピタリ賞を獲得したことになる。
- パート22以降、新メンバー発表となる初戦には毎年ゲスト出演しており、増田のグダグダな食レポに呆れたり、男性俳優のメンバーが立て続けにクビになったせいで「地味すぎる」「イケメン枠が足りない」などの愚痴を言うのが恒例となっている。だが、その俳優枠の新メンバーが発表されても誰なのか知らない事が多い。その際は分かっている素振りをするものの、羽鳥や増田に詰められて「本当にごめんなさい!」と土下座をして謝罪することも恒例になっている。
- 2024年の大晦日ゴチにて「OB・OGチーム」として参戦した。

中島知子（当時オセロ）■（オレンジ）
パート3〜6に参加。ゴチ史上最初の新メンバーかつ初の女性メンバーだったが、男性メンバーからの扱いは悪かった。
制服はロングスカートで黒（夏は白）のセーラー服を着用していた。
- パート3では第4戦・第9戦の2度のSPで連敗を喫した。なお、第4戦は初自腹だった。
- パート3・4と2年連続でクビ寸前まで追い詰められるがどちらも精算し残留を果たした（パート3ではクビレース1位からの精算だった）。
- パート6では第1戦で最下位を喫した後、残り2戦となる第13戦で2回目の最下位を喫してクビレース3位で最終戦を迎える。最終戦でも最下位となりクビレース1位に急浮上しクビとなった（2連敗でさえなければ残留していた）。
- パート7第11戦のSPで復帰を賭けVIPチャレンジャーとして参戦したが、結果は5位だった。このバトルの後、中島はナイナイの楽屋を訪れ、「どうしてもゴチに出たい」と言うと岡村が全身タイツを用意し、「これでトモチャンマンとして出れば良い」と言っていた。しかし中島本人は嫌がり、結局タイツ姿で出演することはなかった。
- TOKIO・Sexy Zone・NEWS・元乃木坂46のメンバーやノブの相方の大悟・せいやの相方の粗品とは違い、中島の元相方の松嶋尚美は一度もゴチに参戦していない。ただし、ぐるナイの他のコーナーには何度か出演している。
- パート22最終戦でおよそ15年ぶりに[注 37]「クビにならないためのアドバイス」を伝える役目で登場。現役当時の制服を着て登場し（ただし、腕章と番組ロゴのバッジは未装着だった）、ナイナイの二人は驚きの声を上げた。「バリバリ元気ですよ。はよ呼んでくれへんかなと。誰かから連絡ないかなと思ってたんですけど」と語り、現況を報告した。1年後のパート23最終戦にもスペシャル料理の食材調達ロケに現役当時の制服を着て登場した。

セイン・カミュ■（紫）
パート4に参加。初戦のみ金髪リーゼントのカツラを被っていた。
- 圧倒的な強さを誇り、無敗で最終戦を迎えた。その最終戦でも5位で勝ち抜け、ゴチ史上2人目の年間無敗を達成した。その後、自主的にゴチを卒業（自主降板）。
- クビ以外の理由でゴチメンバーから離脱したのはセインが初めてである。また、歴代のゴチメンバーで（おみや代含め）全く支払いが無いのは現時点でセインのみである。

船越英一郎■（グレー）
パート5〜10では正会員として、パート11では準会員として参加。自称「船『ゴチ』」。他称「食の変態」「うんちくサスペンス野郎」（岡村命名）。
食事に関するうんちくが長いため、矢部に冷たいツッコミを入れられたり、岡村や国分にミニチュアの鐘を鳴らされてトークを強制終了させられることが多い(SPの場合は鳴らされた後、岡村にツッコミを入れて再開し、また鐘を鳴らされることがあった)。また、他の者が頼んだ料理が美味しそうだと「俺も頼もう」「匂いだけかがせて」と身を乗り出すことがある。
レギュラー時代は小遣い制であったため、基本的に所持金は少なめだった。そのため最下位になると必ずと言っていい程借金をすることになり、次の収録で当時の妻の松居一代の謝罪の手紙とお土産を配ることがお約束になっていた。一方、パート5終盤で椎間板ヘルニアを発症し緊急入院した事によりラスト2戦のみ代役として参戦した松居は100万円の札束を持参していた。降板後に参戦したパート19第3戦では離婚後のため、小遣い制が撤廃された事もあり所持金は30万円と高額であった。
- 初参加のパート5では第2戦でピタリ賞が発生し最後まで残るが最下位となり初自腹を喫する。残り4戦となる第13・14戦と連敗を喫したことによりクビレース1位で最終戦を迎えるが、前述の通りシーズン終盤で休養したため、松居が代役で登場した。松居は6位で勝ち抜け、国分と岡村が残る状況となる。国分が最下位なら船越の総額自腹を超えて残留する状況になるが、結果は国分が1位、岡村が最下位（船越の自腹額には届かず残留）となったためクビレースに変動が起こらず、電話出演のみでクビを告げられてしまう。しかし、パート6直前に船越を含む新メンバー候補5人で行われた「新メンバー入れ替え戦SP」（出演者は「席順の変遷」を参照）で1位となり、メンバー復帰を果たした。ナインティナイン以外でレギュラー復帰したのは船越だけである。その後、パート6第6戦で自身初のピタリ賞を獲得した。
- 「最終戦直前で負けて崖っぷちに立つ」というジンクスがあり、パート8と途中で出演を休止したパート10以外はクビレース1位で最終戦を迎えていた。そのうちパート9では1位となり精算を果たした。なお、パート8でも最終戦前の時点ではクビレース2位であった。
- 2009年のパート10では4月改編で『ぐるナイ』自体が木曜20時枠へ移動となり、裏番組の『木曜ミステリー』の出演に専念する意味で、4月9日放送の第6戦を最後に出演を一時休止することとなった[注 38]。最後は他のメンバーやVIPチャレンジャーの綾瀬はるかから花束を送られ、パート9最終戦で散り際の曲としてリクエストしたチューリップの『青春の影』をBGMに退場した。
- パート10では出演休止後もそれまでの自腹額は有効でクビの可能性もあったが、最終戦に参戦した際に3位通過で残留を果たす。しかし、今後も『木曜ミステリー』に出演する可能性があり、「副署長の業務に専念」という理由で羽鳥が「今回で一区切りとさせて頂きます」と告げた。その後、「来たいときに来る」ゴチ準会員に認定され、散り際の曲としてリクエストした甲斐バンドの『熱狂』をBGMに、岡村達に敬礼して退場した。
- パート11では第15戦と第18戦に参戦。いずれも岡村の代役での出演。2回ともおみや代に当たってしまった（特に第18戦のおみや代は一人あたりの支払い額として史上最高額である）。
- パート12〜18では準会員、VIPチャレンジャーのいずれでも出演がなく事実上の降板状態となった。「準会員」の呼称は事実上立ち消えとなり、イメージカラーの灰色についてもパート16・17で柳葉（後述）が使用した。その後も「準会員」の呼称が用いられたメンバーはおらず、船越のみに適用された呼称と言える。パート19第3戦で8年ぶりの参戦となったが、パート11を含めて3回連続でおみや代を支払う羽目になった。
- パート24第15戦で5年ぶりに参戦し8位で勝ち抜け、パート11から続いていたおみや代の支払い記録もストップさせた。
- 2024年の大晦日ゴチにて「OB・OGチーム」として参戦した。

優香■（ピンク）
パート7に参加。それ以前にもパート2第12戦にVIPチャレンジャーとして参戦していた（結果は4位で支払いなし）。
制服は白のカーディガンにチェックのミニスカートを着用していた。
- 第11戦からは、新発売の「うなずきん」優香バージョンを飾っていた[注 39]。
- パート7では2度最下位を喫したものの、クビレース3位で最終戦を迎えた。しかし最終戦で最下位となり、クビレース1位に急浮上してクビとなった。クビになった際は「バイバイ」と言い退場した。ちなみにラストオーダーでデザートをキャンセルしかけて結局しなかったが、もし実際にキャンセルしていた場合は6位の国分が最下位でクビになっていた。
- パート19第3戦ではおみやダーツをするために約11年ぶりに登場した。この他には第15戦で大杉の代理として12年ぶりにゴチに参戦し[注 40]、結果は1位でピタリ賞を獲得。女性出演者としては史上2人目で、女性ゴチメンバーとしては初の獲得となった。

井上和香■（オレンジ）
パート8に参加。それ以前にもパート6第9戦にVIPチャレンジャーとして参戦していた（結果は5位で支払いなし）。
制服は標準的な黒（夏は白）のセーラー服を着用していた。最下位になるとよく涙ぐんだり号泣したりしていて、クビになった際も涙を流しながら残留を決めたメンバーに向かって「バカ!」と叫び退場した。
- 第3戦で初自腹を喫した。通常放送ではこの1戦しか負けずおみや代は一度もないが、高額自腹になりやすいSPに極めて弱く、クビレース1位で迎えた最終戦も最下位となりクビとなった。この結果最終戦含む4回中3回のSPで最下位を喫し、「年間自腹総額（116万7900円）」「スペシャルでの負け数（3敗）」「設定金額からの最大誤差（+2万7200円）」の3つの記録を更新してクビとなり、「ゴチワースト三冠王」と呼ばれた。これらの記録は3つとも未だに破られていない。

森泉■（ピンク）
パート9・10に参加。それ以前にもパート8第9戦にVIPチャレンジャーとして参戦していた（結果は5位で支払いなし）。
岡村と江角からは「イズミール」という愛称で、国分と船越からは「泉ちゃん」、矢部からは「泉さん」と呼ばれていた。
制服は祖母の森英恵が本コーナーのためにデザインしたグレーのブレザー服とスカート、イメージカラーのネクタイを着用していた。
値段予想は大雑把ではあったが、パート9では1位・ニアピン共に6回を記録した。フランス料理対決には弱く、経験した4回の自腹はすべてフランス料理対決だった。
- パート9で負けたのは初自腹を喫した第3戦のみで、おみや代を6回払うも、クビレース5位で最終戦を迎える。最終戦は5位で勝ち抜けて高額なおみや代を支払ったが、2人目の残留となった。
- パート10では初戦から5戦連続で2位通過を果たすもその後は成績が安定せず、第10戦で3回目の最下位を喫し、クビレース1位に浮上する。残り2戦となる第23戦で、国分がおみや代を支払ったことによりクビレース2位となり、最終戦を迎える。最終戦では6位通過だったが、クビレース1位の国分が精算、VIPチャレンジャーの松田聖子が最下位となったため繰上げでクビとなった。散り際の曲はSOTTE BOSSEの『遠く遠く』だった。
- パート11第16戦に岡村の代理として出演し、3位で勝ち抜けた。
- パート18第4戦では妹の森星と共にVIPチャレンジャーとして7年ぶりに復活参戦した。泉は4位、星は6位で姉妹揃って支払いを免れた。
- パート19第8戦では大杉の代理として参戦し、2位で勝ち抜けた[注 40]。

江角マキコ■（オレンジ）
パート10〜16に参加。歴代の女性レギュラーでは最年長だった。
出演期間は7年と、途中参加メンバーの中では最長記録である。また、レギュラー加入後には『ぐるナイ』の他のコーナーにも度々出演するようになった。
制服は標準的な黒のブレザー服とスカートを着用し、臙脂色のリボンも着けていた。また、パート11以降では夏場においてベルト付セーラーワンピ（パート15第14戦まで）、およびワイシャツと赤のネクタイ（スカートも冬場とデザインが異なる）（パート15第15戦以降）を着用していた。
普段の役柄とは裏腹にプレッシャーに弱く、特に初戦に弱い。初参戦のパート10では出川の連敗記録に並ぶ開幕4連敗を喫してしまい、パート11でも開幕2連敗を喫した。パート13の開幕（エキシビション戦）戦でも最下位となり加えておみや代も支払ったが、このときは新メンバーの杏が不参加だったためクビレース不加算となった（第1戦では5位通過だった）。パート14では第1位でニアピン賞を獲得した。パート15と16でも勝ち抜けたものの、両方とも高額なおみや代を支払った｡
- パート10開幕4連敗の経験から大金を持ち込むようになり、最下位（主に女性出演者）にお金を貸すことが増え、MCとは別の意味での「リーダー」や「お母さん」的存在となっていた。また、新聞のテレビ欄では「女番長」と書かれたことがある。
- パート10では開幕4連敗以降は最下位になること無く、クビレース3位で最終戦を迎え、最終戦も2位で勝ち抜けた。おみや代を支払うがクビレースに影響がなかったため真っ先に残留を決め、20連勝を記録した。これは新メンバーの最多連勝記録である。
- パート11の新メンバー発表戦には出産を理由に欠席したが、第1戦は出産後に行われたため参戦した。しかし、結果は2年連続で初戦から最下位となってしまった。
- パート11からは必ずカメラに料理を見せてから食べるようになった。グルメ番組などのいわゆる「箸上げ」「ブツ撮り」の一環で、江角は量配分とアングルで料理を際立たせ、「名人」のような扱いを受けている。本人にもこだわりがあるらしく、他の出演者が箸上げをするようになって以降、コーチのように熱心な「指導」を行うようになった。クビになった後のパート17以降でも箸に関することがあると名前が出ることがあった。
- これまでに2回、江角の一言により他の者がピタリ賞を逃している。
  - パート11第21戦では出川（岡村の代理）がデザート3人前を2人前に減らしたことに苦言を呈され3人前に戻したが、もし2人前ならピタリ賞だった。
  - パート12の開幕戦ではVIPチャレンジャーの片平なぎさがラストオーダーの一品を追加するか否かを江角に相談した結果追加したが、もししなければピタリ賞だった。
- パート12では1位通過はなかったが、年間を通しての自腹は1回のみであった。しかし、このゴチはダブルゴチ（第6・7戦）で、本来田山が支払うはずだった第6戦の分もあわせて食事代48万2400円を支払う羽目になり、1位に急浮上。その後は自腹を回避し続けてクビレース3位で最終戦を迎える。最終戦は3位で勝ち抜けるがおみや代を支払い、クビ圏内であるクビレース2位に浮上してしまうものの、田山が最下位となり再びクビレース3位になりギリギリで残留を果たす。
- パート13の最終戦では、杏と同差最下位となったが最終戦前のクビレースは江角が2位、杏が1位だったためなんとか残留を果たした。
- パート15では史上4人目（女性メンバー初）となる年間無敗を達成した。ゴチが人気企画となり、月1～3回の割合で放送になった時に年間無敗を達成したのは、これが最初の事例である。
- パート16第3戦で1年2か月ぶりに最下位となったが、それまでの連勝を31とし最多連勝記録を更新した（後にパート22で矢部が更新）。しかし、ここから堰を切ったように不調に陥り、第7戦でシーズン3回目の最下位を喫しクビレースを独走する。その後は最下位にならなかったがおみや代を5回支払ったり、岡村・国分がピタリ賞を獲得し総額自腹をリセットなどがありクビレース1位から脱せない状況が続く。だが、残り3戦となる第19戦で矢部が最下位となりクビレース2位に下がって最終戦を迎える。最終戦は2位で勝ち抜け。おみや代の順位次第でクビとなる状況になる。最終戦の結果は矢部が精算し、最下位が柳葉となったため、クビレース1位に繰り上がってしまう。これにより、おみや代の順位が3位（国分）か6位（岡村）でないとクビとなってしまうが、おみや代の順位が最下位（柳葉）だと判明したためクビとなった（柳葉は食事代とおみや代の両方を支払っても江角の自腹総額に届かなかったため残留）。散り際の曲はエレファントカシマシの『悲しみの果て』だった。クビが確定した直後、羽鳥が長年共演した江角への想い入れの強さの余り司会者の立場を忘れて号泣してしまい、矢部に「バカヤロ」「司会者失格やで」と突っ込まれる場面があった。
- クビからおよそ1年後に芸能界を引退したため、VIPチャレンジャー参戦および復帰の可能性が完全になくなった。一時期過去の映像を流す際、江角が映らないように編集されていたが、パート20第19戦の「ゴチ20周年記念スペシャル」以降は、編集されずに姿が映った状態で放送されている。

#### パート11～20
佐々木希■（ピンク）
パート11・12に参加。愛称は「ノゾミール」。
制服は同じような愛称で呼ばれていた森と同様のものを着用していた。特に矢部を嫌っており、パート11最終戦では佐々木自らの手で矢部に引導を渡したものの、パート12では元々彼が座ってた席になったことで「縁起が悪い」と愚痴をこぼしていた。
- パート11の初戦では設定金額と100円差のニアピン賞で1位通過を果たし、新メンバーの初戦最少誤差を記録する。だが、第5戦のSPで初めて最下位を喫した後は不調に陥り、最下位を計5回喫し、おみや代も計8回支払ってクビレース1位で最終戦を迎える。しかし最終戦では1位となって精算し大逆転残留を果たした他、最高精算額も記録した（後にパート22で増田が更新）。
- パート12では最下位、おみや代は共に6回喫し、大差でクビレース1位で最終戦を迎える。最終戦ではクビが1名増えて2人となるルール（後述）が適用されたため精算できなければどの順位に関係なくクビという状況に追い込まれるも、結果は4位で即座に1人目のクビとなった。散り際の曲はAIの『YOU ARE MY STAR』だった。一方でパート12でのニアピン獲得回数は11回で、年間ニアピン賞獲得数の記録を大幅に更新した。この記録は現在でも破られていない。
- パート12の「おみやダーツ」では、クビになりダーツマンとして登場した矢部が毎回無条件で佐々木の札をダーツの的に貼っており、その結果、3回も的中してしまった。的のどこにも当たらず、その回のおみや代のうち1万円を出してやり直し、的中したこともあった。
- パート13第12戦では当時のぐるナイの前座番組で自身がMCとして出演していた『みんなのアメカン』の番宣を兼ねておみやダーツに登場[注 42]。先述通り天敵かつレギュラー時代に自身を集中攻撃していた矢部の札（的4マス分）を持参し、命中させた[注 43]。
- パート18エキシビションで6年ぶりにVIPチャレンジャーとして参戦し、2位で勝ち抜けた。パート19エキシビションでもVIPチャレンジャーとして参戦したが、最下位で自腹となった。
- パート22最終戦で｢クビにならないためのアドバイス｣を伝える役目でVTRで出演、「長くいる人の知識に耳を傾ける」というアドバイスとクビレースダントツ1位の増田に先述の経験から諦めないよう応援の言葉を送る（その結果増田は精算して残留）。

田山涼成■（黄色）
パート12に参加。愛称は「ターさん」。
- 残り6戦となるパート12第22戦でようやく初の1位を獲得した（歴代ゴチメンバーの中で最も遅いタイミングである）。
- パート12では第6戦で初の最下位を喫するが、ダブルゴチ（後述）であったため本来なら田山が支払うはずの自腹は第7戦の結果により江角が支払ったため、クビレースに加算されずに済んだが、次の第8戦で初自腹を喫した。やや安めに予想する癖から成績が安定せず、残り5戦となる第23戦で4回目の最下位を喫し、クビレース2位に浮上して最終戦を迎える。最終戦では江角が高額なおみや代を支払い一旦クビレース3位に下がったが、その後最下位となり2人目のクビとなった。通常クビになったメンバーには退場前に他のメンバーから一言ずつ感謝と別れの言葉を言われるが、田山はその描写がなかった。散り際の曲はヴェルディ作曲のオペラ「椿姫」の『乾杯の歌』だった。
- パート12第13戦では舞台『太平洋序曲』の出演のため欠席した。親交がある海原はるかが代理で参戦し結果は3位で勝ち抜けた。
- パート19第3戦ではひょっこりはんと共に「たっこりはん」として設定金額を発表する際に出演した。第12戦では約6年半ぶりに大杉の代理として参戦したが、最下位で自腹となった。
- ナイナイを除く歴代男性レギュラーでは初の1年でのクビとなった人物である（セインは卒業扱いで、船越はパート6で復帰しているため）。その後、パート22で松下、パート23で高杉、パート24で宮野が1年で去っている。
- パート24第15戦ではレストラン紹介のVTRで約5年ぶりに平井と共にゲスト出演した。

杏■（ピンク）
パート13に参加。制服はブレザーが基本だったが、その他の制服も着ていた。SPメニューを掛けたゲームでは本気になるあまり女優らしからぬ顔をしてしまうことがあり、メンバーや羽鳥から指摘されることがあった。
- 開幕SPでは2011年12月24日まで放送されていた『妖怪人間ベム』の撮影中（お披露目の際には自身が演じていたベラの衣装のまま登場した）で生田スタジオにいたため中継での出演となった。なお、このときはエキシビション扱いとなりクビレースに加算されなかった。
- パート13第2戦で初の1位を獲得した。
- パート12の田山とは逆に高めに予想することが多く、そのせいか成績はかなり不安定で、初戦を含めて計7回の最下位を喫し、大差でクビレース1位で最終戦を迎える。最終戦では「背水の陣」として所持金ゼロで臨んだが、江角と同差最下位になったためそのままクビとなった（江角はクビレース2位だったため残留）。散り際の曲はアン・ルイスの『グッド・バイ・マイ・ラブ』だった。年間8回の最下位はパート1の岡村と並ぶワースト記録である。
- パート15第9戦にてパート13での自腹額91万6700円を精算しにVIPチャレンジャーとして参戦するも最下位かつおみや代を喫し、パート16第11戦でも総自腹額の精算を目指し再びVIPチャレンジャーとして参戦したが、またしても最下位で自腹を喫した。これでレギュラー時代から数えて4連敗となり、ゴチ最多連敗記録に並んだ。
- パート19第11戦では3年ぶりに大杉の代理として参戦した[注 40]。結果は2位で、レギュラー時代からの連敗記録はストップしたが、おみや代を支払った。

上川隆也■（紫）
パート14・15に参加。この番組がバラエティー番組の初レギュラーである。それ以前にもパート12第26戦にVIPチャレンジャーとして参戦していた（結果は2位で支払いなし）。
学生服をきっちり着こなしているため「委員長」と呼ばれているが、値段予想に自信がない時は岡村から「ビビり川」などとも呼ばれる。また、服装は大杉の代理で参戦したパート19第5戦では、一部の場面でボタンが全開になっていた。
パート15では隣の席となった岡村に胸を揉まれたり、芸人のギャグ及びモノマネを振られたり等、いじられキャラとなっていた。
- パート14第4戦で初の1位を獲得した。
- パート14では初戦を含めて6回最下位を喫する。特に第3戦ではオーダーを変更したためにピタリ賞を逃し、かつ最下位になるという勝負弱さを見せた。さらに第5戦でもオーダー変更でピタリ賞を逃した上、おみや代を支払っている。その後もクビレースを独走していたが、第15戦でピタリ賞を獲得し、クビレースの自腹額がリセットされた。第19・20戦で連敗するがクビレース4位で最終戦を迎え、2位通過となり最初に残留を果たした。
- パート14第6戦ではドラマ『遺留捜査』の収録のため2位抜けした直後に退場した。次の第7戦でも同様の理由で代理として塚地武雅（ドランクドラゴン）が参戦しており、2位の発表後に遅れて到着した。パート15第7戦でも舞台『9days Queen ～九日間の女王～』出演のため代理として又吉直樹（ピース）が参戦した。共に勝ち抜けはしたが、又吉はおみや代を払い足を引っ張られる形になった。
- パート15では2年連続で初戦最下位となり、さらに第13戦の最下位でゴチレージ入会第2号となった。その後も波に乗れないまま計5回最下位を喫してクビレース2位で最終戦を迎える。最終戦では2位通過だったが、その後自身がおみや代を払う結果となり[注 45]、VIPチャレンジャーの坂上忍が最下位となったため順位変動が起こらずクビとなった。散り際の曲は尾崎紀世彦の『また逢う日まで』だった。
- クビ後のパート16第17戦とパート17第16戦にて、これまでの自腹額88万500円を精算しにVIPチャレンジャーとして参戦するも、2戦とも精算できなかった（パート16は2位、パート17は5位）。
- また、パート16第11戦ではVIPチャレンジャーだった杏の応援として、パート18エキシビションでは大杉（新メンバー2人目）のヒントVTRで出演した。
- パート19第5戦に約1年半ぶりに大杉の代理として参戦し、1位でニアピン賞（200円差）を獲得した。また、このバトルで最下位となった橋本が未成年ということもあり、「差し出がましい様でなければ」と、本来橋本が支払う食事代約14万円のうち、半分の7万円を工面しようと名乗り出た。しかし岡村から「それは差し出がましい」との指摘を受け、橋本からも「ルールなので」と拒否された[4]。
- パート24第15戦ではおみやスロットを回すために約5年半ぶりに登場した。また、自腹を決定するトントンも担当した。

平井理央■（黄色）
パート15に参加。元フジテレビアナウンサーで、ゴチレギュラーメンバーとしては初のフリーアナウンサーである。
岡村からは「ヒラリー」の愛称で呼ばれていた。
制服は特徴的なライン入りのダブルブレザーにネクタイ（夏場ではワイシャツにリボン（第12戦～第14戦と第19戦以降）、もしくはポロシャツ（第15戦～第18戦））を着用していた。
他のメンバーより1口が大きく、大口を開けて食べる事が多かった。本コーナーに出演していたときは『ぐるナイ』の他のコーナーでも進行役を務めていた。
- 2014年1月2日放送のダブルヘッダーゴチで第1戦では4位通過だった。しかし第2戦にて初自腹を喫し、いきなり約38万円の高額自腹となり、ゴチレージ入会第1号となった。
- パート15第18戦で5回目の最下位を喫し、パート1での岡村、パート8での井上に次いでゴチ史上3人目となる年間自腹総額100万を突破した。
- パート15第20戦（ぐるナイ20周年記念SP）で初の1位を獲得した。
- 終盤にようやく調子が出てきたが、クビレースに変動が起こらないままクビレース2位の上川に約52万円の差をつけクビレース1位で最終戦を迎える。最終戦ではクビ2人（後述）のルールにより精算できなければどの順位に関係なくクビであったが、結果は6位で即座に1人目のクビとなった。散り際の曲は加藤登紀子の『時には昔の話を』だった。
- パート17第16戦では自腹額の精算を賭け、同時期にクビになった上川とVIPチャレンジャーとして参戦したが、6位で勝ち抜けて精算はできなかった。
- パート18エキシビションでは大杉（新メンバー2人目）の中継先のリポーターとして登場した。
- パート19第3戦では出川の食遍歴の再現VTRに出演した。第10戦と第14戦では大杉の代理として参戦した[注 40]。結果は第10戦では直美と同率で1位、第14戦では5位でおみや代を支払った。
- パート24第15戦のレストラン紹介のVTRで約5年ぶりに田山と共にゲスト出演した。

柳葉敏郎■（グレー）
パート16・17に参加。以前にもパート3第11戦にVIPチャレンジャーとして参戦していた（結果は3位で支払いなし）。
制服は男性レギュラーとしては唯一短ランを着用していた。アワビが大好物で、アワビが使われているメニューを1品目にオーダーすることが多かった。
メニューを見る時などに老眼鏡をかけている。パート16では番組ホームページで柳葉がかける老眼鏡のデザインを募集していた。
俳優業では見せないお茶目な言動や豪快な言動を見せることがあり、酒に酔って羽目を外すこともしばしばあった（パート17第1戦は日本酒を沢山呑んだため酔っ払っていた）。パート17第2戦以降では1品目を食事中に他のメンバー（主に岡村、国分）に「お酒ありますよどうですか?」等と振られ、柳葉が悩んだ素振りを見せた後に「今日のところはやめとくか」って言うのが恒例だった。
本人は「ギバちゃん」と呼んで欲しがっていた。しかし、パート16では年長者の立場であることと無敗を長らく継続していたためか誰も呼んでくれず、ずっと「柳葉さん」と呼ばれていた。初自腹を喫したパート16最終戦では岡村に「敏郎さん」と呼ばれた。
- 新メンバーお披露目SPはバトルに直接参戦せず、結果発表直前から収録に合流した。デガチャンマン（出川）によるおみや代のくじに当たってしまい、いきなりの支払いとなったが、エキシビジョンのためクビレースには加算されなかった。
- パート16のクビレーススタート後はゴチ史上初の開幕3戦連続ニアピン賞での1位通過を達成した。第8戦で初めておみや代を支払ったものの、一度も負ける事なく最終戦を迎える。しかし最終戦ではNo.1メニュー発表後にウニの前菜を追加した事が仇となり初めて最下位を喫し、その上おみや代も支払う羽目になった（仮にウニの前菜を追加しなかった場合は4位で勝ち抜けており、その場合は柳葉は年間無敗を達成し、6位の岡村が最下位でクビとなっていた）。だが、成績が好調だったことから江角の自腹総額に届かなかったため結果発表の前に残留を決めた。
- パート16では第2戦にて江角に騙されたのがキッカケで江角をライバル視しており、江角が最下位、おみや代になったときは誰よりも喜んでいた。しかし、彼女がクビになった時は他メンバー同様、悲しんでいた。
- パート17では第8戦にて、通常放送では初めての最下位となった。終盤は苦戦を強いられ、残り4戦となる第19・20戦と連敗しクビレース5位からクビレース1位に急浮上する。残り2戦となる第21戦の二階堂の最下位でクビレース2位となり最終戦を迎えた。最終戦では3位で勝ち抜け。順位発表終了時点ではクビレース2位であったが、順位発表前に決まっていたおみや代の支払い順位を決めるCの箱の中身が3位と判明した。これにより柳葉が支払うこととなり、最後の最後で再びクビレース1位に浮上してクビになった[5][6][注 47]。散り際の曲にリクエストした松山千春の『旅立ち』（パート16でも選択していた）に乗せ、黒板に描いてあった自分のイラストを消して退場した。なお、圏外のメンバーがおみや代のみを支払ってクビになるのは史上初である。
- 柳葉が去った後のパート18で制服が刷新された際、クビが誰になるかわからなかったことから彼の分も今までと同様の短ラン仕様で用意され、開幕戦のオープニングでマネキンに着せられた。
- パート19第3戦では矢部のスペシャルメニューの食材の調達のVTRにナレーターとして出演した。第6戦では約1年半ぶりに大杉の代理として参戦したが、最下位で自腹となった。

二階堂ふみ■（ピンク）
パート17・18に参加。以前にもパート16第3戦にVIPチャレンジャーとして参戦していた（結果は3位で支払いなし）。本コーナーでは初の平成生まれのメンバーである。なお、新メンバーお披露目SPの際、お披露目前に姿が見えてしまう編集ミスがあり、パート17第2戦の冒頭で、この点について触れられていた。
パート17第1戦ではまだ制服が制作中であったため私服での参戦となり、第2戦から赤いスカーフで白のセーラー服（夏場は同じデザインの半袖）に紺のスカートといった昔ながらの制服を着用していた。パート17では80年代に流行した聖子ちゃんカットのカツラを付けていたが、第4戦と第15戦、第18戦以降からは装着なし。
- パート17では、第1戦では1位でニアピン賞（200円差）を獲得したが、続く第2戦で初の最下位を喫する。それ以降もなかなか調子が上がらず、おみや代は6回支払い、残り2戦となる第21戦で4回目の最下位を喫しクビレース1位に浮上して、最終戦を迎える。最終戦では4位で勝ち抜け。順位発表終了時点でおみや代の順位次第でクビとなる状況になる。おみや代の順位が3位（柳葉）以外の場合はクビとなる不利な状況であったが、柳葉がおみや代を支払ったことでギリギリ残留を果たした。
- パート17での最下位の発表時に、同じくカツラを着用している岡村と残った場合は互いのカツラを交換して被ることがあった。
- パート18では第17戦までに3回（うち1回はドラマ撮影のため欠席した代理のブルゾン）最下位となりクビレース1位に浮上する。だが、残り4戦となるパート18第20戦にて「女優業に専念したい」という理由で卒業（自主降板）することが本人から発表されたことによりクビレースから除外された（これによりクビレース2位だった国分が1位に浮上した）[8][注 49]。これに加えて、「クビ2人（後述）」のルールは変わらないため、計3名が降板することが明かされた。当初は最終戦までバトルに参戦の予定であったが、彼女の結果次第でクビレースの変動を妨げかねない（精算の阻止など）可能性を考慮し、最終戦では羽鳥のアシスタントとして出演した。終了後はクビとなった矢部と国分と共に、スピッツの『楓』に乗せてその場から退場した。
- パート20第3戦にてVIPチャレンジャーとして約1年ぶりに参戦し、2位で勝ち抜けた。

渡辺直美■（オレンジ）
パート18・19に参加。パート3のオセロ中島以来のお笑い芸人の新メンバーである。
パート18エキシビジョンではまだ制服が制作中であったため、私服での参戦だった。また、季節やその回のレストランや主要食材をテーマにした髪飾りをしていた。
生前の大杉とは仲が良く、彼のことを「れんれん」と呼んでいた。
- エキシビジョンから参戦し、登場時はシルエットに写し出されたその体型により出演者にはバレバレで、笑いが漏れたり、「ドラムロール必要ない」などとヤジが飛んでいた。
- 第10戦では主演ドラマ『カンナさーん!』（TBS系）撮影のため欠席した。代理で宮川大輔が7年半ぶりに参戦し、同率3位で勝ち抜けた。

- パート18第1戦で初の1位を獲得した。
- パート18では3回の最下位を喫したが、クビレース3位で最終戦を迎える。最終戦は3位で勝ち抜けたが、高額のおみや代を支払ったことによりクビ圏内であるクビレース2位に浮上する。そのため国分が最下位にならない限りクビとなる状況下になるが、結果は国分が最下位となり再びクビレース3位に戻り最後に残留が決まった。

- 羽鳥から「直美さん」と呼ばれるようになったのはパート18途中からで、ナレーションからもパート19のエキシビションまでは「渡辺」と呼ばれていた。また、パート19初戦からはナレーションからも「直美」と呼ばれるようになったが、それ以降もテロップは「渡辺」と「直美」の両方が使用されていた。なお、本項では「直美」の表記に統一する。

- パート19第13戦では、MCの岡村が別の仕事で間に合わず遅刻していた事と、大杉の代理で出演していた矢部が謹慎中の身分だった事もあり代わりにタイトルコールを担当した。ちなみに本人がタイトルコールをしたのはこれが2回目であり、1回目はパート18第1戦で、生前の大杉と一緒に担当した。
- パート19は最後の2人まで残ることが多かったが最下位を回避し続けてきた。だが残り2戦となる第20戦の最下位で約28万円支払ったためクビレース3位の中島健人におよそ22万円の差をつけてクビレース2位に浮上し最終戦を迎える。最終戦を5位で勝ち抜けるも、VIPチャレンジャーの志村けんが最下位、中島が1位で精算となったためクビレースの順位が変わることなくクビとなった。
- パート23第15戦にVIPチャレンジャーとして参戦し、7位で勝ち抜けとなった。
- パート25第15戦ではSP料理争奪ゲーム「ピッタンコポーズ」にてVTR出演した。

大杉漣■（黄色）
パート18〜19（第3戦）に参加。加入当時の年齢は65歳3か月で「ゴチ史上最年長」である。
本人は「れんれん」と呼んで欲しいとアピールしていたが、実際このように呼んだのは直美だけだった。
パート19開幕初期の2018年2月21日、急性心不全により死去（66歳没）し、ゴチレギュラーメンバーとしては初の物故者となった。その翌日に放送された第3戦（2月12日収録）が最後の出演となり（結果は2戦連続の最下位）、冒頭と終盤にて追悼のメッセージが流れ、終了時には出演当時の顔写真も記載された。なお、同日の平均視聴率は16.6%、瞬間最高は21.6%（関東地区・世帯・リアルタイム、ビデオリサーチ調べ）を記録した。
- エキシビションは撮影のスケジュールの関係でバトルには参加せず、終盤からの登場となった。
- パート18第7戦で初の1位を獲得した。
- 第3戦ではドラマ[注 51]収録のため欠席した。勝村政信が代理として参戦するが最下位となり、大杉自身の支払いが無い状態でクビレース初加算となった。
- パート18では上記の第3戦でクビレース初加算となり、第10戦では1品目に「男性スープ｣という料理をオーダーし、ラストオーダーでNO.1の料理が発表された後に「女性スープ」という料理を面白半分で追加した（大杉曰く「身体がどうなるのか興味本位で追加した」）事が仇となり、本人としては初自腹を喫する。もし追加オーダーをしていなければ1位で勝ち抜けだった。しかし、第14戦ではパート14の上川以来となるメンバー加入1年目でのピタリ賞を獲得し、さらに続く第15戦では番組史上初の2戦連続のピタリ賞を獲得した[12]。その後も一度も負ける事なく、シーズン最多となる1位勝ち抜けを6回記録し、クビレース5位で最終戦を迎える。最終戦開始前の時点で仮に「食事代+おみや代｣を支払ったとしてもほぼ残留が決まっており、おみや代の支払い順位が3位だと判明したため順位発表の前に残留を決めた（最終戦は6位勝ち抜けで食事代支払いも免れた）。
- 上述のとおり死去の翌日放送分が最後の出演となったが、以降の措置については下記の通りである。
  - 大杉の急逝から3週間後の3月15日には第4戦が放送されたが、後任は立てずに続行された。また、この回ではメンバー全員が大杉のイメージカラーである黄色の腕章を着け、後ろに飾られている花も黄色に統一された。
  - 正解金額が表示される画面でも大杉のイラストは最終戦まで使われていた。
  - 第5戦～第15戦では「大杉の代役枠」として過去にクビになったメンバーが出演していた。なお、代理の者が支払った金額はパート19のクビレースには加算されることはなかった。このルールに則って出演したメンバーと成績は以下の通りである。

| メンバー | 在籍パート                      | 戦       | 順位               | 支払い   |
| -------- | ------------------------------- | -------- | ------------------ | -------- |
| 上川隆也 | 14・15                          | 5        | 1位 （ニアピン賞） | なし     |
| 柳葉敏郎 | 16・17                          | 6        | 最下位             | 食事代   |
| 国分太一 | 1-18                            | 7        | 4位                | なし     |
| 森泉     | 9・10                           | 8        | 2位                | なし     |
| 出川哲朗 | 1-4                             | 9[注 52] | 3位                | なし     |
| 平井理央 | 15                              | 10       | 1位                | なし     |
| 平井理央 | 15                              | 14       | 5位                | おみや代 |
| 杏       | 13                              | 11       | 2位                | おみや代 |
| 田山涼成 | 12                              | 12       | 最下位             | 食事代   |
| 矢部浩之 | 10・12・15・19以外 （参戦当時） | 13       | 4位                | なし     |
| 優香     | 7                               | 15       | 1位 （ピタリ賞）   | なし     |
- 大杉が着用した制服は同年4月14日に行われたお別れの会「さらば!ゴンタクレ」にて、1位を獲得した回数のバッジ付きでファンブースに展示された[13]。
- 第15戦にて、第16戦より彼に代わる新メンバーが加入される事が明らかになり、田中圭が新メンバーとして加入した。なお、田中は大杉の自腹額を引き継いで参加していた為、最終戦で田中が1位となれば大杉の遺族に返金されるルールが適用された。
- 第17戦では、この日のVIPチャレンジャーで『バイプレイヤーズ』等で共演していた遠藤憲一にちなんで過去の大杉の出演シーンをVTRで振り返った。
- 一周忌である2019年2月21日に放送されたパート20第4戦のエンディングの提供クレジットでは、最後のバトルとなったパート19第3戦の映像と共に、「あれから1年経ちました」「大杉さんはいつまでもゴチファミリーです」というサイドテロップが表示されていた。番組公式ツイッターでも、一周忌のツイートを行った[14]。

中島健人（当時Sexy Zone）■（水色）
パート19・20に参加。先輩である国分に次ぐジャニーズ2人目のゴチメンバー。愛称は「ケンティー」。
番組内では「S.G.K（セクシー・ゴチ・ケンティー）」と表記された特注の財布を持参していた。
初期は料理（主に1品目）を食べる際、ファンのために用意された「ケンティーカメラ」なるハンディカメラを使用していた。料理を自撮りをするというものであったが、最後に岡村が勝手にカメラを動かし、変顔で妨害することがお決まりだった。また、毎回BGMとして自身が所属するSexy Zoneの『ぎゅっと』が使用されていた。
ほぼ毎回「セクシーサンキュー」や「サンキューデリシャス」といった決め台詞を用いていた。また「STOP!」札を提示する際、「セクシーストップ」と言うこともあった。
- エキシビションで初の1位を獲得した（本戦では第2戦で獲得）。
- エキシビジョンでは既に会場にいたが、当初は柴犬のマスクをつけて私服で登場し[注 55]、ゴチバトル中盤で正体を明かした。
- 第11戦では映画『ニセコイ』の撮影のため欠席し、代理として菊池風磨（Sexy Zone）が彼の制服を着て参戦した。バトル終了後に電話で中継を結び、撮影シーンの状況から、撮影中の映画のタイトル及びロケ地が静岡県であることを明かした。
- パート19は開幕から無敗を続けていたが、第15戦でピタリ賞が発生した際、最後の2人までは残ったが初自腹を喫してしまった。最終戦前までの敗戦はこの1戦のみであったが、この自腹が約23万円の高額自腹であった事や、VIPチャレンジャー及び大杉の代理の自腹が多く他メンバーの自腹額があまり増えなかった事もあり、クビレース3位で最終戦を迎える。最終戦では最後まで残り、最下位ならクビという状況に追い詰められたが、1位となったため大精算と残留を果たした（メンバー加入1年目での精算は、パート11の佐々木以来である）。その結果、シーズン最多となる1位を6回記録した（エキシビションを含む）。
- パート20では第5〜11戦まで7戦連続トントンタイムまで残る（その内、自腹2回、おみや代4回）など序盤から苦戦しており、残り3戦となる第21戦で5回目の最下位を喫し、クビレース大差の1位で最終戦を迎える。最終戦は3位で勝ち抜け。矢部が復帰できずクビが1人になる、かつノブが最下位＋おみや代になった場合は残留になる可能性もあったが、ノブが1位で精算した為、その時点でクビとなった。最終戦前最後の1戦でスタッフが心配して招き猫をテーブルの上に置いたり、羽鳥が開運企画を立ち上げたりしたが、実ることなくゴチを去る結果となった。
- パート21最終戦ではNEWSメンバーのコロナウイルスの感染を受けて増田がリモート参戦したため、1年ぶりに制服姿[注 56]で登場。増田が注文したメニューを代理で食した。
- パート22最終戦では｢クビにならないためのアドバイス｣を伝える役目でVTRで出演、「力を入れすぎずラフに」というアドバイスを送った。
- パート24第19戦に、VIPチャレンジャーとして参戦。正式なゴチバトル参戦はクビ後初めてとなり、結果は1位（誤差+100円のニアピン賞）で勝ち抜けた。

中島以外のSexy Zoneメンバー（現・Timelesz初期メンバー）の成績は以下の通りである。
| パート            | 戦                | 名前     | 参戦回数 | 順位       | 支払い | 当日の中島の状況          |
| ----------------- | ----------------- | -------- | -------- | ---------- | ------ | ------------------------- |
| 19                | 11                | 菊池風磨 | 初参戦   | 5位        | なし   | 在籍（欠席中）            |
| 25                | 11                | 菊池風磨 | 2回目    | 1位[注 58] | なし   | クビ後及びSexy Zone卒業後 |
| 2024大晦日[注 59] | 2024大晦日[注 59] | 菊池風磨 | 3回目    | 5位        | なし   | クビ後及びSexy Zone卒業後 |
橋本環奈■（ピンク）
パート19に参加。加入当時18歳のゴチ史上最年少かつゴチ史上初の10代メンバーとなった。歴代レギュラー最年少についてはパート25で高橋に塗り替えられたが、現在でも歴代女性レギュラーでは最年少である。本人曰く「ゴチが始まった1998年10月当時はまだ生まれていなかった」。
制服は歴代のレギュラーメンバーとは異なり、毎回違う物を着用していた。
- エキシビションはスケジュールの関係でバトルには参加せず、終盤からの登場となった。また、この時はまだ制服が制作中であったためドレス姿での参戦であった。
- パート19第1戦で初の1位を獲得した。
- 参戦当初は「社会経験が少なく不利」という理由から、彼女にのみ特別にヒントが与えられていた（1品目の誤差が最も大きかった人の名前を羽鳥から教えてもらう）が、好成績を理由に第5戦以降はヒントを自ら辞退した。しかし、それが仇となり第5戦で初自腹となった。第19戦では初めてヒント無しで1位通過を果たした。
- 第6・7・9・11戦では映画『銀魂2』やドラマ『今日から俺は!!』等の撮影のため欠席した。第6・7・9戦ではブルゾンが代理で参戦し、第11戦では事前収録によりモニターで参戦した[15]。
- 最下位は代理のブルゾンを含めて3回だったが、第13戦のSPでの約29万円の高額自腹が影響してクビレースは大差をつけて1位となり最終戦を迎える。最終戦ではクビ2人（後述）のルールにより精算できなければどの順位に関係なくクビであったが、結果は4位で名前を呼ばれて即座にクビとなった。メンバー加入1年目でのクビはパート15の平井以来である。
- パート20最終戦にてメンバー時代の自腹額の精算を賭け参戦するが、最下位で自腹額をさらに増やした。
- パート23第15戦にVIPチャレンジャーとして参戦し、ドローンタイムまで残ったが8位で勝ち抜けとなった。
- パート25第15戦にVIPチャレンジャーとして参戦し、5位で勝ち抜けた。

田中圭□（白）
パート19第16戦から大杉の後任として参加し、パート21まで参加。本コーナーにおいて、初めてシーズン途中に加入した新メンバーである。
中島（健）からは兄のように慕われ、「圭兄さん」、「圭兄（けいにい）」と呼ばれていた。
岡村からは「ケイ・タナカ」や「圭さん」と呼ばれていた。
SPメニュー争奪ゲームの一つであるセクシーサンキューゲームやアゲアゲハイテンションゲームを行った際は、俳優とは思えないほどのテンションの上げ方でレギュラーメンバー（特にノブ）からよくツッコまれていた。
- パート19第18戦（田中としては3戦目）で初の1位を獲得した。なお、この回ではSTOP手形のみグレーを使用してた（白のSTOP手形はVIPチャレンジャーの矢作兼が使用）。
- 初参戦時はホワイトタイガーのマスクをつけて参戦し、バトル途中から素顔を公開した。クビレースは生前の大杉が支払った金額を引き継いでスタートとなったため、加入3ヶ月でのクビの可能性もあったが、パート19では参戦した6戦（第16戦～最終戦）全てで支払い無しだったため、安定的に残留を決めた（最終戦は6位で勝ち抜け）。
- パート20エキシビションにて初めておみや代を支払い、続けて第1戦で初の最下位（おみや代も支払い）となったが、その後に最下位になったのは第3戦のみであり、安定した成績を保ち続け、クビレース4位で最終戦を迎える。最終戦は3位で勝ち抜け、早くも残留が決定した。途中加入のメンバーが2年連続で残留が決定するのは江角以来となる。
- パート21では、第2・6〜8戦の計4回最下位を喫しクビレース1位を独走。その後もクビレース1位から脱せない状態が続いていたが、残り3戦となった第19戦でピタリ賞を獲得し自腹額をリセットした。しかし、第20戦と最終戦で連敗を喫した事で再びクビレース1位に浮上し、クビ人数決定ルーレットの結果を待たずにクビとなった。なお、ピタリ賞を獲得したシーズン中にクビになるのは史上初である。
- クビになった後のパートではVIPチャレンジャーとして毎年参戦している。パート22では最終戦で参戦し、2位で勝ち抜けた。パート23第15戦では4位だったものの高額なおみや代を支払った。パート24第15戦では5位、パート25第18戦では3位で勝ち抜けた。

ノブ（千鳥）■（黄緑）
パート20～23に参加。新メンバーとしては初の男性お笑い芸人。レギュラー出演以前にも、パート19第1戦に相方の大悟と共にVIPチャレンジャーとして参戦していた（ノブは3位、大悟は最下位で食事代とおみや代を支払った）。また、パート18エキシビションではメニューに使用されている食材の紹介VTRにコンビで出演している。
- エキシビションでは既に会場にいたが、パンダのマスクをつけて参戦し、バトル途中から素顔を公開した。結果はメンバー加入初戦で初の自腹を喫したが、もう1人の新メンバーである土屋が参加していなかったためクビレースには加算されなかった。
- パート20第2戦で初の1位を獲得し、続く第3戦・第13戦ではピタリ賞を獲得した。なお、第3戦の放送当日（バレンタインデー）はノブの結婚記念日でもある[16]。しかし2回目のピタリ賞獲得以降は第14・17・22戦と3回の最下位を喫し、クビレース2位に浮上してしまう。だが最終戦ではニアピン賞で1位となり、精算と同時に残留となった。同じパート内でピタリ賞と最終戦精算の両方を経験したメンバーは、パート2・13の岡村に次いで史上2人目である。
- 前述のパート20での2回に加え、パート21第3戦でもピタリ賞を獲得した。3度のピタリ賞は途中加入メンバーとしては最多記録であった（パート26第13戦で増田が更新）。
- パート20第4戦とパート21第2戦・第9戦は仕事の都合で、パート23第3戦は新型コロナウイルスに感染したため、第16〜18戦では右椎骨動脈解離によふ休養のため欠席し、パート20第10戦は別の仕事で遅刻し、結果発表で合流した。パート21第2・9戦では橋本・土屋と同様に事前に収録し、モニターでゴチに参戦。それ以外の欠席時の代理出演者は後述。
- パート20第5戦からスタッフに代わりゴチの番組表の説明文執筆を担当していた。
- パート20第9戦から不定期で、大悟が「ダイゴチャンマン」（白の全身タイツに触角が1本）として矢部の食材調達ロケのコーナーに不定期出演[注 64]。なお、矢部が復帰したパート21から、ノブ自身がクビになったパート23までの間も不定期でダイゴチャンマンの食材調達ロケが行われることがあった[注 65]。
- パート21では、第6戦終了時点で5回の1位（その内1回はピタリ賞）を取っていたため、他のメンバー・スタッフ・一部視聴者から「1位を取るな」などいじられたり、「#ノブ負けろ」がTwitterのトレンドに載るようになってしまう[17]。
- パート21〜23では最終戦終了時点でクビレース3位につけていたためクビ人数決定ルーレットの結果待ちとなっていた。
- パート23では先述通り新型コロナウイルスに感染、右椎骨動脈解離による入院などで欠席が多かったのだが、その時の代理人（下記）がことごとく支払いをしてしまう。そのせいでノブ自身の最下位は第9戦のみ（しかもパート23の最低自腹額）にもかかわらず、クビレース2位で最終戦を迎えてしまう（上乗せされた自腹額は合計で56万5800円。この支払いが0なら、岡村と同額でクビレース5位だった）。最終戦は3位で勝ち抜け。クビレースは高杉の最下位で3位に後退するもルーレットの結果、クビの人数が3人となったためエライザ・高杉と共にクビとなった（代理人の支払いが1回でも無かったらクビレース4位以下になっていたため残留していた）。ちなみに最終戦の生放送パートで、代理人から寄せられたコメントが紹介されたが、クビレースの足を引っ張った事に関する謝罪の旨は誰1人無かった。
- パート24最終戦ではVTRで出演し、盛山に応援のメッセージを送った。
- パート26第11戦でVIPチャレンジャーとして約2年半ぶりに参戦し、5位で勝ち抜けた。

代理出演者の成績は以下の通りである。
| 名前            | パート | 戦 | 順位               | 支払い          |
| --------------- | ------ | -- | ------------------ | --------------- |
| 出川哲朗        | 20     | 4  | 5位                | なし            |
| 織田信成[注 66] | 20     | 10 | 1位 （ニアピン賞） | なし            |
| 吉村崇          | 23     | 3  | 最下位             | 食事代+おみや代 |
| 大悟            | 23     | 16 | 最下位             | 食事代          |
| ナダル          | 23     | 17 | 6位                | おみや代        |
| 井上裕介        | 23     | 18 | 最下位             | 食事代          |
土屋太鳳■（ピンク）
パート20に参加。以前にもパート16第20戦とパート18最終戦にVIPチャレンジャーとして参戦していた（パート16第20戦では5位、パート18最終戦では1位）。
制服は1か月ごとに変遷していた。
ラストオーダーの時に、かつて自身が出演していた「爽健美茶」のCMで用いていたセリフをもじり、「おいしかったお♡」と言って「STOP!」札を提示していた。
- エキシビションではスケジュールの関係でバトルには参加せず、終盤から登場した。
- 第1戦でメンバーとしては初の1位（ニアピン賞）を獲得した（VIPチャレンジャーのガンバレルーヤよしこと同率）。第3戦では6位抜けであったが、おみや代で初の支払いとなり、続く第4戦にて初の最下位となった。
- 10月3日放送分では別の仕事の都合で欠席したが、事前に行いバトルには参戦した[注 67]。
- 第12・13戦の連敗で、クビレース2位に浮上するが、残り2戦となる第22戦でノブが最下位となりクビレース3位に下がって最終戦を迎える。最終戦では2位でニアピン賞を獲得したが、クビレース2位のノブが1位で精算、VIPチャレンジャーの橋本が最下位となった事でクビレース2位に浮上した。矢部の結果待ちとなるが、矢部が復帰することが決まり、クビ人数が2人となったためクビとなった。
- パート25第1戦でVIPチャレンジャーとして4年ぶりに参戦し、6位で勝ち抜けた。
- 2024年の大晦日ゴチにて「OB・OGチーム」として参戦した。

#### パート21～
本田翼■（マゼンタ）
パート21に参加。愛称は本人の希望により「ばっさー」。メンバー入り以前に、パート15第26戦にVIPチャレンジャーで参戦していた（結果は4位）。
制服は、黒のカーディガン（夏場はベスト）の下にワイシャツとネクタイ（本人曰く「高校生の時していた格好」）。
- 第1戦のメンバー発表時ではドレス姿で登場し、その後はすぐ制服に着替えてバトルを行った。結果は「＋1万1200円」という大きな誤差を出してしまい初の最下位を喫した。しかし第3戦で現役の女性メンバーでは史上初のピタリ賞を獲得し、この自腹額24万8200円をリセットした。
- 第11戦では、急性虫垂炎から退院した直後のため自宅からオーダーのみ参戦しており、食事は沼能亜弥（番組AP）が担当した。第13戦では微熱のため大事を取って欠席し、代打として沼能が担当した。第17戦では、仕事の都合で事前に収録しモニターで参戦した。
- 第12戦にて計4回目の最下位を喫したことによりクビレース1位の田中と数万円という僅差でクビレース2位となる。そしてクビレース1位の田中が残り3戦となる第19戦でピタリ賞を獲得したことによりクビレース1位に浮上し、最終戦を迎えた。最終戦は2位で勝ち抜けるが、田中・増田・ノブの誰かが最下位かつクビ人数決定ルーレットの結果が1人の時のみ残留できるという厳しい状況になる。最終戦の結果は田中が最下位となりクビレースは2位に下がったが、ルーレットの結果が2人になっていたため2人目のクビとなった。なお同パートでクビになった田中同様、ピタリ賞を獲得したシーズン中にクビとなった。
- パート24第15戦のVIPチャレンジャーとして約2年半ぶりに参戦するも、最下位で自腹となった。

中条あやみ■（ラベンダー）
パート22に参加。メンバー入り以前に、パート19最終戦にVIPチャレンジャーとして参戦していた（結果は3位）。愛称は本名に由来する「ポーさん（ポーちゃん）」。
制服は身頃がグレーで白襟のセーラー服であり、リボンを着用している（リボンは毎回変わる）。夏場において長袖のワイシャツと紺色のニットベストにチェックのスカートを着用する。また、夏季の一部の回で腕章を左腕につけている。
- 第1戦では既に会場にいたが、ヒジャブ風の衣装と仮面をつけた状態で参戦し、バトル途中に素顔を公開した。また、この時は私服での参戦となった。
- 第8戦にて自身初となる1位を獲得した。
- パート22第5戦で自身初の最下位を喫した。残り5戦となる第19戦のSPで3回目の最下位を喫し、クビレース3位に浮上するが、第20・21戦で増田、残り2戦となる第22戦で岡村が最下位となったことにより、クビレース5位の安全圏まで下がり、最終戦を迎える。最終戦では名前を呼ばれた瞬間に残留が確定する状況だが、最下位を喫し、クビレース1位の増田が精算を決めたことにより、クビレース1位に急浮上して1人目のクビとなった。
- クビ後のパート23第15戦では、スペシャル料理の食材調達ロケに「あやみチャンマン」として出演した。パート24第6戦ではおみやスロットを回すために登場し、同時に羽鳥からピタリ賞の発表を任されている。しかし、スロットの結果、自身初のおみや代を支払う羽目になってしまった。
- パート25第15戦でVIPチャレンジャーとして当時の夏の制服を着用して約2年半ぶりに参戦するが、最下位となり（折半のおみや代を含む）、しかもライアーを見抜くことができずに支払う結果となった。
- 2024年の大晦日ゴチでは当時のセーラー服を着用して「OB・OGチーム」として参戦した。

松下洸平■（水色）
パート22に参加。同学年の増田と親しく話す場面が多くあり、他のメンバーを差し置いてイチャイチャしては、中条から「イチャイチャすな！」とツッコまれていた。
第3戦でマイ包丁を持参して「キャベツの千切り｣を披露したがお世辞にも上手とはいえなかったため変な空気になり、増田に「マイ包丁を持ってくるほど上手くない｣とツッコまれた。これ以降、事ある毎にレギュラーメンバーに千切りのことをいじられたり、違う野菜でリベンジしていた。
- 第1戦では控室でウサギのマスクをつけて待機し、バトル途中に合流し素顔を公開した。
- 第13戦にて自身初となる1位を獲得した。
- パート22では23戦中9回もドローンタイムに残っていたため、一時期「ドローン俳優｣と言われていた。第4戦ではピタリ賞が発生し最後まで残ったが、自身初の最下位を喫する。第10戦は仕事の都合で欠席し、藤木直人が代理で参戦したが最下位となり自腹（約29万円）が加算された。続く第11戦の自身の最下位で実質2連敗となりクビレース1位に浮上してしまう。その後クビレースに変動が起こらない状態が続いたが、残り4戦となる第20・21戦で増田が連敗しクビレース1位に浮上したため、2位に下がって最終戦を迎える（藤木の自腹がなかったらクビレース5位で最終戦を迎えていた）。最終戦は6位で勝ち抜けた。増田が大精算・中条が最下位となったことでクビレース2位のまま変わらずにクビ人数決定ルーレットの結果を待つことになったが、結果は2人に止まっていたため2人目のクビとなった。
- クビ後のパート23第15戦では、レストラン紹介時に千切り披露のために、最終戦では増田への激動メッセージのVTRでゲスト出演した。
- ゴチでの共演により増田と仲良くなったことが有名になり、2022年8月20日放送のフジテレビ「MUSIC FAIR」で増田貴久と松下洸平が「夏の終りのハーモニー」をデュエットした[19]。番組内では他局のため番組名は出されなかったものの、「某人気番組での共演をきっかけに仲良くなった」との言及がされた。
- パート25第9戦でVIPチャレンジャーとして約2年半ぶりに参戦し、7位で勝ち抜けた。

高杉真宙■（オレンジ）
パート23に参加。愛称は「まっひー」。何故かコロコロチキチキペッパーズ・ナダルのギャグを多用していた。
- 第1戦では、レッサーパンダのマスクをつけた上で参戦しバトル途中で素顔を披露した。
- 第6戦・第9戦では、スケジュールの都合で欠席したが、バトルには事前収録する形で参加した[注 69]。
- 第15戦～第21戦まで映画「東京リベンジャーズ2」での役柄作りのため（参戦当時はまだ未公表だった）、金髪でゴチに参加した。これについて当時高杉は「現場で皆さんにいじめられすぎて一旦グレとこうかと」と語っていた（高杉は先述のナダルギャグも含め他のメンバーからよくイジられていた）。
- 第4戦にて自身初となる1位を獲得した。
- 第12戦で自身初の最下位を喫したが、最下位はこの1回のみに抑えクビレース5位で最終戦を迎える。最終戦では高杉とクビレース4位の矢部との差が約42万円以上あるため、羽鳥（番組）から差し入れのシャンパン代10万円を最下位の自腹額に加えるか聞かれ、拒否権もあったが、了承したことにより最下位の推定自腹額が約32万円から約42万円となったため、高杉も最下位となれば、クビになる可能性もある状態に。名前を呼ばれた瞬間に残留が決まる状況だったが、最下位となってしまい、更に自腹額が45万7000円と判明したためクビレース2位に急浮上し、クビ人数決定ルーレットの結果待ちとなる。そしてルーレットの結果が3人となっていたため、エライザ・ノブと共にクビとなった。仮に差し入れを断っていれば残留になっていた。
- パート25第15戦でVIPチャレンジャーとして参戦し、第7位で勝ち抜けるものの、折半のおみや代を支払うこととなった。

池田エライザ■（ピンク）
パート23に参加。
- 第1戦では、別の仕事のため日本テレビから中継でアヌビス神のお面をつけた状態で出演。会場に到着後に素顔を披露し、バトルにも参戦した。
- 羽鳥からは「エライザさん」と第1戦から呼ばれていたが、第5戦まではナレーション・テロップ共に「池田」であった。第6戦以降は羽鳥と同様に「エライザ」となっている。
- 第2戦にて自身初となる1位を獲得した。
- 第9戦まで自腹額0をキープしていたが、第10戦で自身初の最下位を喫し、ここから一気に成績が不安定になる。残り6戦となる第19・20戦の連敗で5回目の最下位となり、自腹総額は100万円を突破した。クビレース2位以下を大きく引き離し1位で最終戦を迎える。1位で大精算以外はほぼクビが決まってしまう状況で2位（誤差+1300円）で勝ち抜け。矢部・増田・ノブの誰かが最下位かつ、ルーレットの結果が1人ならまだ残留の可能性が残されていたものの、矢部の大精算・高杉の最下位により順位の変動がなかったためそのままクビとなり、自分が回したルーレットの結果により、追加でクビになったノブ・高杉と共にゴチを去った。
- パート24最終戦ではVTRで出演し、増田に応援メッセージを送った。パート25第6戦では、スペシャル料理の食材調達ロケで矢部と共に「エラチャンマン」として出演した。

盛山晋太郎（見取り図）■（空色）
パート24・25に参加。パート24の初期では進行の羽鳥とは馬が合わず、バトル中に衝突する場面もあった。また、増田や同時期に加入した宮野からいじられることが多かった。
SP料理獲得ゲームの1つである胸キュンセリフしりとりではセリフがおかしかったり、不気味な言い方をしてしまうため小芝から「言い方が気持ち悪い」と言われてしまうのが恒例だった。
- パート24第1戦では、大阪での仕事[注 71]のため会場に到着後、ライオンのマスクをつけてバトルに参戦[注 72]したが、素顔披露前にナイナイや出川が正体を分かってしまったため[注 73]その場で自らマスクを取り素顔を公開した。中島（健）以降、一部の新メンバーがマスクをつけて初めから参戦し、途中でマスクを取って登場するという演出が行われているが、何の演出もなく自ら素顔を明かしたのは、史上初めてである。更に、自らマスクを取ってしまった影響でメイクを落とすことができず、結局そのまま落とさずに最後まで出演した。
- パート24第7戦にて自身初となる1位を獲得した。
- パート24第2戦で自身初の最下位を喫し、その後第11戦で2回目の最下位を喫したが、その後は最下位になることはなく、クビレース4位で最終戦を迎える。最終戦は2位で勝ち抜け。クビ人数決定ルーレットの結果が3人かつ、クビレース上位の3人（矢部、宮野、岡村）が大精算をしない限り残留が決まる状況になる。宮野と岡村が最後に残り、クビレース3位に浮上することが確定した状況の中、自腹を決定する前にクビ人数決定ルーレットの結果が発表され、クビ人数が2人だったため3人目の残留となった。
- パート25ではシーズン最多となる6回（岡村とタイ）の1位を記録し好調をキープしていたが、残り4戦となる第21戦のSPで3回目の最下位を喫し、クビレース1位に急浮上し、そのまま最終戦を迎えることになる。最終戦ではクビレース2位のやす子が高額のおみや代を払いクビレース1位に浮上したためクビレース2位に後退して結果を迎える。最終戦では5位で勝ち抜け。クビ人数決定ルーレットの結果により残留が決まる状況になる。最終戦の結果は増田が1位、やす子が最下位となったためクビレース2位のまま結果を待つことになったが、クビ人数決定ルーレットの結果が2人となっていたため2人目のクビとなった。
- 相方のリリーはVIPチャレンジャーとしての参戦はないが、パート24では「リリチャンマン」として食材探しのVTRに出演。
- パート26第14戦ではスペシャル料理の味を伝えるためVTR出演した。

宮野真守■（紫）
パート24に参加。ゴチレギュラーメンバーとしては初の声優。愛称は「マモ」。増田は第1戦から「マモ｣と呼んでいた。小芝と盛山からは「マモさん｣、岡村からは「マモルさん｣と呼ばれていた。
増田とはすぐに仲良くなり、毎回一緒に盛山をイジったり、ボケたりしていた。
常にノリが良く、増田と一緒にボケたりしているからか本業である声優のテクニックを披露すると増田から「声の仕事とか向いてる」などとイジられ、「そのプロなのよ!｣などと返すのがお決まりとなっていた。
おみや代をよく払っていたため、「おみやの真守」の異名を取っていた。
- パート24第1戦では仕事のため、会場に到着後、素顔を公開したうえでバトルに参戦。ピタリ賞を発表するシーンを見るのが好きという理由で羽鳥から直々にピタリ賞の発表を任され、本当にピタリが出たものの、宮野本人では無かった。
- 残り4戦となるパート24第20戦にてようやく自身初となる1位を獲得した。
- パート24第6戦で自身初の最下位を喫した。この時ビリを確信していたため、最後は手を差し出してドローンを受け止めた。ドローンで最下位を決め始めてから約3年経過していたが、ドローンを受け止めたのは史上初である。その後も不調が続き、残り5戦となった第19戦で3回目の最下位を喫し、クビレース2位に浮上し、そのまま最終戦を迎えることになる。最終戦でも最下位となりクビレース1位に浮上し2人目のクビとなった。去り際に既にクビになっていた矢部に「もし良かったら一緒に（食材調達）ロケ行こう」と慰められた。
- パート25第15戦では、おみやスロットを回すために登場し、おみや代を全額支払う可能性もあったが免れた。
- パート25最終戦では、スペシャル料理の食材調達ロケで矢部と共に「マモチャンマン」として出演した。

やす子□（白）
パート25に参加。初のおもしろ荘出身芸人からのメンバー。メンバー加入前にもパート22ではバトル会場となるレストラン紹介時の間に挿入されるミニドラマに、パート23以降ではスペシャル料理の食材調達ロケにも不定期で出演した。なぜか小芝をライバル視することもあった。
制服はセーラー服でロングスカートとなっている。
- パート25第1戦では仕事のため、控室でアルパカのマスクを着けて待機し、バトル途中に合流し素顔を公開した。第1戦時点では制服は作成中だったため、私服で参戦した。
- パート25第6戦で自身初となる1位を獲得した。
- パート25では第7戦で自身初の最下位を喫した。その後は安定した成績を保っていたが、残り5戦となる第20戦で3回目の最下位を喫したことによりクビレース1位に浮上した。その後は第21戦のSPで盛山が最下位を喫したことによりクビレース2位に下がって最終戦を迎える。最終戦では高額なおみや代を支払った（1品目の予想金額が1番離れていた人が払うルール）ためクビレース1位に浮上したうえで最下位を喫し、自腹額が100万円を突破して1人目のクビとなった。お笑い芸人のゴチメンバーが1年でクビになるのは史上初である。

### その他
沼山英樹（大黒屋新宿店店長）
パート2後期に主に借金時の「ゴチ屋さん」の店主として出演していた。
ブルゾンちえみ
パート18に不定期、パート19・20初期にレギュラー出演していた。ブリリアンと共にスペシャル料理争奪ゲーム『ブルゾンゲーム』の仕切り役を担当していた。
パート18第9戦ではVIPチャレンジャーとして初参戦し4位で勝ち抜けた。パート18第17戦では欠席した二階堂の代理で参戦したが、最下位となり自腹となった（後に二階堂本人に謝罪している）。パート19第6戦・第7戦・第9戦でも欠席した橋本の代理で参戦した。第6戦では3位で支払いなしだったが、第7戦では5位で勝ち抜けるもおみや代を支払うことになり、第9戦では最下位となった。なお、ブルゾンが参戦する場合でも『ブルゾンゲーム』は通常通り行われた。
ひょっこりはん
2018年元日の「おもしろ荘」への出演を機にパート19にて設定金額発表時に出演。
ゲッターズ飯田
パート18～24の最終戦と2024年の大晦日ゴチに出演し、岡村の結婚やその子供の誕生など、ゴチと無関係な事柄に関しては的中率が高い。メンバーの来年の運勢とクビになるメンバーを占いで予想する一方で、羽鳥の運勢も予想している。
パシンペロンはやぶさ
2024年の大晦日ゴチに出演するゲッターズ飯田の代わりにパート25の最終戦に出演した本業がお笑い芸人の占い師。
岩田絵里奈（日本テレビアナウンサー）
前述の通り、パート21より「岩田チャンマン」（ピンクのつなぎ服に触覚が2本）として大悟が扮する「ダイゴチャンマン」と共にスペシャルメニューの食材探しに同行。出演時には特技のものまねを披露することがありパート23第4戦にはバトル会場に登場し、VIPチャレンジャーとして出演していた篠原涼子との共演も果たした。
パート21以降の新メンバー発表回ではレポーターとして出演しており、新メンバーに関する情報等を伝えている。
野田ちゃん
パート22でバトル会場となるレストラン紹介時の間に挿入されるミニドラマに出演。
ゆめちゃん
2022年元日のおもしろ荘への出演を機に、パート23にて設定金額発表時に出演。
シマッシュレコード
2022年元日のおもしろ荘への出演を機に、パート23にてVIPチャレンジャーの食遍歴のVTR前にイメージを歌に乗せて披露する際に出演。

### メンバー・席順の変遷
- 初期及び一部の回では変更されることもあるが、基本的に一番左の席はジャニーズ所属のゴチレギュラーメンバー、一番右の席は岡村で固定されている。パート18の第1戦までは矢部は右から二番目であるが、現在は左からの三番目に固定されている。
- メンバーの欠席が長期間になる場合を除き、欠席者の位置にそのまま代理が座る場合は省略。
- 太字はVIPチャレンジャー、☆は新メンバー、◇は復帰メンバー、×はクビメンバー（ナイナイの2人は謹慎）、△はクビ以外の理由で降板となったメンバー。

#### 基本
| 席順の変遷                                      | 席順の変遷          | 席順の変遷                      | 席順の変遷                   | 席順の変遷                   | 席順の変遷              | 席順の変遷             | 席順の変遷   | 席順の変遷 |
| シリーズ                                        | 席順                | 席順                            | 席順                         | 席順                         | 席順                    | 席順                   | 席順         | 備考 |
| ----------------------------------------------- | ------------------- | ------------------------------- | ---------------------------- | ---------------------------- | ----------------------- | ---------------------- | ------------ | --- |
| パート1-パート2 （1998年10月23日-2002年1月4日） | 国分 ■（緑）        | 出川 ■（黄色）                  | VIPチャレンジャー （人数分） | 矢部 ■（青）                 | 岡村 ■（赤）            | -                      | -            | - |
| パート3 （2002年02月08日-2003年01月10日）       | 国分 ■（緑）        | 中島知子 ■（オレンジ）          | 出川 ■（黄色）               | VIPチャレンジャー （人数分） | 矢部 ■（青）            | 岡村× ■（赤）          | -            | 中島知子が加入。 このパートからクビが導入された。 |
| パート4 （2003年02月07日-2004年01月09日）       | セイン☆△ ■（紫）    | 出川× ■（黄色）                 | 中島知子 ■（オレンジ）       | VIPチャレンジャー （人数分） | 矢部 ■（青）            | 国分 ■（緑）           | -            | セインが加入。 出川と中島知子の席が入れ替わる。 岡村のクビにより国分の席が右端に移動。                                                                 |
| パート5 （2004年02月06日-2004年12月24日）       | 国分 ■（緑）        | 中島知子 ■（オレンジ）          | 船越☆× ■（グレー）           | VIPチャレンジャー （人数分） | 矢部 ■（青）            | 岡村◇ ■（赤）          | -            | 船越が加入し、セインの卒業により岡村が復帰。 出川のクビにより中島知子の席が左から2番目に移動。 国分の席が左端に戻る。                                  |
| パート6 （2005年02月04日-2005年12月23日）       | 国分 ■（緑）        | 中島知子× ■（オレンジ）         | 船越◇ ■（グレー）            | VIPチャレンジャー （人数分） | 矢部 ■（青）            | 岡村 ■（赤）           | -            | 船越が復帰。 クビが導入されたパート3以降で唯一メンバーの変動が起きなかった。                                                                           |
| パート7 （2006年01月13日-2006年12月22日）       | 国分 ■（緑）        | 優香☆× ■（ピンク）              | 船越 ■（グレー）             | VIPチャレンジャー （人数分） | 矢部 ■（青）            | 岡村 ■（赤）           | -            | 優香が加入。 |
| パート8 （2007年01月12日-2008年01月11日）       | 国分 ■（緑）        | 井上☆× ■（オレンジ）            | 船越 ■（グレー）             | VIPチャレンジャー （人数分） | 矢部 ■（青）            | 岡村 ■（赤）           | -            | 井上が加入。 |
| パート9 （2008年02月01日-2009年01月02日）       | 国分 ■（緑）        | 森☆ ■（ピンク）                 | 船越 ■（グレー）             | VIPチャレンジャー （人数分） | 矢部× ■（青）           | 岡村 ■（赤）           | -            | 森が加入。 |
| パート10 （2009年01月09日-2009年012月017日）    | 国分 ■（緑）        | 江角☆ ■（オレンジ）             | 船越△ ■（グレー）            | VIPチャレンジャー （人数分） | 森× ■（ピンク）         | 岡村 ■（赤）           | -            | 江角が加入。 矢部のクビにより森の席が右から2番目に移動。                                                                                               |
| パート11 （2010年01月14日-2010年012月030日）    | 国分 ■（緑）        | 佐々木☆ ■（ピンク）             | 江角 ■（オレンジ）           | VIPチャレンジャー （人数分） | 矢部◇× ■（青）          | 岡村 ■（赤）           | -            | 佐々木が加入し、船越が準会員枠への変更により矢部が復帰。 江角の席が左から3番目に移動。                                                                 |
| パート12 （2011年01月06日-2011年12月29日）      | 国分 ■（緑）        | 田山☆× ■（黄色）                | 江角 ■（オレンジ）           | VIPチャレンジャー （人数分） | 佐々木× ■（ピンク）     | 岡村 ■（赤）           | -            | 田山が加入。 矢部のクビにより佐々木の席が右から2番目に移動。                                                                                           |
| パート13 （2012年01月12日-2012年12月27日）      | 国分 ■（緑）        | 杏☆× ■（ピンク）                | 江角 ■（オレンジ）           | VIPチャレンジャー （人数分） | 矢部◇ ■（青）           | 岡村 ■（赤）           | -            | 杏が加入し、矢部が復帰。 |
| パート14 （2013年01月10日-2013年12月26日）      | 国分 ■（緑）        | 江角 ■（オレンジ）              | VIPチャレンジャー （人数分） | 上川☆ ■（紫）                | 矢部× ■（青）           | 岡村 ■（赤）           | -            | 上川が加入。 |
| パート15 （2014年01月2日-2014年12月25日）       | 国分 ■（緑）        | 平井☆× ■（黄色）                | 江角 ■（オレンジ）           | VIPチャレンジャー （人数分） | 上川× ■（紫）           | 岡村 ■（赤）           | -            | 平井が加入。 |
| パート16 （2015年01月2日-2015年12月24日）       | 国分 ■（緑）        | 江角× ■（オレンジ）             | VIPチャレンジャー （人数分） | 柳葉☆ ■（グレー）            | 矢部◇ ■（青）           | 岡村 ■（赤）           | -            | 柳葉が加入し、矢部が復帰。 |
| パート17 （2016年01月02日-2016年12月22日）      | 国分 ■（緑）        | 柳葉× ■（グレー）               | VIPチャレンジャー （人数分） | 二階堂☆ ■（ピンク）          | 矢部 ■（青）            | 岡村 ■（赤）           | -            | 二階堂が加入。 江角のクビにより柳葉の席が左から2番目に移動。                                                                                           |
| パート18 （2017年01月019日-2017年12月21日）     | 国分× ■（緑）       | 大杉☆ ■（黄色）                 | 矢部× ■（青）                | VIPチャレンジャー （人数分） | 二階堂△ ■（ピンク）     | 直美☆ ■（オレンジ）    | 岡村 ■（赤） | 直美と大杉が加入。 パート18開幕以降は第4戦まで席順が変わっている。                                                                                     |
| パート19 （2018年01月25日-2018年012月20日）     | 中島健人☆ ■（水色） | 大杉△ ■（黄色） ↓ 田中☆ □（白） | VIPチャレンジャー （人数分） | 橋本☆× ■（ピンク）           | 直美× ■（オレンジ）     | 岡村 ■（赤）           | -            | 中島健人と橋本が加入。 9月13日より逝去した大杉に代わる新メンバーとして田中が加入。                                                                     |
| パート20 （2019年01月17日-2019年12月19日）      | 中島健人× ■（水色） | 田中 □（白）                    | VIPチャレンジャー （人数分） | 土屋☆× ■（ピンク）           | ノブ☆ ■（黄緑）         | 岡村 ■（赤）           | -            | 土屋とノブが加入。 |
| パート21 （2020年01月16日-2020年12月24日）      | 増田☆ ■（金色）     | 田中× □（白）                   | 矢部◇ ■（青）                | VIPチャレンジャー （人数分） | ノブ ■（黄緑）          | 本田☆× ■（マゼンタ）   | 岡村 ■（赤） | 増田と本田が加入し、矢部が復帰。 なお第1戦では、本田が会場に来るまではノブと岡村の間が詰められた。                                                     |
| パート22 （2021年01月21日-2021年12月30日）      | 増田 ■（金色）      | 松下☆× ■（水色）                | 矢部 ■（青）                 | VIPチャレンジャー （人数分） | ノブ ■（黄緑）          | 中条☆× ■（ラベンダー） | 岡村 ■（赤） | 中条と松下が加入。 第1戦では、松下が会場に来るまでは増田と矢部の間が詰められた。                                                                       |
| パート23 （2022年01月20日-2022年12月29日）      | 増田 ■（金色）      | 高杉☆× ■（オレンジ）            | 矢部 ■（青）                 | VIPチャレンジャー （人数分） | ノブ× ■（黄緑）         | エライザ☆× ■（ピンク） | 岡村 ■（赤） | 高杉・エライザが加入。 第1戦では、エライザが会場に来るまではノブと岡村の間が詰められた。 第3戦ラストオーダーでは、矢部がエライザと岡村の間に移動した。 |
| パート24 （2023年01月19日-2023年12月28日）      | 増田 ■（金色）      | 宮野☆× ■（紫）                  | 矢部× ■（青）                | VIPチャレンジャー （人数分） | 盛山☆ ■（空色）         | 小芝☆ ■（マゼンタ）    | 岡村 ■（赤） | 小芝・盛山・宮野が加入。 第1戦では、盛山が会場に来るまではVIPチャレンジャーと小芝の間が、 宮野が会場に来るまでは増田と矢部の間が詰められた。           |
| パート25 （2024年01月18日-2024年12月26日）      | 増田 ■（金色）      | 高橋☆ ■（オレンジ）             | やす子☆× □（白）             | VIPチャレンジャー （人数分） | 盛山× ■（空色）         | 小芝 ■（マゼンタ）     | 岡村 ■（赤） | 高橋・やす子が加入。 第1戦では、やす子が会場に来るまでは高橋とVIPチャレンジャーの間が詰められた。                                                      |
| パート26 （2025年01月16日-2025年12月[予定]）    | 増田 ■（金色）      | 高橋 ■（オレンジ）              | 白石☆ ■（黄色）              | VIPチャレンジャー （人数分） | せいや☆ ■（ビリジアン） | 小芝 ■（マゼンタ）     | 岡村 ■（赤） | せいや・白石が加入。 第1戦では、白石が会場に来るまでは高橋とVIPチャレンジャーの間が詰められた。                                                        |

#### 特殊な席順
| 席順の変遷                                                                      | 席順の変遷         | 席順の変遷         | 席順の変遷                   | 席順の変遷                   | 席順の変遷             | 席順の変遷            | 席順の変遷             | 席順の変遷           | 席順の変遷   | 席順の変遷   | 席順の変遷 |
| シリーズ                                                                        | 席順               | 席順               | 席順                         | 席順                         | 席順                   | 席順                  | 席順                   | 席順                 | 席順         | 席順         | 備考 |
| ------------------------------------------------------------------------------- | ------------------ | ------------------ | ---------------------------- | ---------------------------- | ---------------------- | --------------------- | ---------------------- | -------------------- | ------------ | ------------ | --- |
| パート1 第1戦 （1998年10月23日）                                                | 出川 ■（黄色）     | 野口五郎 ■（紫）   | 矢部 ■（青）                 | 岡村 ■（赤）                 | 国分 ■（緑）           | -                     | -                      | -                    | -            | -            | - |
| パート1 第2戦 （1998年11月20日）                                                | 国分 ■（緑）       | 出川 ■（黄色）     | 宍戸錠 ■（紫）               | 矢部 ■（青）                 | 岡村 ■（赤）           | -                     | -                      | -                    | -            | -            | 第2戦と第3戦では前回の1位が左側に座っていた。 |
| パート1 第3戦 （1998年12月11日）                                                | 出川 ■（黄色）     | 国分 ■（緑）       | 森口博子 ■（ピンク）         | 矢部 ■（青）                 | 岡村 ■（赤）           | -                     | -                      | -                    | -            | -            | 第2戦と第3戦では前回の1位が左側に座っていた。 |
| 新メンバー入れ替え戦SP （2005年01月21日）                                       | 沢村一樹 ■（水色） | 小沢真珠 ■（紫）   | 眞鍋かをり ■（ピンク）       | ビビる大木 ■（黄色）         | 船越 ■（グレー）       | -                     | -                      | -                    | -            | -            | パート6開始前に行われた新メンバーを賭けたバトル。 |
| パート7 第11戦 （2006年10月13日）                                               | 国分 ■（緑）       | 優香 ■（ピンク）   | 中島知子 ■（オレンジ）       | 船越 ■（グレー）             | 亀梨和也 ■（紫）       | 星野仙一 ■（水色）    | 矢部 ■（青）           | 岡村 ■（赤）         | -            | -            | 中島知子がメンバー復帰を賭けVIPチャレンジャーとして参戦。 |
| パート10 第7戦-第23戦 （2009年04月016日-2009年12月17日）                        | 国分 ■（緑）       | 江角 ■（オレンジ） | VIPチャレンジャー （人数分） | 森 ■（ピンク）               | 岡村 ■（赤）           | -                     | -                      | -                    | -            | -            | 船越が出演休止。 この間はメンバーが4人になる。 |
| パート10 最終戦 （2009年12月24日）                                              | 国分 ■（緑）       | 江角 ■（オレンジ） | 船越 ■（グレー）             | 松田聖子 ■（紫）             | 神田沙也加 ■（水色）   | 森 ■（ピンク）        | 岡村 ■（赤）           | -                    | -            | -            | 船越が1日限定で復帰。 |
| パート11 第13戦-第22戦 （2010年07月15日-2010年12月02日）                        | 国分 ■（緑）       | 佐々木 ■（ピンク） | 江角 ■（オレンジ）           | VIPチャレンジャー （人数分） | 矢部 ■（青）           | 岡村代理枠 （人数分） | -                      | -                    | -            | -            | 岡村が体調不良による療養のため欠席。 代理が座った。 |
| パート12 第26戦 （2011年12月22日）                                              | 国分 ■（緑）       | 田山 ■（黄色）     | 佐々木 ■（ピンク）           | 上川 ■（水色）               | 江角 ■（オレンジ）     | 岡村 ■（赤）          | -                      | -                    | -            | -            | 佐々木の要望により、この回のみ席替え。 |
| パート13 エキシビション （2011年01月05日）                                      | 国分 ■（緑）       | 江角 ■（オレンジ） | 綾小路翔 ■（水色）           | 片平なぎさ ■（紫）           | 矢部 ■（青）           | 岡村 ■（赤）          | -                      | -                    | -            | -            | 新メンバーの杏はドラマ収録のため参戦せず、 初回はエキシビション扱いとなった。 |
| パート13 第22戦 （2012年11月29日）                                              | 国分 ■（緑）       | 江角 ■（オレンジ） | 杏 ■（ピンク）               | 鈴木福 ■（水色）             | 亀梨和也 ■（紫）       | 矢部 ■（青）          | 岡村 ■（赤）           | -                    | -            | -            | 杏がこの回のVIPチャレンジャーである亀梨和也、 鈴木福と共演している『妖怪人間ベム』にちなんで席替え。 |
| パート14 第1戦 （2013年01月10日）                                               | 国分 ■（緑）       | 江角 ■（オレンジ） | 長瀬智也 ■（水色）           | 水川あさみ ■（ピンク）       | 矢部 ■（青）           | 岡村 ■（赤）          | 上川 ■（紫）           | -                    | -            | -            | 上川の席は初回のみ右端だった。 |
| パート15 第1戦 （2014年01月02日）                                               | 国分 ■（緑）       | 江角 ■（オレンジ） | TAKAHIRO ■（水色）           | 大竹しのぶ ■（ピンク）       | 上川 ■（紫）           | 岡村 ■（赤）          | 平井 ■（黄色）         | -                    | -            | -            | 平井の席は初回のみ右端だった。 |
| パート15 第2戦 （2014年01月02日）                                               | 国分 ■（緑）       | 江角 ■（オレンジ） | 白鵬 ■（水色）               | 板野友美 ■（ピンク）         | 上川 ■（紫）           | 平井 ■（黄色）        | 岡村 ■（赤）           | -                    | -            | -            | 平井と岡村の席が入れ替わる。 |
| パート15 第20戦 （2014年09月25日）                                              | 矢部 ■（青）       | 平井 ■（黄色）     | 江角 ■（オレンジ）           | 国分 ■（緑）                 | 城島茂 ■（黄緑）       | 長瀬智也 ■（ピンク）  | 松岡昌宏 ■（水色）     | 山口達也 ■（グレー） | 上川 ■（紫） | 岡村 ■（赤） | 「ぐるナイ×TOKIO 20周年SP」と題し、 TOKIOメンバー全員が参戦。 このため、国分がこの回に限り左から4番目の席に座った。 さらに矢部もパート15では唯一の参戦。                                                     |
| パート16 エキシビション （2015年01月02日）                                      | 国分 ■（緑）       | 江角 ■（オレンジ） | 綾小路きみまろ ■（黄色）     | 東山紀之 ■（水色）           | 指原莉乃 ■（ピンク）   | 矢部 ■（青）          | 岡村 ■（赤）           | -                    | -            | -            | 新メンバーの柳葉はバトルに参戦せず、 エキシビション扱いとなった。 |
| パート17 第11戦 （2016年06月23日）                                              | 国分 ■（緑）       | 三浦春馬 ■（水色） | 二階堂 ■（ピンク）           | 柳葉 ■（グレー）             | 矢部 ■（青）           | 岡村 ■（赤）          | -                      | -                    | -            | -            | 対面式テーブルに座ってのバトルのため、 席順が通常とは異なっていた。 カメラから向かって左側が手前から国分・三浦・二階堂、 右側は手前から岡村・矢部・柳葉の順に座った。 オーダー順は、表の並び順と同じである。 |
| パート17 第21戦 （2016年12月08日）                                              | 柳葉 ■（グレー）   | 岡村 ■（赤）       | 岡田准一 ■（水色）           | 神保悟志 ■（紫）             | 二階堂 ■（ピンク）     | 国分 ■（緑）          | 矢部 ■（青）           | -                    | -            | -            | パート17残り2戦のため、 メンバーは左からクビレース上位順に座った。 |
| パート18 エキシビション （2017年01月02日）                                      | 国分 ■（緑）       | 矢部 ■（青）       | 出川 ■（黄色）               | 綾小路きみまろ ■（水色）     | 佐々木 ■（マゼンタ）   | 二階堂 ■（ピンク）    | 岡村 ■（赤）           | 直美 ■（オレンジ）   | -            | -            | パート18開幕以降は第4戦まで席順が変わっている。 大杉はエキジビションと第3戦を欠席し、 第3戦では勝村政信が代理で座った。                                                                                      |
| パート18 第1戦 （2017年01月19日）                                               | 国分 ■（緑）       | 大杉 ■（黄色）     | 二階堂 ■（ピンク）           | VIPチャレンジャー （人数分） | 直美 ■（オレンジ）     | 矢部 ■（青）          | 岡村 ■（赤）           | -                    | -            | -            | パート18開幕以降は第4戦まで席順が変わっている。 大杉はエキジビションと第3戦を欠席し、 第3戦では勝村政信が代理で座った。                                                                                      |
| パート18 第2戦 （2017年02月02日）                                               | 国分 ■（緑）       | 大杉 ■（黄色）     | 矢部 ■（青）                 | VIPチャレンジャー （人数分） | 直美 ■（オレンジ）     | 二階堂 ■（ピンク）    | 岡村 ■（赤）           | -                    | -            | -            | パート18開幕以降は第4戦まで席順が変わっている。 大杉はエキジビションと第3戦を欠席し、 第3戦では勝村政信が代理で座った。                                                                                      |
| パート18 第3戦 （2017年02月16日）                                               | 国分 ■（緑）       | 矢部 ■（青）       | 勝村政信 ■（紫）             | VIPチャレンジャー （人数分） | 二階堂 ■（ピンク）     | 直美 ■（オレンジ）    | 岡村 ■（赤）           | -                    | -            | -            | パート18開幕以降は第4戦まで席順が変わっている。 大杉はエキジビションと第3戦を欠席し、 第3戦では勝村政信が代理で座った。                                                                                      |
| パート18 最終戦 （2017年12月21日）                                              | 国分 ■（緑）       | 大杉 ■（黄色）     | 矢部 ■（青）                 | 坂上忍 ■（紫）               | 土屋 ■（水色）         | 直美 ■（オレンジ）    | 岡村 ■（赤）           | -                    | -            | -            | 二階堂はバトルには参加せず、羽鳥のアシスタントとして出演。 生放送での結果発表は、この回のVIPチャレンジャーである 坂上忍と土屋が仕事の都合で欠席。                                                            |
| パート19 エキシビジョン （2018年01月18日）                                      | 中島健人 ■（水色） | 大杉 ■（黄色）     | 佐々木 ■（紫）               | 直美 ■（オレンジ）           | 岡村 ■（赤）           | -                     | -                      | -                    | -            | -            | 橋本はバトルに参戦せず、 エキシビジョン扱いとなった。 |
| パート19 第1戦・第3戦 （2018年01月25日･2018年02月22日）                         | 中島健人 ■（水色） | 大杉 ■（黄色）     | VIPチャレンジャー （人数分） | 橋本 ■（ピンク）             | 直美 ■（オレンジ）     | 岡村 ■（赤）          | -                      | -                    | -            | -            | 橋本の席が右から3番目に固定。 第2戦で変更された後、第3戦でこの並びに戻った。 |
| パート19 第2戦 （2018年02月01日）                                               | 中島健人 ■（水色） | 大杉 ■（黄色）     | 綾瀬はるか ■（紫）           | 直美 ■（オレンジ）           | 橋本 ■（ピンク）       | 岡村 ■（赤）          | -                      | -                    | -            | -            | この回のみ、直美と橋本の席が入れ替わった。 |
| パート19 第4戦 （2018年03月15日）                                               | 中島健人 ■（水色） | あばれる君 ■（緑） | 藤木直人 ■（紫）             | 橋本 ■（ピンク）             | 直美 ■（オレンジ）     | 岡村 ■（赤）          | -                      | -                    | -            | -            | 大杉の逝去により、この回のみ 中島（健）とVIPチャレンジャーの間が詰められた。 |
| パート19 第5戦 - 第15戦 （2018年03月22日-2018年08月30日）                       | 中島健人 ■（水色） | 大杉代理枠         | VIPチャレンジャー （人数分） | 橋本 ■（ピンク）             | 直美 ■（オレンジ）     | 岡村 ■（赤）          | -                      | -                    | -            | -            | 大杉代理枠が導入された。 |
| パート19 最終戦 （2018年12月20日）                                              | 中島健人 ■（水色） | 田中 □（白）       | 中条 ■（紫）                 | 志村けん ■（緑）             | 橋本 ■（ピンク）       | 直美 ■（オレンジ）    | 岡村 ■（赤）           | -                    | -            | 矢部 ■（青） | 矢部が来シーズンの復帰を賭けて本戦の会場とは別室で参戦。 |
| パート20 エキシビジョン （2019年01月17日）                                      | 中島健人 ■（水色） | 田中 □（白）       | 野村萬斎 ■（紫）             | ノブ ■（黄緑）               | 岡村 ■（赤）           | -                     | -                      | -                    | -            | -            | 土屋はバトルに参戦せず、 エキシビジョン扱いとなった。 |
| パート20 第14戦・最終戦 （2019年07月11日・2019年12月19日）                      | 中島健人 ■（水色） | 田中 □（白）       | VIPチャレンジャー （人数分） | 土屋 ■（ピンク）             | ノブ ■（黄緑）         | 岡村 ■（赤）          | -                      | -                    | -            | 矢部 ■（青） | 矢部が復帰を賭けて本戦の会場とは別室で参戦。 |
| パート20 第15戦 （2019年08月01日）                                              | 中島健人 ■（水色） | 田中 □（白）       | 丸山桂里奈 ■（オレンジ）     | 佐藤健 ■（紫）               | ノブ ■（黄緑）         | 土屋 ■（ピンク）      | 岡村 ■（赤）           | -                    | -            | -            | この回のみ、ノブと土屋の席が入れ替わった。 |
| パート21 第9戦 （2020年06月18日）                                               | 増田 ■（金色）     | 田中 □（白）       | 秋山竜次 ■（紫）             | ノブ ■（黄緑）               | 本田 ■（マゼンタ）     | -                     | -                      | -                    | 矢部 ■（青） | 岡村 ■（赤） | 新型コロナウイルス感染拡大防止によるスタジオ内人数制限により、矢部と岡村が本戦の会場とは別室で参戦。 ただし、通常の別室参戦とは異なり、本戦の会場との会話は遮断されていない。                                |
| パート21 第14戦 （2020年09月10日）                                              | 増田 ■（金色）     | 田中 □（白）       | ノブ ■（黄緑）               | 矢部 ■（青）                 | 岡村 ■（赤）           | 本田 ■（マゼンタ）    | 博多華丸 ■（オレンジ） | 博多大吉 ■（紫）     | -            | -            | 「ナイナイ結成30周年記念ゴチ」と題し、増田と田中以外の席順が変更。 |
| パート21 第19戦 （2020年11月19日）                                              | 田中 □（白）       | 矢部 ■（青）       | 小山慶一郎 ■（紫）           | 増田 ■（金色）               | 加藤シゲアキ ■（水色） | ノブ ■（黄緑）        | 本田 ■（マゼンタ）     | 岡村 ■（赤）         | -            | -            | NEWSメンバーが全員参戦にちなみ、 VIPチャレンジャーで参戦した小山慶一郎と加藤シゲアキの間に増田が座った。 |
| パート25 最終戦 （2024年12月26日）                                              | 増田 ■（金色）     | 高橋 ■（オレンジ） | やす子 □（白）               | 木村佳乃 ■（紫）             | 松坂桃李 ■（緑）       | 盛山 ■（空色）        | 小芝 ■（マゼンタ）     | 岡村 ■（赤）         | -            | 矢部 ■（青） | 矢部が来シーズンの復帰を賭けて本戦の会場とは別室で参戦。 |
| パート26 第2戦 - 第4戦、第6戦 （2025年01月30日-2025年02月27日、2025年04月03日） | 増田 ■（金色）     | 高橋 ■（オレンジ） | 白石 ■（黄色）               | VIPチャレンジャー （人数分） | せいや ■（ビリジアン） | 小芝 ■（マゼンタ）    | 岡村 ■（赤）           | -                    | -            | 矢部 ■（青） | 矢部が復帰を賭けて本戦の会場とは別室で参戦。 |
| パート26 第5戦 （2025年03月20日）                                               | 増田 ■（金色）     | 高橋 ■（オレンジ） | せいや ■（ビリジアン）       | Kōki, ■（空色）              | 綱啓永 ■（グレー）     | 小芝 ■（マゼンタ）    | 白石 ■（黄色）         | 岡村 ■（赤）         | -            | 矢部 ■（青） | この回のみ白石が小芝と岡村の間に座った。 |

## コーナーの流れ・基本ルール
便宜上、現行パート（2025年現在はパート26）のルールを記す。
1. コーナー開始時に矢部もしくは岡村（一部の回ではそれ以外）が本コーナーのタイトル「グルメチキンレース・ゴチになります○○!（○の中はそのパートの数字、ロケ地で観光などを行う場合は「in（地名）」になる）」と声をかけ、他のメンバーと羽鳥が「ゴチになります!」と合図を取る。タイトルコール後、現時点までのクビレースの成績や今回のテーマを発表して、VIPチャレンジャーの紹介が行われる。
2. レストランの紹介と設定金額が発表される。
3. 1品目を注文する。各自料理を1品ずつカメラから向かって左側の席から（パート26では増田→高橋→白石→VIPチャレンジャー→せいや→小芝→岡村）順にオーダーし、食後に値段を予想、直後に視聴者に向けて正解発表が行われる。ただし、料理によってはこの時点でも正解の値段が伏せられており、結果発表の際に値段が表示されることもある。なお、各自が頼んだ料理は原則として本人だけが食べ、了承が無い限り他人（同じチームを除く）に分け与えるのはルール違反である（ただし、分け与えてもペナルティはない）。パート10までは料理が出される順番もオーダー順であったが、パート11からは調理準備ができた順番となった。メニューには値段はもちろん写真すら載っていないため、見た目や量、使用素材がオーダーしないと分からない上に、ラストオーダー以降は予想外時の帳尻合わせも出来ないため、運も必要となる。そのため、長く出演しているメンバーが最下位で自腹になることも珍しくない。出演者には設定金額や予想した料理の値段、メニュー名を書くためのメモ用紙と計算するための電卓が渡されている。
4. スペシャル料理は料理の紹介後、食べる権利を賭けたゲームに挑戦し、勝利もしくはクリアした者のみがスペシャル料理を食べることが出来る。スペシャル料理のみ、出演者がフリップに予想金額を書いて提示する形式になっている。
5. 設定金額に近づくようにラストオーダーを行う。オーダーを決定したメンバーは「STOP!」と書かれた手形を模したプレートを出して「オーダー終了」を宣言する。「STOP!」プレートを置く際に、店・ゲストにちなんだギャグや宣伝をする事が多い。一度オーダーを決定して「STOP!」のプレートを提示してもヒントや他のメンバーの注文を聞いてから変更することができるが、羽鳥から「全員STOP!」の確認が入って以降はオーダーの変更はできない。品数は自由で、同じメニューを複数個注文することも、1品も注文しないという事も可能である。
6. 結果発表の前に出演者は全員の注文した料理を確認し、最下位を予想する。
7. 全員の注文した料理を確認した後におみやを羽鳥が蓋を開けて紹介して、1人分と全員分の金額も発表する。
8. 結果発表。最初に、ピタリ賞の有無が発表される。次に、食べた金額[注 77]が設定金額に近い順に発表される（その順位の金額→名前の順で、最後のみ逆）。メンバーは勝ち抜けが確定するまでは席から立つことはできない（他人の伝票を確認しに行く場合を除く）。最後に残った2人（ブービーまたは最下位が2人以上の場合はその時点で残った人数）のうち、領収書を付けたドローンが目の前に着陸した方が最下位となり、全員分の食事代を支払う[注 78]。ピタリ賞が出たり精算および復帰チャンスが組まれた場合やパート末の大精算スペシャルでは2位から発表していき、1位と最下位の2人を残す。最下位が2人以上いる場合も、1回に1人ずつドローンを着陸させている。
9. 結果発表の後に最下位になった者は領収書を開け、自腹金額を確認してその場で現金で支払う。最下位が複数いる場合は、全員で自腹額を折半する。
10. 最後に番組の締めとして、抜けたメンバー全員が1位の者の「今日は○○さんにゴチになります!」の掛け声と共に最下位となった者に向かって「ゴチになります!」と声をかける（自腹となった者がクビになる場合は行われない。また、1位が複数いた場合は相談で締める者を決めるか2人で分担して言う）。その後、最下位になった者の近くまでハンディカメラがやってきて、最下位の者が一言反省の弁や言い訳などを述べて終了する。

## 追加・変更されたルール
以降、表では最終戦を『終』、エキシビションを『E』とする。

### スペシャルメニュー
中盤に通常のメニューにはない料理長お勧めの特製料理（パート8まではスペシャル料理、パート9〜11は限定メニュー、パート12〜16は明日からの新作メニュー）が発表される。パート9からは用意される数が参加者数より少なくなった（パート9では1名のみ、パート10以降は1名以上。店やゲームによって人数が変わり、結果次第では全員が食べられる場合もある）。注文は、パート2途中までは強制統一か自由選択、パート2途中からはゲームなどを行い、勝った者が優先的に注文権を得る（負けた者は、パート8までは勝った者に決められるか、勝った者の後に回される。しかし、パート9以降は原則注文ができない）。ゲームの規模によっては一旦スタジオに移動しての収録となる。パート17以降、一部の回では自由選択で頼まないことも可能である。パート17第11戦のみ前菜が出る都合上1品目に実施した。前菜6品のうち注文するかしないかを申請することができ、注文しない場合は「STOP!」と書かれた手形を模した小さなプレートを置く。
パート19以降では、スペシャル料理の食材を探すVTRが放送されている。矢部謹慎中のパートではほぼ毎回流れるが、矢部在籍中のパートでも不定期で流れる。ロケで採ったものとは明らかに違う食材がメインの料理が登場することも多々あり、それに関してスタジオのメンバーがツッこむことも恒例となっている。

### ピタリ賞
パート1第4戦から発足。注文した料理の値段の合計が目標設定金額と同額になった場合、ピタリ賞として以下の賞金をもらうことができる。
| 基本                                | 100万円    | パート1第4戦から。                        |
| 2009年3月までのSP                   | 200万円    | パート1第4戦･第10戦･パート2第17戦を除く。 |
| パート12第6戦･第7戦（香港・京都SP） | 200万円    | 「Wヘッダーゴチ」にちなむ。               |
| パート15第1戦･第2戦（5時間SP）      | 200万円    | 「Wヘッダーゴチ」にちなむ。               |
| パート1第6戦                        | 1万ドル    | 当時の日本円で約115万円である。           |
| パート1第10戦                       | 2000万リラ | 当時の日本円で約150万円である。           |
| パート2第17戦                       | 150万円    | 「ミニスペシャルゴチ」にちなむ。          |
| パート3第3戦                        | 50万円     | 「デフレゴチ」にちなむ。                  |
| パート17第4戦                       | 30万円     | 「最安ゴチ」にちなむ。                    |
| パート25第6戦                       | 300万円    | 「ぐるナイ30周年記念」にちなむ。          |
| 2024大晦日                          | 1000万円   | 「史上最大ゴチバトル」にちなむ。          |

ピタリ賞獲得者は以下の通り。太字はVIPチャレンジャー、斜字はメンバー代理・助っ人。
| 名前       | パート | 戦 | 当該回の最下位 | 備考 |
| ---------- | ------ | -- | -------------- | --- |
| 国分太一   | 2      | 7  | 出川哲朗       | 史上初の獲得。 |
| 岡村隆史   | 2      | 17 | 出川哲朗       | |
| 中居正広   | 3      | 6  | 国分太一       | 初のVIPチャレンジャーの獲得。 |
| 矢部浩之   | 5      | 2  | 船越英一郎     | |
| 船越英一郎 | 6      | 6  | 矢部浩之       | |
| 岡村隆史   | 8      | 7  | 船越英一郎     | |
| 高木美保   | 8      | 10 | 矢部浩之       | 初の女性出演者の獲得。 |
| 岡村隆史   | 9      | 6  | 松田聖子       | |
| 岡田准一   | 10     | 10 | 森泉           | |
| 岡村隆史   | 13     | 12 | 江角マキコ     | |
| 上川隆也   | 14     | 15 | MAKIDAI        | |
| 安田章大   | 15     | 18 | 平井理央       | この100万円と、渋谷すばるが獲得したニアピン賞の5万円は 当時彼らがメインパーソナリティーを担当していた『24時間テレビ 「愛は地球を救う」』に全額寄付された。 |
| 岡村隆史   | 16     | 7  | 江角マキコ     | |
| 国分太一   | 16     | 10 | 吉田羊         | |
| 福士蒼汰   | 17     | 7  | 二階堂ふみ     | |
| 大杉漣     | 18     | 14 | 国分太一       | 初の2戦連続獲得。 |
| 大杉漣     | 18     | 15 | 国分太一       | 初の2戦連続獲得。 |
| 優香       | 19     | 15 | 中島健人       | 初の歴代女性ゴチメンバーの獲得。 |
| ノブ       | 20     | 3  | 田中圭         | |
| ノブ       | 20     | 13 | 土屋太鳳       | |
| 本田翼     | 21     | 3  | 綾野剛         | 初の2人同時獲得。 本田は現役女性メンバーとしては初めての獲得、ノブは途中加入メンバーとしては初の3度目の獲得。                                              |
| ノブ       | 21     | 3  | 綾野剛         | 初の2人同時獲得。 本田は現役女性メンバーとしては初めての獲得、ノブは途中加入メンバーとしては初の3度目の獲得。                                              |
| 増田貴久   | 21     | 8  | 田中圭         | |
| 内田篤人   | 21     | 18 | 岡村隆史       | |
| 田中圭     | 21     | 19 | 小山慶一郎     | |
| 増田貴久   | 22     | 4  | 松下洸平       | |
| 水谷隼     | 22     | 17 | 岡村隆史       | |
| 矢部浩之   | 23     | 3  | 吉村崇         | |
| 出川哲朗   | 24     | 1  | 岡村隆史       | これで初期メンバー全員がピタリを獲得した事になる。 |
| 増田貴久   | 25     | 20 | やす子         | |
| 岡村隆史   | 26     | 5  | 綱啓永         | |
| 増田貴久   | 26     | 13 | 高橋文哉       | 途中加入メンバーとしては初の4度目の獲得。 |

#### 備考
- 矢部もしくは岡村がピタリ賞を獲得した場合、その賞金が番組の制作費に使われることがある（先述のヘリでの最下位発表など）。
- ネタバレになるが、ピタリ賞がいる場合はラテ欄や、番組冒頭や次回予告で告知する場合が多い。
- 現在、ピタリ賞が一度も出なかったパートはパート12が最後となっており、パート13以降は最低でも年に1回ピタリ賞が発生している。
- ピタリ賞が出た回での順位発表はおみや代も含め最終戦と同じ方式（2位から発表し、1位と最下位を残してドローンタイム）で行う。
- オーダー変更の有無でピタリ賞を逃してしまう例も少なくない（これが発生した場合、結果発表後に羽鳥から発表される）。
- メンバーが獲得した場合、パート7までは賞金分自腹全総額を減らすというルールだったが、パート2とパート8以降は賞金獲得に加えて年間自腹総額が0円にリセットされるルールとなった（パート2は通算自腹総額）。大精算SPでピタリ賞を取った場合は年間自腹総額に加算される形で精算されるが、大精算SPのピタリ賞獲得者は未だに出ていない。
- 事前にピタリ賞の説明をするとき、羽鳥が数字の入ったフリップを見せている（懐から現金を見せていた時期もあったが、フリー転向後にこのスタイルになった）。ピタリ賞の有無を発表する時は毎回該当者が出たかの様に「なんと！」を繰り返して発表するのがお約束ではあるが、滅多に出ないため、羽鳥が「出ませんでした～」と言って、メンバーとゲストが落胆するのが恒例である。その分、出た場合は羽鳥が「出ちゃいました〜」と言って、メンバーとゲストが大喜びする。
- 前述のように2009年3月までのSP時のピタリ賞は200万円の「スペシャルピタリ賞」と名づけられているが、同賞を獲得した者は出ないまま、スペシャルでも100万円のルールになった。
- 1シーズンで2回ピタリ賞獲得は、パート18での大杉とパート20でのノブのみ。2戦連続で獲得したのは大杉1人のみである。
- またファミリーゴチではみちょぱ親子がピタリ賞を獲得している。

### 精算
パート最終戦に行われる「大精算スペシャル」で1位になると、それまで払った年間自腹金がその場で現金になって戻り、年間自腹総額も0円になる。また、メンバー代理が支払った自腹金は、代理を務めた者に精算される（パート15の上川代理でおみや代を支払った又吉直樹を除く）。
パート末の大精算スペシャルはクビレース独走者にとっては残留になる最後のチャンスである。特にクビが2人の場合、クビレース1位の者は精算できなければ大抵の場合はクビになってしまう。クビが複数人のパートで、最終戦前にクビレース1位だったメンバーがクビを免れたケースはパート22の増田のみ。
- VIPチャレンジャーは過去に自腹になったことがある者が呼ばれることもあり、VIPチャレンジャーが1位になった場合も同様に自腹総額が返還される（一部回を除く）。稀に、最終戦以外でVIPチャレンジャーに精算のチャンスが与えられる場合がある。
- パート19第16戦より参加した田中は、生前の大杉が支払った金額を引き継いでおり、同パートで精算した場合は大杉の遺族に返金されるルールとなった。
- パート24第11戦では坂上忍がVIPゲストとして参加。特別ルールとして当日の順位の1位・2位・3位を3連単で当てると、自腹総額約65万円を全額返金されるが、外れたら、視聴者プレゼント分も含めるおみや代全額を坂上が支払う（坂上が予想を的中させた場合、従来通りダーツでおみや代を決める）ルールとなった。1位盛山・2位小芝・3位矢部の予想であったが、実際の結果は1位増田・2位小芝・3位岡村だったため、坂上がおみや代を支払う結果になった。ちなみに矢部は6位、盛山は最下位。

| 名前       | パート | 戦 | 順位        | 支払い          |
| ---------- | ------ | -- | ----------- | --------------- |
| 久本雅美   | 2      | 13 | 2位         | なし            |
| 久本雅美   | 2      | 終 | 5位         | なし            |
| 久本雅美   | 3      | 終 | 6位         | なし            |
| 久本雅美   | 4      | 終 | 最下位      | 食事代+おみや代 |
| 久本雅美   | 5      | 終 | 4位         | なし            |
| 久本雅美   | 6      | 終 | 2位         | なし            |
| 江川卓     | 2      | 終 | 不明        | なし            |
| 別所哲也   | 3      | 終 | 最下位      | 食事代+おみや代 |
| 別所哲也   | 4      | 終 | 6位         | なし            |
| 別所哲也   | 5      | 終 | 3位         | なし            |
| 別所哲也   | 8      | 終 | 3位         | なし            |
| 近藤真彦   | 7      | 終 | 1位（精算） | なし            |
| 名取裕子   | 8      | 終 | 4位         | なし            |
| 東山紀之   | 9      | 終 | 4位         | なし            |
| 東山紀之   | 13     | 終 | 2位         | なし            |
| 郷ひろみ   | 10     | 11 | 4位         | おみや代        |
| 松田聖子   | 10     | 終 | 最下位      | 食事代          |
| 松田聖子   | 13     | 終 | 4位         | なし            |
| 仲間由紀恵 | 11     | 終 | 3位         | なし            |
| 白鵬       | 11     | 終 | 最下位      | 食事代          |
| 西田敏行   | 12     | 20 | 2位         | なし            |
| 東幹久     | 12     | 20 | 最下位      | 食事代          |
| 大地真央   | 14     | 終 | 最下位      | 食事代          |
| 坂上忍     | 17     | 1  | 7位         | なし            |
| 坂上忍     | 17     | 終 | 最下位      | 食事代          |
| 坂上忍     | 18     | 終 | 5位         | なし            |
| 坂上忍     | 24     | 11 | 5位         | おみや代        |
| 志村けん   | 19     | 終 | 最下位      | 食事代          |

- パート15以降で元メンバー（ナイナイ以外）がVIPチャレンジャーとして参戦する際は、VIPチャレンジャーが1位になった場合はメンバーだったとき（VIPチャレンジャーとして参戦した際の自腹も含まれるが、過去に精算された分は除く）に払った自腹が全額精算される（パート18第4戦の森、パート19エキシビジョンの佐々木、パート20第3戦の二階堂を除く。パート22最終戦に参戦した田中はクビになったパート21での自腹額のみが対象となった）。パート23第15戦・パート24第15戦・パート25第15戦では1位になった場合ルーレットで止まった分のみ精算されるルールとなった。しかし、パート25の時点でこのルールで精算できた元メンバーはまだいない。

| 名前       | パート | 戦 | 順位   | 支払い          |
| ---------- | ------ | -- | ------ | --------------- |
| 中島知子   | 7      | 11 | 5位    | なし            |
| 杏         | 15     | 9  | 最下位 | 食事代+おみや代 |
| 杏         | 16     | 11 | 最下位 | 食事代          |
| 上川隆也   | 16     | 17 | 2位    | なし            |
| 上川隆也   | 17     | 16 | 5位    | なし            |
| 出川哲朗   | 16     | 17 | 6位    | なし            |
| 出川哲朗   | 17     | 1  | 最下位 | 食事代+おみや代 |
| 出川哲朗   | 18     | E  | 最下位 | 食事代          |
| 出川哲朗   | 19     | 3  | 5位    | なし            |
| 平井理央   | 17     | 16 | 6位    | なし            |
| 佐々木希   | 18     | E  | 2位    | なし            |
| 船越英一郎 | 19     | 3  | 3位    | おみや代        |
| 船越英一郎 | 24     | 15 | 8位    | なし            |
| 橋本環奈   | 20     | 終 | 最下位 | 食事代          |
| 橋本環奈   | 23     | 15 | 8位    | なし            |
| 橋本環奈   | 25     | 15 | 5位    | なし            |
| 田中圭     | 22     | 終 | 2位    | なし            |
| 田中圭     | 23     | 15 | 4位    | おみや代        |
| 田中圭     | 24     | 15 | 5位    | なし            |
| 渡辺直美   | 23     | 15 | 7位    | なし            |
| 本田翼     | 24     | 15 | 最下位 | 食事代          |
| 中条あやみ | 25     | 15 | 最下位 | 食事代+おみや代 |
| 高杉真宙   | 25     | 15 | 7位    | おみや代        |

- 連続で精算したメンバーは中島知子（パート3・4の2回）と岡村（パート13～15の3回）のみである。
- 2人以上同時精算になった例はまだない。
  - パート8最終戦で岡村がオーダー変更をしなければ、矢部と同差1位で同時精算だった。
  - パート20最終戦で最下位になったVIPチャレンジャーの橋本は、ラストオーダーで1度変更した後にデザートもキャンセルしていたが、デザートだけキャンセルしていなければノブと同差1位で精算となっていた。

- 初の精算バトルとなったパート1第10戦のイタリアSPにおいては岡村、矢部、国分は1位になればそれぞれ払った今までの金額が返金。メンバー内で当時唯一自腹額0の出川、VIPチャレンジャーの根津甚八、中森明菜が1位になればゴチ史上初のVIPチャレンジャーで自腹になったジャッキー・チェンが払った金額が本人に返って来るというルールで、結果は中森が1位となりジャッキーに返金された。
- パート2は約2年間行われたため、第13戦にも精算スペシャルを行った。
- パート6第10戦（ゴチ100回記念SP）においては、VIPチャレンジャーが1位になれば今まで出演のVIPチャレンジャーが自腹で支払った総額約417万円が返還されるというルールで行われた。その回のVIPチャレンジャーはさまぁ〜ずであり、結果は三村マサカズが3位、大竹一樹が最下位となり返還はならなかった。なお、大竹はゴチ史上最高額である54万6200円を支払った。

| 名前       | パート       | 備考 |
| ---------- | ------------ | --- |
| 中森明菜   | 1 （第10戦） | パート1第6戦でジャッキー・チェンが支払った133,400円が精算された。 |
| 近藤真彦   | 7            | パート7第2戦での自腹金93,100円を精算。 |
| 琴奨菊     | 12           | ニアピン賞も獲得。 |
| 土屋太鳳   | 18           | パート16第20戦に参戦（結果は5位で自腹なし）。後のパート20新メンバー。 |
| 市川猿之助 | 21           | 市川亀治郎時代、パート13第3戦に参戦（結果は1位）。 |
| 木村佳乃   | 25           | 番組内では2位として発表されたが、その後1位とされた増田の誤差と同じだったため、実際は1位タイである（増田は自腹金が0円だったため精算なし）。 なお、木村は過去にパート20第11戦で最下位になり自腹経験があったものの、この時は精算のルールが適用されなかった。 |

### クビ
前述の通りパート3での中島知子の加入でメンバーが増えたことにより新設されたルールである。年間を通して最も自腹金額が高かった者は本コーナーから強制的に降板（ナイナイは謹慎）させられる。その時の年間自腹額の順位は「クビレース」もしくは「自腹レース」と呼ばれる。クビレースの順位は自腹額が高い者が上位になり、低い者は下位となる（パート18以降は順位表記が逆になっているが、本項ではパート17までのものを使用している）。クビを免れ、翌パートもレギュラー出演が決まる事を「残留」と言う。
- クビが決定した者はその時点で収録会場から退場しなければならない[注 80]。パート9～17では最終戦において結果発表の前にクビとなった場合の散り際の曲を1人ずつ紹介し[注 81]、クビとなった者はその曲をバックにして退場するシステムが存在した。後述の「クビ2人」のルール等で発表の途中でクビが決定した場合は、状況を問わずその時点で退場することになり（一部のパートでは、決定後もスタジオに残りエンディングで次のクビメンバーと共に退場した）、特別ルールでおみや代を支払う順位が伏せられた状態で退場した者がおみや代を支払うことになった場合は本番終了後にスタッフが徴収しに行くことになる。
- パート18からの最終戦は生放送で結果発表が行われている[注 82]。パート22以降の発言によると、羽鳥の台本には誰が最下位か、即ち誰がクビかは書かれていないらしい。羽鳥曰く、結果を知っていると「顔に出てしまう」「先に泣いてしまう」とのこと。
- パート5でクビとなった船越は特例としてパート6からすぐに復帰できた。これは入院した関係でパート5の残り2戦に代役（当時の妻の松居）を出すしかなく、自身の手で残留を決められなかった船越への配慮からパート6開始前の新メンバー入れ替え戦に出演させた結果、1位通過だったためである。
- 岡村、中島知子、矢部は「1位になれば次回からレギュラー復帰」（岡村は2度、中島は1度、矢部は5度）という特別ルールのもとでVIPチャレンジャーもしくは特別ゲストとして参戦したが、いずれも果たせなかった。なお、元メンバーが1位になった場合にレギュラーに復帰できるチャンスはパート12で終了し、パート13以降は元メンバーが1位になるとメンバーだったときを含むこれまでの自腹額（クビになっていないパートの分も含まれるが、過去に精算された分は除く）が精算される制度になった(ナイナイ除く)。
- 復帰・精算を賭けた場合以外で参戦した元メンバーもいる。

| 名前       | パート     | 戦         | 順位              | 支払い          |
| ---------- | ---------- | ---------- | ----------------- | --------------- |
| 矢部浩之   | 15         | 20         | 7位               | なし            |
| 森泉       | 18         | 4          | 4位               | なし            |
| 佐々木希   | 19         | E          | 最下位            | 食事代          |
| 二階堂ふみ | 20         | 3          | 2位               | なし            |
| 出川哲朗   | 22         | 1          | 最下位            | 食事代+おみや代 |
| 出川哲朗   | 23         | 1          | 7位               | おみや代        |
| 出川哲朗   | 24         | 1          | 1位（ピタリ賞）   | なし            |
| 出川哲朗   | 25         | 1          | 5位               | なし            |
| 出川哲朗   | 26         | 1          | 3位               | なし            |
| 中島健人   | 24         | 19         | 1位（ニアピン賞） | なし            |
| 土屋太鳳   | 25         | 1          | 6位               | なし            |
| 松下洸平   | 25         | 9          | 7位               | なし            |
| 田中圭     | 25         | 18         | 3位               | なし            |
| ノブ       | 26         | 11         | 5位               | なし            |
| 出川哲朗   | 2024大晦日 | 2024大晦日 | 2位               | なし            |
| 船越英一郎 | 2024大晦日 | 2024大晦日 | 2位               | なし            |
| 土屋太鳳   | 2024大晦日 | 2024大晦日 | 2位               | なし            |
| 中条あやみ | 2024大晦日 | 2024大晦日 | 2位               | なし            |

#### クビの人数
クビは基本的に1人だが、場合によっては2人・3人になる事もある。クビ人数が1人だったのは柳葉がクビになったパート17が最後で、以降は毎年2人以上クビになっている。
- ナインティナインのどちらかがクビとなった場合、当初はセインや船越の卒業による穴埋めとして復帰していたが、パート12からパート15までは、「1年間の謹慎」扱いで翌年には復帰ができるルールとなったため、ナイナイ謹慎中のシーズンはクビが2人になった[注 84]。なお、岡村のクビによりこのルールが適用されたことはない。
  - パート18では新メンバーが2人（直美・大杉）加入したことで、ナインティナインが2人いる状態で初めてクビ2人ルールが適用された。第20戦にて二階堂が年内でのゴチ卒業を発表し、二階堂はクビレースから除外されることとなったが、クビ人数は変更されず、6人中3人が降板または謹慎ということになった。
  - パート19では初期に大杉が急逝したが、田中が大杉本人の自腹額を引き継いで加入したため、クビは2人となった。
  - パート19以降ではクビの回数が多い矢部に来シーズンでの無条件復帰が許されず、謹慎中は最終戦で復帰を賭けたバトルの結果次第で復帰の有無が決定された（詳細は後述を参照）。パート20では矢部の復帰戦の結果次第でクビ人数も決まるというルールだった。

- パート18以降、ナインティナインが揃って不在になる可能性が生じている。
  - 特にパート24ではクビの人数が2人で決まった状況で先立って矢部のクビが決まり、岡村が最下位で自腹ならクビになる状況で宮野と最後まで残る（1位と最下位が残っている）という、今までで一番2人不在確定に近い状況になったが、岡村が1位で精算し残留、最悪の事態を免れた。
  - なお、これ以前にもどちらかが不在だったパート4とパート10でもこの可能性があった。

- パート21からは「クビ人数決定ルーレット」が導入された。最終戦でルーレットのマスが公開され、1人・2人・3人の項目に分けられている。ルーレットは事前収録時に回し、原則生放送の順位発表後にルーレットの結果が発表されるが、メンバーの勝ち抜け状況によってはドローンタイム前に発表される場合がある。なお、パート24の新メンバーの人数はパート23のクビ人数と同じ3人となったことから、クビの人数によって、次のパートでの新メンバーの人数も必然的に決まることが分かる。

| パート | 内容                                                                | 回した人 | 結果 | 最終的なクビレース上位3名 （取り消し線はクビ） | 最終的なクビレース上位3名 （取り消し線はクビ） | 最終的なクビレース上位3名 （取り消し線はクビ） | 備考 |
| パート | 内容                                                                | 回した人 | 結果 | 3位                                            | 2位                                            | 1位                                            | 備考 |
| ------ | ------------------------------------------------------------------- | -------- | ---- | ---------------------------------------------- | ---------------------------------------------- | ---------------------------------------------- | --- |
| 21     | 2人が最も範囲が広く、それ以外は大半が1人で、3人の範囲は非常に狭い。 | 羽鳥     | 2人  | ノブ                                           | 本田                                           | 田中                                           | |
| 22     | パート21に近いが、3人の範囲が若干広い。                             | 羽鳥     | 2人  | ノブ                                           | 松下                                           | 中条                                           | |
| 23     | 2人・3人の範囲が同じになっており、1人の範囲がさらに狭い。           | エライザ | 3人  | ノブ                                           | 高杉                                           | エライザ                                       | このパート以降、現時点でクビレース1位のメンバーが回すようになった。 |
| 24     | パート21に近いが、範囲が極端に狭いものの0人（全員残留）が追加。     | 矢部     | 2人  | 盛山                                           | 矢部                                           | 宮野                                           | 生放送パート開始直後にクビ0人に止まったかどうかの発表があった。 岡村と宮野が残った時点で、盛山と矢部がルーレットの結果だけでクビか残留かが決まることが判明したため、ドローンタイム前に最終的な人数が発表された。 |
| 25     | 2人が最も範囲が広く、それ以外は大半が3人で、1人の範囲は非常に狭い。 | やす子   | 2人  | 小芝                                           | 盛山                                           | やす子                                         | |

#### 歴代クビメンバーとその原因
クビになったメンバーとその原因は以下の通りである。複数人のクビがあったパートでは、クビが決定した順に記載する。ただし3人クビはそのうち2人が同時にクビになるため、同時にクビになった時は最終戦の勝ち抜け順に記載される。名前が太字になっているのは、勝ち抜けと同時にクビが確定したメンバー。
| パート | クビメンバー | 最終戦直前当時のクビレース | 最終戦直前当時のクビレース | 原因                                                                                             |
| パート | クビメンバー | 順位                       | 状況                       | 原因                                                                                             |
| ------ | ------------ | -------------------------- | -------------------------- | ------------------------------------------------------------------------------------------------ |
| 3      | 岡村隆史     | 2位                        | 圏外                       | クビレース1位であった中島知子の精算による繰り上げ。                                              |
| 4      | 出川哲朗     | 1位                        | 圏内                       | 精算に失敗した。                                                                                 |
| 5      | 船越英一郎   | 1位                        | 圏内                       | 松居一代が代打で登場するが、精算に失敗した（ただし先述通りパート6から復帰）。                    |
| 6      | 中島知子     | 3位                        | 圏外                       | 最終戦で自腹になった。                                                                           |
| 7      | 優香         | 3位                        | 圏外                       | 最終戦で自腹になった。                                                                           |
| 8      | 井上和香     | 1位                        | 圏内                       | 最終戦で自腹になった。                                                                           |
| 9      | 矢部浩之     | 2位                        | 圏外                       | クビレース1位であった船越の精算による繰り上げ。                                                  |
| 10     | 森泉         | 2位                        | 圏外                       | クビレース1位であった国分の精算による繰り上げ。                                                  |
| 11     | 矢部浩之     | 2位                        | 圏外                       | クビレース1位であった佐々木の精算による繰り上げ。                                                |
| 12     | 佐々木希     | 1位                        | 圏内                       | 精算に失敗した。                                                                                 |
| 12     | 田山涼成     | 2位                        | 圏内                       | 最終戦で自腹になった。                                                                           |
| 13     | 杏           | 1位                        | 圏内                       | 最終戦で江角と共に自腹になり、最終戦直前のクビレースが江角よりも上位だった。                     |
| 14     | 矢部浩之     | 1位                        | 圏内                       | 精算に失敗した。                                                                                 |
| 15     | 平井理央     | 1位                        | 圏内                       | 精算に失敗した。                                                                                 |
| 15     | 上川隆也     | 2位                        | 圏内                       | 精算に失敗した。                                                                                 |
| 16     | 江角マキコ   | 2位                        | 圏外                       | クビレース1位であった矢部の精算による繰り上げ。                                                  |
| 17     | 柳葉敏郎     | 2位                        | 圏外                       | 最終戦でおみや代を支払った。                                                                     |
| 18     | 矢部浩之     | 1位                        | 圏内                       | 精算に失敗した。                                                                                 |
| 18     | 国分太一     | 2位                        | 圏内                       | 最終戦で自腹になった。                                                                           |
| 19     | 橋本環奈     | 1位                        | 圏内                       | 精算に失敗した。                                                                                 |
| 19     | 渡辺直美     | 2位                        | 圏内                       | 精算に失敗した。                                                                                 |
| 20     | 中島健人     | 1位                        | 圏内                       | 精算に失敗した。                                                                                 |
| 20     | 土屋太鳳     | 3位                        | 圏外                       | クビレース2位であったノブの精算による繰り上げと、矢部の復帰。                                    |
| 21     | 田中圭       | 4位                        | 圏外                       | 最終戦で自腹になった。                                                                           |
| 21     | 本田翼       | 1位                        | 圏内                       | 精算に失敗し、クビ人数決定ルーレットの結果が『2人』だった。                                      |
| 22     | 中条あやみ   | 5位                        | 圏外                       | クビレース1位であった増田の精算と、自身の最終戦自腹（自身の自腹だけでは2位止まり）。             |
| 22     | 松下洸平     | 2位                        | グレーゾーン               | 精算に失敗し、クビ人数決定ルーレットの結果が『2人』だった。                                      |
| 23     | 池田エライザ | 1位                        | 圏内                       | 精算に失敗した。                                                                                 |
| 23     | ノブ         | 2位                        | グレーゾーン               | 精算に失敗し、クビ人数決定ルーレットの結果が『3人』だった。                                      |
| 23     | 高杉真宙     | 5位                        | 圏外                       | 最終戦で自腹になり、クビ人数決定ルーレットの結果が『3人』だった（自身の自腹だけでは2位止まり）。 |
| 24     | 矢部浩之     | 1位                        | 圏内                       | 精算に失敗し、クビ人数決定ルーレットの結果が『2人』だった。                                      |
| 24     | 宮野真守     | 2位                        | グレーゾーン               | 最終戦で自腹になった。                                                                           |
| 25     | やす子       | 2位                        | グレーゾーン               | 最終戦で自腹になった。                                                                           |
| 25     | 盛山晋太郎   | 1位                        | 圏内                       | 精算に失敗し、クビ人数決定ルーレットの結果が『2人』だった。                                      |

パート18以降の最終戦では、占い師がメンバーの来年の運勢とクビになるメンバーを占いで予想し、結果をメンバーに伝えている。なお、最終戦での占いでは以下のような結果が出ている（太字は的中したメンバー）。
| パート | 担当占い師           | クビになると予想したメンバー | 備考 |
| ------ | -------------------- | ---------------------------- | --- |
| 18     | ゲッターズ飯田       | 岡村隆史・矢部浩之           | 実際には岡村ではなく国分がクビになった。                                                                  |
| 19     | ゲッターズ飯田       | 中島健人・橋本環奈           | 実際には中島ではなく直美がクビになった。                                                                  |
| 20     | ゲッターズ飯田       | 中島健人・ノブ               | 実際にはノブではなく土屋がクビになった。                                                                  |
| 21     | ゲッターズ飯田       | 田中圭・増田貴久             | 実際には増田ではなく本田がクビになった。                                                                  |
| 22     | ゲッターズ飯田       | 増田貴久・ノブ               | 実際にクビになったのは中条と松下で、1人も的中しなかったのは初めて。                                       |
| 23     | ゲッターズ飯田       | 増田貴久・ノブ               | 実際には増田ではなくエライザと高杉がクビになった。                                                        |
| 24     | ゲッターズ飯田       | 盛山晋太郎・宮野真守         | 実際には盛山ではなく矢部がクビ（謹慎）となった。                                                          |
| 25     | パシンペロンはやぶさ | 盛山晋太郎・やす子           | 予想が完全的中した初の事例。 占いとは別にAIの予想では小芝がクビになると予想されていたが、的中しなかった。 |

クビ以外の理由でバトルを離脱したメンバーは以下の通りである。
| 名前           | パート | 最後の参戦                  | 理由 |
| -------------- | ------ | --------------------------- | --- |
| セイン・カミュ | 4      | 最終戦                      | 年間無敗を達成した後、自ら離脱を宣言したため。                                                                |
| 船越英一郎     | 10     | 第6戦 （最終戦にも参戦）    | 2009年4月に放送時間が移動されたことに伴い、 裏番組の『木曜ミステリー』への出演も兼ねて 俳優業に専念するため。 |
| 二階堂ふみ     | 18     | 第20戦 （出演は最終戦まで） | 2018年の大河ドラマ『西郷どん』への出演に伴い、 女優業に専念するため。                                         |
| 大杉漣         | 19     | 第3戦                       | 開幕初期の2018年2月に急逝したため。                                                                           |

#### 矢部 ゴチ復帰へのミッション
パート19にてクビの回数が多い矢部に「何もせずに復帰するのは不公平」との意見が挙がり、パート20からの無条件復帰が許されなかったことから新設されたルールである。矢部の謹慎パートにおける最終戦では、矢部が個別でゴチを行い、VIPチャレンジャーの2人の内のどちらかの成績を上回れば来年度から復帰できるが、両方の成績を下回った場合、来年度も謹慎となる。
結果は次の通り。◎は2人ともの成績を上回り復帰、○は2人のうちどちらかの成績を上回り復帰、×は2人ともの成績を下回り復帰なしである。太字は矢部の成績を下回ったVIPチャレンジャー。
| パート | 最終戦のVIPチャレンジャー | 最終戦のVIPチャレンジャー | 結果 | 備考 |
| ------ | ------------------------- | ------------------------- | ---- | --- |
| 19     | 中条あやみ                | 志村けん                  | ×    | |
| 20     | 加藤浩次                  | 橋本環奈                  | ◎    | 矢部の復帰の有無でクビの人数が変動（復帰で2人、復帰なしで1人）。 これにより、最終的にクビレース2位だった土屋がクビになった。 |
| 25     | 木村佳乃                  | 松坂桃李                  | ×    | |

また、パート26では第2戦からニアピン賞2回もしくはピタリ賞1回を記録すれば、シーズン途中から復帰できるというルールが導入された。なお、矢部の食事代は本人が毎回支払うことになっている。第6戦終了時点で、ニアピン・ピタリ共になかったが、第7戦でルール導入後初めてニアピン賞を出した。

### おみや
パート3から登場。お店がメンバーに用意するおみやげのこと。代金は基本的にメンバー（詳しくは後述）が支払う。なお、おみや代も年間自腹総額に加算されるが、パート18以降はおみやがない場合がある。またパート6以降は「羽鳥の分のおみや追加とスペシャル(パート6第10戦のゴチ100回記念SP以降)の際には視聴者プレゼント用が追加される」という追加ルールが設けられた。バトルに参加していない羽鳥も毎回おみやを貰っていたため、メンバーやVIPチャレンジャーから「参加していないのにタダでもらえる」「何でもらってるの」と言われることがあったが、パート22からは貰っていない。
スペシャルの場合の視聴者プレゼントの応募方法は以下の通り。
パート6からパート12まで
ハガキに、おみや代支払い（パート7までは最下位、最終戦ではクビ）になった者の名前(パート10第6戦では一時出演を休止する船越の順位)を書いて応募するのだが、その者を羽鳥が「○○な芸能人」（○○には失礼な言葉が入る）と読み上げるのがお約束である。
パート13からパート15のWゴチまで
最下位になりそうな者（最終戦はクビになりそうなメンバー）の番号に電話して（テレドーム方式）、当たった者の中から抽選で選ばれる。
パート15伊豆SP以降
Twitter（現：X）または番組ホームページで最下位になりそうな者（お正月SPでは新メンバーは誰か、最終戦ではクビになりそうなメンバー。クビが2人の場合は両方的中させる必要がある）を記入して投稿し、正解者の中から抽選で選ばれる。
通常はメンバー、VIPチャレンジャーおよび羽鳥に用意されるが、視聴者プレゼント用以外では以下のような例外がある。
- 新メンバー入れ替え戦SP（パート6開始前）：新メンバー候補5人とバトルに参加していない残留メンバー4人の合計9人。
- パート8第14戦：おみや紹介のために出演したお笑いコンビのかまいたち[注 85]の2名分が追加された。
- パート10第6戦：この日で一時出演を休止する船越はおみやを好きなだけ持ち帰りできるというルールとなり、母である長谷川裕見子と妻（当時）の松居の2名分が追加された。
- パート11第17戦：VIPチャレンジャーのはるな愛がこの年の『24時間テレビ 「愛は地球を救う」』のチャリティーマラソンランナーだったこともあり、マラソンの指導を行った坂本雄次トレーナーの1名分が追加された。
- パート12以降、仕事の都合で羽鳥が遅れて収録に参加する場合は代理で進行を務める日テレアナウンサーの分が追加される。
- パート12第6戦（香港SP）では事前にメンバーにニセ企画ロケ（1人につき5万円の小遣いが支給されセンスある土産物を買う企画）を行い、購入したものが視聴者プレゼントとして提供された。
- パート12第16戦：VIPチャレンジャーの濱田龍臣が当時10歳だったため、フォロー役の「VIP保護者」として当時濱田と『怪物くん』で共演していた上島竜兵（ダチョウ倶楽部）が出演。おみやも上島用に1名分追加。
- パート13第22戦：当初はメンバー+VIPチャレンジャー+羽鳥の7人分の予定だったが、VIPチャレンジャーが2人で1組という事で1人分しかない事にメンバーからの抗議があったため、羽鳥の分をVIPチャレンジャーの鈴木福に譲ることになった。
- パート15第1戦から第7戦まで：おみやガール（おみや紹介用の蓋を開ける女性）の分1名が追加された。
- パート16エキシビション：バトルに参加していない新メンバー・柳葉の分1名が追加された。
- パート16第5戦：京都観光ロケに出演したサバンナの2名分が追加された。
- パート18第1戦：エキシビジョンで敗れた際岡村に借りたお金を返済しに来た出川の分が追加された。
- パート18最終戦：視聴者プレゼントの代わりにブルゾンとブリリアンの分が追加された。
- パート23第7戦：日本相撲協会公式キャラクターのひよの山と、おみや紹介のために出演したスケートボード選手の西矢椛の2名分が追加された。
- パート23第10戦：おみや紹介のために出演したお笑いコンビのオダウエダの2名分が追加された。
- パート24第6戦：おみやルーレットを回すために出演した元ゴチメンバーの中条の分が追加された。
- パート24第15戦：おみやルーレットを回すために出演した元ゴチメンバーの上川の分が追加された。
- パート25第15戦：おみやルーレットを回すために出演した元ゴチメンバーの宮野の分が追加された。
- パート26第2戦：おみや紹介のために出演したおもしろ荘芸人が特技を成功させたため1人分追加された。
- パート26第3戦：おみや紹介のために出演したおもしろ荘芸人の3人分が追加された。

#### おみや代を支払う人
パート7までは最下位となった者が食事代と合わせておみや代も支払っていたが、パート8以降は2位以下（一部の回では1位も対象）のうち1人が支払うことになった。これによりおみや代支払いと最下位が別々になることが多くなり、最終戦でのクビや残留の条件もより複雑化した。そのため、最終戦で最下位にならなくても「おみや代の差でクビになる可能性」が生まれた。なお、おみや代に該当する順位の者が複数いる場合は折半となり、逆に該当する順位の者がいなかった場合は後述するルールで決定している。
パート8からパート12第7戦までとパート16第1戦からパート17第21戦まで
1位で勝ち抜けた者が（ピタリ賞が出た場合や大精算スペシャル、数度の特別ルールで1位の人が最後に残る場合は羽鳥が2位発表前に）ルーレットを回し、止まった順位（2位から最下位）の者がおみや代を支払う「おみやルーレット」のルールが追加された。
パート10第6戦ではルーレットに一時出演を休止する船越の枠が、パート10第22戦では「長年おみやをタダで貰っている羽鳥に1回くらいおみや代を払うかもしれないドキドキ感を味わってもらう」旨が書かれたスタッフのカンペと共に、ルーレットに羽鳥の枠が加わった。さらにパート12第7戦以降から最終戦までは羽鳥がフリーになったことに伴いおみや代の対象に加えられた。
鉄板料理店などスペースの都合上、通常のルーレットが設置できない場合はサイズの小さいルーレットが使用される。
パート12第8戦からパート15第1戦までとパート18第1戦以降
ダーツ方式（おみやダーツ）に変更。パート12のみパート11でクビ（謹慎）になった矢部が扮するダーツマンがダーツを投げる。毎回ダーツマンがメンバーの名前が書かれた札を1 - 2枚（1位は指名しない、VIPチャレンジャーの名前の札も貼ることがあったが、VIPチャレンジャーの名前に当たったことはなかった）、自身の名の札1枚をルーレットの的に入れている（ただしダーツマンの的に当たったとしても、当然ダーツマンの分のおみやは用意されない）。特にパート11で矢部に嫌われていた佐々木は1位以外の時は無条件に貼られていたが、札を貼るルールを導入した当初はいい成績を残しているという理由で国分の札を多く貼っていた。メンバーの名前が書かれた札に的中して払ったのは佐々木が3回、岡村が2回、国分と江角が1回だった。
- パート12のみ羽鳥がフリーになったことに伴いおみや代の対象に加えられ、パート12第19戦で的中して支払うことになった
- パート12第20戦において、過去に自腹経験のある西田敏行と東幹久が1位になった場合、過去の自腹を精算するというルールにより、おみやダーツ開始以降初めて2位からの発表となった。そのため順位発表の前にダーツが行われることとなり、かつメンバー全員の札が貼られたが1位が発表されていなかったため、「メンバーに的が当たり、そのメンバーが1位であった場合はダーツマンがおみや代を支払う」というルールで行われ、さらに視聴者プレゼントの増減を賭けたダーツも行われた（ダーツマンを含む最大6人分追加か5人分取り消しか10人分のまま変動なしで合計6〜12万円）。その結果、5人分の追加に成功し、岡村が11万5000円を支払った。
- 当初は表題通りダーツで決めていたが、後にパチンコや吹き矢、釣りゲームなど様々な趣向を凝らしていた。最終戦直前の回でダーツマン自ら引退を発表し、本人たっての希望でキックターゲットで支払う者を決めた（しかし、このときは的を大きく外したため、泣きの1回と引き換えに7人分のおみや代2万1000円のうち1万円を負担した。残りの1万1000円を支払ったのは佐々木だった）。
- パート12とパート13の最終戦では参加者7人全員で一斉にダーツを投げ、最も多く刺さった順位の者がおみや代を支払った（この順位が複数ある場合は、該当の順位に絞ってもう一度全員で投げる）。
- パート13以降もおみやダーツはパート15第1戦まで継続され、1位の者がダーツを投げ、的に当たった順位の者がおみや代を支払う。また、羽鳥はおみや代の対象から外された。
- 1位が複数いる場合は1位になったメンバーの中から1人が代表してダーツを投げる。またこれによって該当者がいない順位（1位が2人いた場合は2位、3人の場合は2位と3位の両方）については、該当者がいる順位の中から割り当てる。
- パート13第2戦では的の後ろに翌日放送の映画『アバター』のポスターが貼られ、「ポスターに的中した場合は投げた者（1位）がおみや代を支払う」という特別ルールが適用されたが、この時ダーツを投げた杏はおみやの支払いを免れた。羽鳥は今後も同じルールが登場する可能性があることを示唆したが、パート26現在までこのルールが適用されたのはこの時のみ。
- パート13第12戦ではパート12でクビになった佐々木が『みんなのアメカン』の宣伝も兼ねて登場し、ダーツを投げた。また、この時に「ゴチ12でダーツマン（かつ自分を狙い撃ちしていた）だった矢部に対する仕返し」と称し、矢部の名前が書かれた4マス分の札を貼り、これに命中した場合は矢部がおみや代を支払うというルールで行われた。ダーツは矢部の的に命中し、矢部がおみや代を支払うことになった。
- パート13第19戦とパート14第8戦はそれぞれ2週分のおみやとなる。このおみやは「名前が書かれている的に当てられたメンバーが2週分のおみや代を支払う」というルールになった（1位勝ち抜けでも例外ではない）。
- パート14第10戦ではダーツマンとして鈴木拓（ドランクドラゴン）が登場した。またパート14の第8戦ではVIPチャレンジャーの米倉涼子が、第22戦の京都SPでは坂田利夫がダーツを投げた。
- パート14の最終戦では、的に書かれた順位が隠された状態でVIPチャレンジャーの大地真央が代表してダーツを投げ、トントン後におみや代を支払う順位が発表された。
- パート18第1戦からおみやダーツが復活したが、投げるのは勝ち抜けたVIPチャレンジャーに固定され、ダーツ板が回によって順位ごとに範囲が異なるものにリニューアルされた（下位になるほど範囲が広くなる）。VIPチャレンジャーが最後まで残った場合はトントンが終わった後もしくは始まる前に投げて決める。パート19第14戦以降は結果発表前にダーツを投げるようになった。ただし、回によってはミニルーレットでおみや代を支払う人を決める。
- パート19エキシビションでは新メンバーの橋本、第3戦ではパート7に在籍した優香がダーツを投げた。
- パート25第6戦では、最初にVIPチャレンジャーの中居正広が視聴者プレゼントの人数を決めるダーツを行い、次に謹慎中であった矢部が支払う順位を決めるダーツを行った。順位を決めるダーツでは、矢部が2本同時に投げて、異なる的に当たった場合は折半、同じ的に当たった場合は全額支払うことになる。この回では各順位の範囲が均等に分かれ、ぐるナイ30周年にちなんで矢部も的に加わった。

パート15第2戦から第26戦まで
パート14でクビ（謹慎）になった矢部が扮するキャラクター「育メンマン」がMCを務めるくじ引き「おみやべくじ」で支払う者を決めるルールへ変更。1位以外の者は自分が呼ばれて勝ち抜けする度にくじを1つだけ引き、「セーフ」のくじを引くかもしくはそれと同様の結果が出た場合はおみや代の支払いは免除となるが、1つだけ入っている「おみや代」のくじを引くかもしくはそれと同様の結果が出た場合はその者がおみや代を支払わなければならない。なお最後まで支払う者が決まらなかった場合は自腹の発表が終わった後で、最下位から1つ上の順位の者がくじを引いて決める。これは最下位から1つ上の順位の者もセーフなら、自動的に最下位の者がおみや代も支払うことが確定するためである。また、特別ルールなどで1位と最下位が残っている場合も通常通りに行いトントンの前に決定する（出さなかった場合は最下位が支払う）。なお、おみや代を支払う者が決まった時点で矢部は撤収する。このルールの都合上、おみや代の折半の可能性は無かった。
それ以外の決定方法
- パート12第6戦では大きすぎて飛行機で持って来られないおみやルーレットの代わりにおみやサイコロを実施した。
- パート13第19戦ではトントン後にVIPチャレンジャーの澤穂希によるキックターゲットを実施した。
- パート14第24戦では川合俊一によるおみやアタックルーレットで決定した。
- パート15第20戦の「ぐるナイ×TOKIO20周年記念SP」では当時謹慎中でくじ引きを担当していた矢部がバトルに特別参戦した。そのため、デガチャンマン（出川）によるくじ引き「リアクションくじ引き」で決定した。
- パート15の最終戦ではVIPチャレンジャーの福原愛が卓球でたくさんのピンポン球を回転している6つのゴールに入れ、一番多くピンポン球の入ったゴールに書かれている順位の者が支払う（ゴールの順位はA～Fで隠されている）。当初はトントン後におみや代を支払う順位の発表が行われる予定だったが、平井が6位で抜け、岡村とVIPチャレンジャーの坂上忍が残った時点で、クビとなるもう1人のメンバーがおみや代の結果に関係ないことが判明したため、トントン前に順位が発表された。
- パート16エキシビションでは3種類のおみやが用意され、デガチャンマン（出川）によるくじ引き「粘着テープくじ」で決定した。ただし、3つのおみやを別々に払うルールであったため、7つあるくじのうち3つが「おみや代」であった（支払ったのは金額が高い順に柳葉と江角と岡村だった）。
- パート16～20の最終戦（パート19を除く）、パート25第23戦ではVIPチャレンジャー（パート16は吉田沙保里、17はりゅうちぇる、18は土屋、20は橋本、25では松山ケンイチ）によるダーツで決定した（クリスマスツリーのパネルに飾られたボックス（A～Fまである）の中に入っているカード（テディベアの形状をしている）に順位が書かれている）。トントン後（パート25第23戦ではトントン前）に刺さったボックスを羽鳥が開け、中身の順位が発表された（パート18では順位発表の前に映像で発表。同時に不正がない事を確認するため、刺さらなかったボックスも全て開封した）。
- パート17第1戦ではおみくじを引き、「セーフ」と書かれたくじを引くと支払いは免れるが、「松」「竹」「梅」と書かれたいずれかのくじを引くとおみや代を支払うことになる（松竹梅の順に支払う金額が高くなる。支払ったのは松がVIPチャレンジャーの井川遥、竹が出川、梅が国分）。
- パート17第6戦からは、不定期でスロットで決定する事がある。ドラムは5つ（パート17第18戦では4つまで）あり、下に向かって手動で回し、矢印で指された項目が有効となる。
  - ドラムの種類は以下のとおりである（画面向かって左から）。
    - 1つ目は1位担当のおみや代（異なる金額が3種類）。
    - 2つ目は2位担当の視聴者プレゼントの人数。
    - 3つ目と4つ目は3位と4位担当のおみや代を支払う順位（2位～ビリと羽鳥（パート18第18戦・パート19第17戦・パート22第1戦・パート24第15戦）のドラムが2つで、それぞれ止まった順位の者が折半で払うが、両方とも同じ順位の場合は1人で全額払う）。
    - 5つ目は5位担当の実際におみや代を支払う人（回す時まで金の幕で隠されている）。
      - 「が支払う」や「3つ目と4つ目に当たった出演者」で止まったら、3つ目と4つ目のスロットで止まった順位の出演者が支払う。
      - 「以外が支払う」に止まったら、3つ目と4つ目のスロットで止まった順位以外の出演者が支払う。
      - 「○○が支払う」に止まったら、○○の部分に書れている該当者が全額支払う。○○の人物は、バトルに参加していないゲストになっていることが多い。
      - 「ではなく番組が支払う」に止まったら、番組側が全額支払う。
      - 「と羽鳥も支払う」に止まったら、3つ目と4つ目のスロットで止まった順位の出演者と羽鳥が支払う。
      - 「が手押し相撲して負けた方が支払う」に止まったら、3つ目と4つ目のスロットで止まった順位の出演者が手押し相撲をして負けた方が支払う。

  - ドラムの項目のエリアの幅は基本同じだが、一部の回の5個目のドラムのみ項目のエリアの幅が異なり、「が支払う」のエリアが広く、それ以外のエリアが狭い。
  - パート17第18戦では4位までがスロットを回し、5位はVIPチャレンジャーの水谷隼による「卓球ストラックアウト」で、おみや代を支払う人を決定する。3×3の9枚のパネルで、中央以外は「が支払う」「以外が支払う」が8枚交互に並べられ、中央は「ぐるナイ」のタイトルロゴというレイアウトである。当初は「ぐるナイ」のロゴに当たった場合は無効になる予定だったが、メンバーの抗議により番組側が負担するというルールに変更された。
  - パート24第6戦では「ぐるナイ30年目突入ゴチスペシャル」としてスロットが特別仕様になっていた。1つ目から4つ目までのスロットに羽鳥や元ゴチメンバーの当時の顔写真（国分、出川、中島知子、船越、佐々木、上川）が貼られており、スロットを回して止まった場所をめくるまで具体的な内容は分からないようになっていた。

- パート17第11戦では、おみや鍋くじで決定。
  - 鍋は3つ（順位のみ5つ）あり、選んだものが有効となる。
  - 鍋の種類は以下のとおりである。
    - 1つ目は1位担当のおみや代の点数（3点・4点・5点）。
    - 2つ目は2位担当の視聴者プレゼントの人数（5人・10人・15人）。
    - 3つ目は3位担当のおみや代を支払う順位（2位～ビリのうち鍋裏に書いてある順位の者が払う）。

- パート17第19戦では、サイコロで決定した。
  - サイコロは5つあり、転がして出したものが有効となる。
  - サイコロの種類は以下のとおりである（画面向かって左から）。
    - 1つ目は1位担当のおみや代のサイコロ（異なる金額が3種類）。
    - 2つ目は2位担当の視聴者プレゼントの人数のサイコロ（5人・15人・20人）。
    - 3つ目と4つ目は3位と4位担当のおみや代を支払う順位（2位～ビリのサイコロが2つで、それぞれ止まった順位の者が折半で払うが、両方とも同じ順位の場合は1人で全額払う）。
    - 5つ目は5位担当の実際におみや代を支払う人（回す時まで金の蓋で隠されている）。「が支払う」で止まったら、3つ目と4つ目のサイコロで止まった順位の出演者が支払う。「以外が支払う」に止まったら、1位と3つ目と4つ目のサイコロで止まった順位以外の出演者が支払う。

  - サイコロの面数は基本同じだが、5個目のサイコロのみ面数が異なり、「が支払う」の面数が5つで、「以外が支払う」の面数が1つである。

- パート21第16戦以降不定期で、1品目の料理の予想金額と正解の金額の差が最も大きい者がおみや代を支払うルールになる場合がある。このうちパート21第16戦、パート22第6戦ではおみや代を支払う者が箱で隠された金額の違う2種類から1つを選んで支払った。
- パート21第20戦では、1品目の料理の予想金額と正解の金額の差が最も少ない者がおみや代を支払う者を1人指名できる。結果はVIPチャレンジャーの塙宣之が指名権を獲得し、田中が指名されておみや代を支払った。
- パート22第11戦では、元プロ野球選手の五十嵐亮太が挑戦するストラックアウトで順位を決めることになったが、的を射抜けなかったため五十嵐がおみや代を支払った（的を射抜けなかったら自分が払うという発言があったため）。
- パート22第20戦とパート23第15戦では、2種類のルーレットで決定した。
  - 1つ目は視聴者プレゼントの人数（10人・20人・30人）。
  - 2つ目はおみや代を支払う順位（2位～ビリと羽鳥）。

- パート23第19戦以降不定期（主に日テレのカラダWEEK期間中）でゲームを行い、成績の悪い人がおみや代を支払うルールになる場合がある（この場合は1位勝ち抜けでも例外ではない）。
- パート24第19戦、パート25第18戦では私服ゴチのため、AIが出演者の私服センスを採点する。私服センスがないと判定された人（100点満点中で最も点数が低かった人）が支払う（1位勝ち抜けでも例外ではない）。
- パート25第3戦、第19戦ではメンバーのうち2人が対決を行い、負けた人とその勝敗を予想し負けた方を選んだメンバーとの折半で支払う（1位勝ち抜けでも例外ではない）。
- パート25第10戦ではセンスがあるのは誰だゴチのため、ギター経験の浅いスタッフが100万円のギターと普通のギターを弾いて、メンバーが聴き比べる。普通のギターを選んだ者が折半して支払う（1位勝ち抜けでも例外ではない）。この回では盛山が1位抜けにも関わらず支払った。

おみや代に該当する順位の者がいなかった場合
パート9第7戦では史上初めて最下位が2人発生した。この回は6人でのバトルだったため、5位にルーレットが止まった場合、最下位の2人で折半となるルールとなった（最終的に2位に止まったため、このルールが適用されることはなかった）。
以降のバトルでこのケースが発生したバトルと、実際の支払いは次の通り。
- パート12第4戦では4位に当たったが、田山と江角が同率3位となり4位がいなかった。そのため、当初は番組が支払う予定だったが、カンペにより羽鳥が支払うことになった。
- パート14第6戦では4位に当たったが、江角、矢部、福田彩乃が同率3位となり4位がいなかったため、6位の国分が支払った。
- パート19第15戦では6位に当たったが、同率5位の橋本と菅田将暉で折半となった。
- パート19第18戦では、スロットで止まった順位が3位と7位で、支払いの対象が止まった順位以外だった。しかし、同率6位で中島（健）とVIPチャレンジャーの小木博明が並んだため、この2人のおみや代支払いが免除された。その結果、岡村（2位）･矢作兼（4位）･橋本（5位）･白石（最下位）の4人で折半となった。
- パート21第18戦では4位に当たったが、同率3位の増田と田中で折半となった。
- パート22第7戦では6位に当たったが、同率5位の岡村と松下で折半となった。
- パート23第20戦では4位に当たったが、同率3位のノブとDJ松永で折半となった。
- パート24第8戦では4位に当たったが、同率3位の岡村と盛山と平野紫耀で折半となった。
- パート24第9戦では2位に当たったが、同率1位の岡村と増田で折半となった。
- パート24第17戦では7位に当たったが、同率最下位の上沼恵美子と大橋和也で折半となった。
- パート25第11戦では7位に当たったが、同率最下位の小芝と岡村で折半となった。
- パート25第13戦では6位に当たったが、同率5位の増田と小芝で折半となった。
- パート26第2戦では6位に当たったが、同率5位の高橋と小芝で折半となった。
- パート26第4戦では6位に当たったが、同率5位の高橋と岡村で折半となった。

### メンバー代理
パート5第14戦収録後の2004年11月、船越が椎間板ヘルニアで緊急入院したことにより新設されたルールである。メンバーが仕事の都合や体調不良などで欠席した場合は、クビレースに不平等が生じないよう代理の者が参加する（パート10の出演休止中の船越を除く）。しかしパート19からは、収録当日に欠席となっても、他メンバーの収録前日に欠席となるメンバー1人で事前収録を行う場合がある（この場合、欠席したメンバーはスペシャル料理が強制的に無しとなる）。代理出演者がおみや代を支払ったり、あるいは最下位になり食事代を支払ったりした場合は、該当のメンバーのクビレースに加算される（コンビの場合は2人とも対象となる。パート19初期で急逝した大杉を除く）。
またパート2でも、連敗した場合は『DH制』により任意の代理人を参加するルールがあった。この場合、代理人が最下位となった場合、食事代は連れてきたメンバーが支払う。
メンバー代理（DH制含む）の成績は以下の通り。岡村・ノブ・逝去後の大杉については各節を参照。欠席したメンバーがリモート出演して代理にアドバイスしたものは除き、オーダー・食事・値段予想を全て1人で行ったものを記載する。
| 名前       | 名前           | パート | 戦 | 順位                | 支払い                 |
| 欠席者     | 代理           | パート | 戦 | 順位                | 支払い                 |
| ---------- | -------------- | ------ | -- | ------------------- | ---------------------- |
| 出川哲郎   | パンチ佐藤     | 2      | 6  | 最下位              | 食事代（支払いは出川） |
| 船越英一郎 | 松居一代       | 5      | 15 | 5位                 | なし                   |
| 船越英一郎 | 松居一代       | 5      | 終 | 6位                 | なし                   |
| 田山涼成   | 海原はるか     | 12     | 13 | 3位(ニアピン賞)     | なし                   |
| 上川隆也   | 塚地武雅       | 14     | 7  | 3位                 | なし                   |
| 上川隆也   | 又吉直樹       | 15     | 7  | 4位                 | おみや代               |
| 国分太一   | 長瀬智也       | 15     | 14 | 3位(平井と同率)     | なし                   |
| 大杉漣     | 勝村政信       | 18     | 3  | 最下位              | 食事代                 |
| 渡辺直美   | 宮川大輔       | 18     | 10 | 3位                 | なし                   |
| 二階堂ふみ | ブルゾンちえみ | 18     | 17 | 最下位              | 食事代                 |
| 橋本環奈   | ブルゾンちえみ | 19     | 6  | 3位                 | なし                   |
| 橋本環奈   | ブルゾンちえみ | 19     | 7  | 5位                 | おみや代               |
| 橋本環奈   | ブルゾンちえみ | 19     | 9  | 最下位              | 食事代                 |
| 中島健人   | 菊池風磨       | 19     | 11 | 5位                 | なし                   |
| 本田翼     | 沼能亜弥AP     | 21     | 13 | 3位                 | なし                   |
| 松下洸平   | 藤木直人       | 22     | 10 | 最下位              | 食事代+おみや代        |
| 高橋文哉   | 酒井貴士       | 25     | 21 | 1位（やす子と同率） | おみや代               |

### ニアピン賞
パート6から登場。注文した料理の値段の合計が目標設定金額の±500円以内（例：設定金額2万円の場合、1万9500円-2万500円までが該当）だった場合、順位に関わらずニアピン賞を獲得し、賞品を賭けたゲームに挑戦する。賞品と選択方法は以下の通りである。なお、ニアピン賞の賞金で年間自腹総額を減らすことはできない。おみや代を支払うことになった者もニアピン賞だった場合に賞金を獲得できるが、賞金を手にした後におみや代を支払い、年間自腹総額にもおみや代がそのまま加算される（賞金との相殺は不可）。1回のバトルでのニアピン賞の最多は、パート13の第1・7・9戦とパート15第19戦の4人である。パート18の途中から、出演者が賞金を獲得した場合、食事券の視聴者プレゼントが発生する。
パート6〜パート16エキシビション
賞金は5万円と1,000円。AとBの2つの封筒のうちどちらか片方を獲得できる。
封筒は透明なアクリルのケースに入れられており、手に取って透かしたり厚さを確かめることはできない。
パート9第9戦で岡村が獲得した際、スタッフのミスにより賞金が封筒に入っていないというハプニングが起きた。
パート12第6戦（香港SP）とパート13第6戦（韓国SP）とパート15第9戦では通常より1つ増え3択となった。
3つ目の中身にパート12第6戦とパート13第6戦は5万ウォンが、パート15第9戦は3つ目の中身に10万円が入っていた。
パート16第1戦～最終戦
賞品は3万円、1,000円、ティッシュの3択になり、賞品が入っている箱に刺さっているゴルフのピン型の棒を引き抜く方式となる。
パート16第5戦の京都SPではティッシュの代わりにあぶらとり紙となった。
ニアピンを獲得したメンバーは箱の後ろに立ち、他のメンバーは箱の前の蓋が外されて賞品の配置を見ることができ、ニアピンを獲得したメンバーに他のメンバーが指示を送れるようになった。無論、嘘をついても構わないので、駆け引きが重要の心理戦となった。
パート17
ニアピンパターゴルフとなり、3万円、1,000円、ティッシュの賞品エリアが均等に三等分された回転する大きなカップに向かってボールを打ち、入ったエリアの賞品を獲得。
挑戦権は1回（第1戦のみ3回）で、入らなかった場合は賞品なしとなる。
パート17第4戦では1万円とティッシュの賞品エリアが均等に二等分された回転する大きなカップになっていた。
パート18
ニアピンフォークとなり、賞品が入っている箱にハンバーグかニンジンが刺さっているフォークが6本あり、このうち1本を引き抜く方式となる。
ハンバーグは当たりで賞金3万円、ニンジンはハズレで賞金なし。
誤差によって当たりの確率が変動し、誤差500円の場合は6本中5本がハズレであるが、設定金額に100円近づくごとに確率が上がり、誤差100円だった場合は6本中5本が当たりとなる。
パート16と同様にニアピンを獲得したメンバーは箱の後ろに立ち、他のメンバーは箱の前の蓋が外されて当たりの配置を見ることができ、ニアピンを獲得したメンバーに他のメンバーが指示を送れる。無論、嘘をついても構わないので、駆け引きが重要の心理戦となった。
パート19
ニアピンリンゴとなり、箱にリンゴが6個あり、箱に手を入れてこのうち1個を取る方式となる。金色のリンゴは当たりで賞金3万円が贈呈されるが、赤いリンゴはハズレで賞金なし。
基本的なルールはパート18と同じ。
パート20
このバージョンからパート23まで、形式は異なるものの「ニアピンキャッチ」という名称で行われた。
頭上にある箱の中に1万円と書かれた紙が7枚あり、紐を引っ張ると一斉に落ちてくる方式で、それを箸でキャッチした分が賞金となり、運次第では最大7万円獲得となる。ただし、片手に持つカゴで直接キャッチした紙は無効となる。
パート21
ボール7個入りのカゴが乗ったシーソーをハンマーで叩いてボールを飛ばし、片手で持ったボウル（第1戦のみ首から下げた箱）でキャッチする。ボール1個キャッチごとに1万円獲得となる。ただし、バウンドしてからキャッチしたボールは無効となる。
パート22
箱を背負い、箱に付いている紐を引っ張ると発射されるピンポン球をお玉でキャッチする。ピンポン球は全10球で色分けされており、赤い球は3万円で1球、黄色い球は1万円で4球、白い球は500円で5球含まれている。
このバージョンのニアピンキャッチでは賞金獲得者が1人も現れなかった。
パート23
紐を引っ張ると、頭上にある箱の中入ったリングが落ちてきて、吹き戻し（番組内では「ピロピロ笛」と呼んでいる）を使ってリングをキャッチする。リング1個キャッチごとに1万円獲得となる。
このバージョンのニアピンキャッチでは第12戦で1万円を獲得した増田以外、賞金獲得者は出なかった。
パート24
紙飛行機を自分で作成し、3m先にあるリングに紙飛行機を通すことができれば賞金獲得。金額によってリングの大きさが異なり、小さい順で10万円・5万円・1万円の3種類のリングがある。このバージョンのニアピンチャレンジも第9戦で1万円、第13戦で5万円を獲得した増田以外の賞金獲得者が出なかった。
パート25
10連けん玉を小皿に乗せる。1個成功ごとに1万円獲得となる。
パート24最終戦で岡村がニアピン賞を獲得したが、放送時間や宮野のクビ決定という事情もありチャレンジが行われなかったため、パート25第1戦で獲得したニアピン賞と共に2回分のチャレンジが行われた（結果は2回とも失敗）。
このバージョンのニアピンチャレンジでは盛山が第4戦で初めて1万円を獲得し、約4年ぶりに増田以外の賞金獲得者が出現した。
このバージョンのニアピンチャレンジで最も獲得額が多かったのはパート25第20戦にて8万円獲得した高橋。
パート26
赤い布が敷かれた細い台にボールが10個乗っており、テーブルクロス引きの要領で赤い布を素早く引き1個でもボールが台に残っていれば、1個成功ごとに1万円獲得となる。

### ヒント
値段予想に対してヒントが出されることがある。 
パート1～パート6
ラストオーダー注文前（パート6では注文後）にヒントとして最高額と最低額の者の差額を発表していた。
パート7からパート16までとパート17第5戦から
その店の最高額のメニューを発表することでラストオーダー変更の判断の目安にするというもの。最高額のメニューを注文した者がいない場合、最高額メニュー以外のヒントが出される時がある。パート16エキシビションまでは、そのメニューの料理を隠している蓋を開けて発表するもので、パート10まではアシスタントの女性、パート11からパート16エキシビションまでは羽鳥が指定したメンバーが開けるが、最高額のメニューを注文した者やVIPチャレンジャーが指名されることが多い。パート16第1戦からは映像による紹介に変更された（パート18第1戦以降は番組の編成上の都合で最高額のメニューが放送されない回が多くある）。
パート15第13戦とパート16第17戦では、ラストオーダーの前に全員が頼んだメニューの中から1番値段が高いメニューがヒントになった。
パート20最終戦では、高額メニュー上位3品がヒントになった。
パート24最終戦では、高額メニュー上位2品がヒントになった。
パート17第1戦から第4戦まで
毎回1つの食材に関するクイズやゲームのコーナー「旬になります!」の成績トップの者は1品目にオーダーしたメニューの正解金額をラストオーダー時に聞ける（周囲に聞こえないように伝えられる）。なお、成績トップの者が複数いる場合はジャンケンをして権利者を決定する。ただし、正解金額を聞いた人が必ずしも有利になるとは限らず、場合によっては不利になることがある（例えば他の人の1品目の予想金額が大誤算（+2,800円）だったが、2品目以降の予想金額との誤算（-900円、-1,500円…）の影響で帳尻合わせが偶然上手くいった場合）。
ラストオーダー変更
パート5までは、ラストオーダーで注文したメニューの変更が許されなかったが、パート6からはヒントを参考にラストオーダーを注文後に変更できるルールになった。羽鳥が確認して注文が確定する「全員STOP」の宣言まで有効である。なお、ラストオーダーを変更したことで結果（主に最下位、もしくはピタリ賞）が変動した場合は、結果発表終了後に羽鳥から報告がある（最下位になった者の敗因がラストオーダーの変更だった場合は、変更していない場合の結果も言われる）。
その他
- メンバーが値段を安く見積もり過ぎると羽鳥が「みなさん（高級店を）ナメています」と、逆に高く見積もり過ぎると「みなさんビビり過ぎです」と警告することがある。
- パート1ではスペシャルヒントとして、その店のメインとなる食材の値段を発表していた。
- パート12初期では最初のオーダーと金額予想が終わった後、その時点で一番誤差の大きいメンバーが発表される。この場合、そのメンバーのみ1品目の料理の予想金額を変更することが可能である。
- パート15第16戦～第19戦では一品目の予想金額が正解かどうかを羽鳥が判定する「一品目ピタリ」が導入された。正解の場合は「ピタリ」とコールされるが、不正解の場合は「残念」とコールされる（正解との誤差により、羽鳥のリアクションが異なる）。なお、ここでピタリを出したメニューはラストオーダーで注文できなくなる。また、パート22第16・19戦でも実施されている（後述）。
- パート19第1戦から第4戦までは新メンバーの橋本が社会経験が少なく不利であることから、特別ヒントとして橋本にのみ周囲に聞こえないように1品目の時点で一番誤差の大きいメンバーが伝えられた。しかし、第3戦と第4戦で1位で勝ち抜けた事で共演者から「ヒントがいらないのでは」との指摘を受け、橋本自身も「ヒントで勝っていると思われたくない」との理由で第5戦以降はヒントはもらわないと宣言したため、廃止された。
- パート22第21戦以降不定期で設定金額に迫る超高額料理の「ドボンメニュー」が導入されることがあり、パート22第21戦では1品目終了後、パート23第12戦ではSPメニュー終了後、パート23第22戦ではラストオーダー終了後にドボンメニューをオーダーしている人の有無のみ教えられ、出演者にどの料理がドボンメニューかは結果発表後に明かされた（パート23第22戦、パート24第16戦を除く）。

### 過去のルール

#### 基本ルール関連
- 支払いの際に所持金が不足してた場合、羽鳥を含む他の出演者や自分の担当マネージャーから借金して支払い、次回の収録時に返金していた（VIPチャレンジャーや代理出演者、クビになったゴチメンバーなど次回の収録に出演しない者が借金をした場合、次回収録時の所持金チェックにて羽鳥または番組スタッフが実際にその出演者のもとへ行き、借金した金額を受け取る映像が流れ、その後羽鳥からゴチメンバーに返金される）。
- パート17第19戦まではスペシャルメニューも通常通り1人ずつ口答で予想金額を発表していた。
- 初期のころはラストオーダーという概念がなく、3回目のオーダー以降、好きなタイミングで「STOP!」を出すことができ、全員が「STOP!」になるまで4回目・5回目のオーダーが行われたこともあったほか、「STOP!」を取り消すこともできた。
- おみやはパート11第7戦までは2品目の注文前に紹介し、蓋はパート10まではアシスタントの女性が、パート15初期はおみやガールが開けた。
- 初期の頃は勝ち抜けるまで立てないというルールは無かったが、パート1途中から勝った者が立つことが多くなり、以降定着した。また、最終戦ではクビの可能性が残っているメンバーは勝ち抜けた後も席に座ったままの場合があった。
- 最下位の発表はパート21第7戦までは、料理長もしくはオーナーが、最下位となった者の肩を背後から叩く（通称『トントン』）というものであった。新型コロナウイルス感染防止による人との接触を避けるためにパート21第9戦以降、現在のドローンタイムに移行した。新型コロナが5類に移行された後も、ドローンでの発表が継続されているが、不定期にトントンが行われる事がある。なお、初期の頃はトントン自体がなく、最下位となった者にそのまま領収書が渡されていた。
- パート1の初期では、最下位になった者が1人でカウンターに行き、支払う場面があった。そのため、現金不足時に限ってカードで支払うことも出来た（実際に第11戦で矢部がクレジットカードで食事代を支払っている）。
- パート14までは最下位の者へ「ゴチになります」というのは矢部か岡村（矢部か岡村が最下位あるいはクビになった場合は代理役）が言っていた。
- パート18第6戦～パート24第16戦まではVIPチャレンジャーの食にまつわる再現ドラマが挿入されており、成人してからの役は主にものまねタレントや若手芸人が演じる。新メンバーが発表されるエキシビション戦or第1戦では省略されている。
- パート18序盤までは、主に店の紹介と設定金額の間に参加者の所持金をチェックしていた。金額は出演者によって様々で、高額自腹になりやすいSPでも勝敗を意識せず普段通りの金額の者もいれば、「絶対勝つから」と少額を持ってくる者や1円も持ってこない者、逆に自腹になっても借金したくないので多めに持ってくる者、縁起を担いだ金額を持ってくる者などがいた。

#### その他
ゴチ屋さん
最下位になり代金を払う際、所持金の不足分をスタッフやマネージャーから借りる行為が横行したためにパート2後期で導入された。所持金が足りない場合に自分の私物を「ゴチ屋さん（質店店主）」に預け、お金を借りて支払う。しかし、担保価値の無い品物での信用貸しが横行したためにパート3からは残りのメンバーから借りるルールになった。
心付けルーレット
パート5にてゲーム開始前に「心付けルーレット」を回し、止まった者がお店の者に任意の金額を心付け（謝礼）として支払うが、その金額は年間自腹総額に加算されない。5回で廃止となった。
まかない料理
パート7ではスペシャル料理の選択で、1品のみ「まかない料理」が出されたが、4回で廃止された。
ゴチレージ
パート15のみ登場。メンバーを対象とした「ゴチレージクラブ」（マイレージサービスのパロディ）が発足した。それに伴いメンバーは自身の自腹やおみやでの自腹額が一定の金額に達するごとに下記のカード（以下、色で表記）を獲得（更新）する。同時に視聴者プレゼントとしてカードの色に合わせた金額の視聴者プレゼントを自腹購入しなければならない（マイレージと異なり、メンバーにはメリットが存在しない。自腹で購入するのは初期は獲得したメンバーが翌回までに自らで決めて購入した物だったが、途中から獲得した翌回のゴチ会場となる店の食事券となった）。なお、この自腹分はクビレースには加算されない。1回の自腹額が10万円以上で途中の色を飛び越した場合、その分の色は含まれない。例えばこれまでの自腹額が37万円（レッド）で、14万円の自腹となった場合は計51万円になるが、この場合はゴールドだけが適用される。最初の獲得者は第2戦でレッドを獲得した平井で（最終的にブラックも獲得してしまった）、その後上川がゴールド、岡村がシルバー、国分がレッドを獲得し、江角のみ自腹額30万円に到達しなかった。ピタリが出た場合、ゴチレージが失効するかどうかは不明。また、最終戦において上川がおみや代の支払いによって自腹額が60万円を超えたが、このときはブラックが適用されていない。
- レッド：自腹額30万円以上時に発行、金額は3万円。
- シルバー：自腹額40万円以上時に発行、金額は4万円。
- ゴールド：自腹額50万円以上時に発行、金額は5万円。
- ブラック：自腹額60万円以上時に発行、金額は10万円。

### 特別ルール
ダブルゴチ
パート12香港&京都スペシャルにて行われたルール。通常の1戦ごとの誤差ではなく、2戦の誤差（絶対値）の合計で勝負するルールである。たとえば1戦目は+5,000円、2戦目は−2,000円だった場合、その人の最終的な誤差は7,000円となる（過不足で相殺することはできない）。2戦合わせての誤差が1番大きかった人が2戦合計の食事代を支払うことになる。1戦目でも結果発表は通常通り行われるが、店へはいったん番組が支払い、後で敗者が番組に支払うこととなる。2戦目はまず2戦目の結果を発表してから（順位のみの発表）、改めて総合成績の発表となる。なお、VIPチャレンジャーが最下位になった場合は1戦目と2戦目の各最下位のメンバーがそれぞれの代金を支払う。結果は江角が最終の誤差で最下位となり、この2戦分の食事代合計48万2400円を支払った。
自腹免除ルール
VIPチャレンジャーが中学生以下である場合に実施されるルール。パート12第16戦では当時小学5年生だった濱田龍臣が（濱田が最下位になった場合は濱田のVIP保護者として出演した上島竜兵が支払う）、パート20第5戦では当時中学2年生だった鈴木梨央（鈴木以外の参加者で最も順位が低い人が鈴木を含めた食事代を支払うルール）が自腹免除となった（結果は鈴木は2位で勝ち抜け支払い無し。濱田は最下位だったため上島が支払った）。
パート22第8戦では小坂菜緒が当時18歳だったため、仮に最下位となった場合、小坂は3万円を支払い、残りは小坂を除く7人で割り勘するというルールでバトルが行われた（結果は小坂は5位で勝ち抜けたため支払いなし）。
U-20特別ルール
パート14第21戦のVIPチャレンジャーの指原莉乃・福士蒼汰・川口春奈が「U-20」チームとして3人1組で参戦する特別ルール。オーダーは1皿を3人で分ける形となり、最下位またはおみや代となった場合の自腹額やピタリ賞・ニアピン賞を獲得した場合の賞金は三等分となるルールで行われたが、結果は4位で賞金も支払いも無かった。
設定金額3倍ルール
パート18第12戦にVIPチャレンジャーとして参戦したギャル曽根は大食いタレントとして知られるため、設定金額（1万6000円）通りに注文しようとすると物足りなくなることから、ギャル曽根のみ設定金額が3倍の4万8000円に設定された。しかしそれでも物足りず、6万3700円（+1万5700円）とぶっちぎりの最下位となってしまった。この回はギャル曽根のみ異なる設定金額でバトルが進行したが、順位は設定金額との誤差のみで比較したため、結果発表では設定金額の誤差のみがテロップで表示され、食べた金額は羽鳥が後で発表した。
オンラインゴチ
パート21の新型コロナウイルス感染拡大による緊急事態宣言を受け行われたゴチバトル。レストラン店内での収録は行わず、羽鳥を含め個別にビデオ通話を使用して収録し（岡村と増田はハンディカメラも使用）、テイクアウトメニューの値段を当てるルールで行われた。ルールは以下の通りである。
| ルール            | 特別編                                                                                | 第8戦                                                                                 |
| ----------------- | ------------------------------------------------------------------------------------- | ------------------------------------------------------------------------------------- |
| VIPチャレンジャー | 出演なし                                                                              | 氷川きよし                                                                            |
| 料理              | 全員共通で、それぞれ違うレストランの料理                                              | 全員共通で、それぞれ違うレストランの料理                                              |
| 順位付け          | 出された料理の正解金額合計と予想金額合計の誤差                                        | 出された料理の正解金額合計と予想金額合計の誤差                                        |
| 予想金額の発表    | フリップに値段を書いてカメラに提示するが、 羽鳥以外は他の人の映像が見えない状態になる | フリップに値段を書いてカメラに提示するが、 羽鳥以外は他の人の映像が見えない状態になる |
| 最下位の発表      | 羽鳥が最下位の者に携帯で電話を掛けて通達する                                          | 羽鳥が最下位の者に携帯で電話を掛けて通達する                                          |
| クビレース        | 加算されない                                                                          | 加算される                                                                            |
| ピタリ賞          | 賞金なし クビレースはリセット                                                         | 賞金100万円 + クビレースもリセット                                                    |
| ニアピン賞        | なし                                                                                  | なし                                                                                  |
| おみや            | おみや代の支払いはなし おみや自体は途中でゲームを行いクリアした者が獲得               | おみや代の支払いはなし おみや自体は途中でゲームを行いクリアした者が獲得               |

お笑い芸人特別ルール
VIPチャレンジャーがお笑いコンビ・トリオの場合、1組という扱いになり、料理は同じものが全員分作られ、自腹額にも全員分として加算される。設定金額の誤差は個人参加時と同様、1人分の合計金額との差で反映。なお、ライアーゴチの場合にはこのルールは適用されず、パート25第4戦でモグライダーが参戦した際はそれぞれの料理で対決した。
ミステリーゴチ特別ルール
パート22第6戦のみ伊沢拓司率いるQuizKnockから出題される謎解きクイズに正解しないと、1品目を食べられない。正解できなかった場合羽鳥が代理で食べることになり、羽鳥の感想を参考に値段を予想する。食べられなかったのはVIPチャレンジャー含む8人中増田のみで、さらにスペシャルメニューも食べられなかったためラストオーダーまで何も食べられないという憂き目にあった（ちなみに増田は一品目と同じものをもう一度オーダーしていた）。
ミニピタリ賞
パート22第16・19戦1品目の予想金額と正解が一致した場合、10万円獲得に加え年間自腹額から10万円分減額される。VIPチャレンジャーも予想を当てた場合は10万円獲得となる。
矢部負けろキャンペーン
パート21第9戦を最後に、1度も自腹になっていない矢部に対して、パート23第8戦と第9戦にのみ適用された特別ハンデである。なお、同期間中は、矢部の自腹を煽る装飾がなされている。主なハンデは以下の通り。
- 1品目のオーダーが他のゴチメンバーによって注文される。
- 矢部のみヒントが伝えられない。
- ラストオーダーでは他のメンバーが頼んだメニューは矢部は選ぶことができない（第9戦のみ）。

これらのハンデが導入されても最下位にならなかった上、一部視聴者から『矢部が強い（から負けさせたい）のも分かるが、かわいそうだ』という批判の声があったため、2回だけで廃止された。
ライアーゴチ
1品目のオーダー前に、人数分あるメニューの中から1冊を選ぶが、そのうち1冊には全ての料理の値段が記載されているため、1人（以下、ライアー）は値段を知った状態でゴチを行う。結果発表後、最下位となった者はライアーと予想した者を1人指名し、的中すれば自腹回避で値段が記載されたメニューを持っている者が自腹となる。その時、年間自腹額は最下位の方ではなく、ライアーだった人に加算される。なお、ライアーがピタリを獲ってもその後バレれば当然賞金は没収され、クビレースリセットもない。
| パート | 戦 | 最下位     | 最下位が予想したライアー | 実際のライアー           | 結果   |
| ------ | -- | ---------- | ------------------------ | ------------------------ | ------ |
| 23     | 17 | 増田貴久   | 矢部浩之                 | 矢部浩之                 | 的中   |
| 23     | 23 | 増田貴久   | ノブ                     | 劇団ひとり               | ハズレ |
| 24     | 5  | 増田貴久   | 矢部浩之                 | 矢部浩之                 | 的中   |
| 25     | 4  | 増田貴久   | 盛山晋太郎               | ともしげ（モグライダー） | ハズレ |
| 25     | 15 | 中条あやみ | 盛山晋太郎               | 増田貴久                 | ハズレ |
| 26     | 6  | 増田貴久   | 小芝風花                 | 松村北斗（SixTONES）     | ハズレ |

アルコール代
通常では酒類のアルコール代は自腹額に含まないルールになっているが、パート23最終戦以降、一部の回で例外が発生している。
- パート23・パート25最終戦では、開始前にシャンパンが用意され、シャンパンの代金（パート23では10万円、パート25では5万円）が最下位の自腹額に加算される。
- パート25第6戦ではぐるナイ30周年を記念する意味で7万1500円のワインが用意され、参加者全員でジャンケンを行い、負けた人全員で折半して支払う。ただし、3回連続であいこになった場合は番組が、全員が同じ手のあいこになった場合は羽鳥が全額支払うルールとなった。結果はジャンケンで負けた岡村・増田・小芝・高橋の4人で折半となった。

ラッキーアイテム購入
パート24最終戦でゲッターズ飯田によるクビ予想で、クビになると予想された宮野・盛山にラッキーアイテムを提示。そのラッキーアイテムを購入するかどうかを本人が決める。購入したラッキーアイテムの金額は、クビレースに加算される。実際に宮野はちょんまげのカツラ（2090円）、盛山は高級メロン1玉（28080円）を購入したためクビレースに加算された。
一撃大逆転チャンス ピタリ祭り
パート25第20戦のみのルール。全メニューの中に1品だけ設定金額と同額のメニューが存在する。その品だけをオーダーしたらピタリ賞を獲得できるが、ハズしたらほぼ最下位（ピタリの品を安く予想orピタリでは無い品を設定金額分と予想する等）となってしまう。
本来はSPメニューをかけてゲームを行うが、1品目の料理が設定金額と同じだと予想した人はSPゲームの参加をしなくてもいいが、SPゲームに参加しない場合はラストオーダーでの追加は禁止というルール。1品目でピタリ予想をした増田とやす子が該当したが、2人共SPゲームに参加しなかったためラストオーダーはなしとなった。
増田とやす子が1品目にピタリ予想をし、増田が実際にピタリ賞を獲得、やす子は最下位となった。
ビンゴ
パート24第22戦とパート25第23戦のみのルール。4×4＝16マスの番組オリジナルビンゴカードを参加者全員に配布し、1品目を食べた順に抽選機を回していく。最初に1列ビンゴが成立した人のみ、自身がオーダーした1品目の正解金額を教えてもらったり（パート24）、豪華景品を獲得（パート25）できる。1品目でビンゴ成立がなかった場合はスペシャルメニューまで延長される。
- パート24第22戦では宮野がビンゴし、1品目の正解金額を知ることができた。
- パート25第23戦では高橋と小芝がビンゴし、高橋は旅行券10万円分、小芝は自腹額から10万円減額を選択した。

## スピンオフ

### イタリアドッキリゴチ
パート1第10戦の直後に行われた企画。当時自腹最多だった岡村が仕掛け人である復讐ドッキリ。
ドッキリの内容は次の通り。
1. おみやが欲しい他のメンバー3人をツアーに招待。
2. 打ち上げ会場（ドッキリゴチ会場）へ移動（このドッキリゴチ会場の奥には、イタリア語で「ゴチ会場へようこそ！」が書かれている。）。
3. 3人がお祈りの言葉として、「セ ベルド パーゴ トゥット イーオ」（日本語訳で「私は負けたら全て支払います」）と言う。
4. 3人にイタリア料理を提供するが、最初の一皿の値段の予想を聞く。
5. ネタばらし。その後にビリの発表で、岡村がトントンを行う。

結果、出川がエキストラの食事代を含めた125,000円支払うことになった。
以下の企画の進行はいずれも羽鳥とナインティナイン。

### ひとりしかゴチになれません!

#### 基本ルール
- 芸能人4人が参加する。注文するメニューは1品で、注文した料理の値段を予想するが、注文したメニューを食べずに行う。
- 全員の値段予想が終了すると、お店紹介者は挑戦者の注文料理を全て食べる。その際のコメントを基に予想金額を変更しても良い。
- 終了後は結果発表になる。1位（注文した料理の金額と予想金額が一番近かった者）の者は注文した料理を食べられる。逆に最下位（注文した料理の金額と予想金額が一番遠かった者）は全員分の食事代を自腹かつ現金で支払い、即退場させられる（全員金額差が同額の場合は、再び予想金額を変更をする）。
- これを3回行い、店舗毎にお店紹介者が同行する。
- コーナーの流れは「ゴチになります!」の基本ルールと同じだが、所持金の紹介・設定金額の発表・ラストオーダーはなし。
- 結果発表は1位のみ呼ばれ（発表され）、最下位はトントンで発表する。ただし挑戦者が2人の時はトントンで発表する。トントンを行うのは岡村で、「お助けナイナイ」施行回はナイナイのうち値段予想の手助けをしていない方が行う。
- 初回はとある理由でVIPチャレンジャーに呼ばれなかった芸能人4人が参加し、最後に残った神保悟志がVIPチャレンジャーの出場権を獲得。
  - 神保悟志は優勝から約半年後の2016年12月8日放送分のゴチにて出演。
  - ベスト2に終わった間宮祥太朗は約3年後の2019年11月7日放送分のゴチにて出演。
  - ベスト3に終わった吉岡里帆は約6年後の2022年5月12日放送分のゴチにて出演。

#### 挑戦者と席順の変遷
- 大字は優勝者

| 放送回                   | 席順                 | 席順                   | 席順               | 席順                 |
| ------------------------ | -------------------- | ---------------------- | ------------------ | -------------------- |
| 第1回 （2016年07月07日） | 吉岡里帆 ■（ピンク） | 神保悟志 ■（紫）       | 間宮祥太朗 ■（緑） | 永野 ■（水色）       |
| 第2回 （2016年08月04日） | 大島美幸 ■（水色）   | 村上知子 ■（オレンジ） | 虻川美穂子 ■（緑） | 若槻千夏 ■（ピンク） |

#### 追加ルール
- お助けナイナイ（第2回）
  - お店紹介者の食事の後に羽鳥が「ルーレット」を回し、止まった者がナイナイのどちらかに値段予想の手助けをしてもらう事ができる（ナイナイも実際の金額は知らない）。
  - 手助けを受けた人物が最下位の場合、手助けをした方は最下位と全員分の食事代を折半で支払わなければならない。

### ファミリーゴチ・仲良しゴチ
芸能人家族やお笑いコンビ・トリオが参戦する団体戦のゴチバトル。
基本ルール
- 通常の「ゴチになります!」とほぼ同じ。
- スペシャル料理は無く（第4・5回はあり）、1品目の後はすぐにラストオーダーとなる。
- 通常放送と同じく、注文した料理の値段の合計が設定金額と同額となった場合はピタリ賞として100万円がもらえる。
- 最下位の発表は当時のトントンではなく、第1～4回は領収書を載せたドローンがその家族のテーブルに着陸する、第5回は残った2組が巨大風船を持ち、料理長が先端に針の付いた棒で突いて風船を割るというものである。なお、ドローンによる最下位決定は後に本戦のパート21第9戦以降に前述の理由で逆輸入された。

#### 挑戦者と席順の変遷
- 大字は優勝チーム、×は最下位で自腹となったチーム。

| 放送回                   | 席順                                         | 席順                                                | 席順                                        | 席順                                    | 席順                                    |
| ------------------------ | -------------------------------------------- | --------------------------------------------------- | ------------------------------------------- | --------------------------------------- | --------------------------------------- |
| 第1回 （2017年10月5日）  | 高橋家 （高橋英樹・真麻親子） ■（緑）        | ダレノガレ家 （ダレノガレ明美・母親子） ■（ピンク） | 横澤家× （横澤夏子・母親子） ■（紫）        | 内藤家 （内藤大助・母親子） ■（水色）   | -                                       |
| 第2回 （2017年11月23日） | 吉村家× （吉村崇・父親子） ■（緑）           | みちょぱ家 （池田美優・母親子） ■（ピンク）         | あばれる家 （あばれる君・母親子） ■（水色） | 中尾家 （中尾彬・池波志乃夫妻） ■（紫） | -                                       |
| 第3回 （2018年2月15日）  | 西岡家 （西岡徳馬・優機親子） ■（紫）        | カミナリまなぶ家 （竹内まなぶ・母親子） ■（水色）   | 完熟家× （完熟フレッシュ） ■（オレンジ）    | 中岡家 （中岡創一・父親子） ■（緑）     | -                                       |
| 第4回 （2018年10月11日） | 稲村家× （稲村亜美・謙太郎兄妹） ■（ピンク） | 光浦家 （光浦靖子・明子姉妹） ■（黄色）             | 石田・東尾家 （石田純一・東尾修） ■（水色） | 加藤家 （加藤諒・母親子） ■（緑）       | 野村家 （野村将希・祐希親子） ■（紫）   |
| 第5回 （2020年10月8日）  | 四千頭身 ■（水色）                           | 小島よしお・父親子 ■（黄色）                        | 水溜りボンド ■（紫）                        | 宇野実彩子・與真司郎（AAA） ■（ピンク） | 丸山桂里奈・本並健治夫妻× ■（オレンジ） |

### 春のゴチ祭り2時間SP
2020年5月14日に放送した総集編。ゴチの過去の放送の中から、VIPチャレンジャーの名場面・クビ決定の瞬間・放送未公開シーンをスタジオにいるナイナイと羽鳥をメインに、パート21メンバーと歴代メンバーがリモート出演で振り返った。当初の予定では生放送だったが、岡村がニッポン放送『ナインティナイン岡村隆史のオールナイトニッポン』内での失言による炎上騒動を起こした影響で、前日収録による撮って出しに変更された。

#### スタジオ出演
- ナインティナイン
- 羽鳥慎一

#### リモート出演
- 田中圭
- ノブ（千鳥）
- 増田貴久（NEWS）
- 本田翼
- 国分太一（TOKIO）
- 佐々木希
- 渡辺直美
- 中島健人（Sexy Zone）
- 土屋太鳳
- 出川哲朗

### 史上最大32名×超高額自腹!!ピタリでたら1000万円 大晦日もゴチになりますSP!
2024年12月31日に放送されたぐるナイの特別版。放送は18:30 - 23:45。尚、この時点でパート25の最終戦生放送は終了していたが、スピンオフ並びにエキシビションのため、クビになったゴチメンバーも全員参加。MCは矢部、進行は羽鳥と市來玲奈（日本テレビアナウンサー）が務めた。ゴチメンバーのうち岡村・増田・小芝・高橋は「ゴチになります!25チーム」として参加、盛山・やす子はバトルには参加せず、リポーターを務めた。1回戦で勝ち抜けた岡村もその後、MC・リポーターを務めた。
ナイナイは昨年までの「笑って年越したい!!笑う大晦日シリーズ」からMCとして続投する形となった。同番組で共同でMCを担当した東野幸治はコーナーゲストとして登場し、自分だけが大晦日特番から降板させられたことを抗議する一幕があった。

#### ルール
- 総勢32名が4人1組のチームで挑む対抗戦を行い、下位2チームが個人戦の自腹決定戦に進み、そこで最下位となった1人が、全チームの食事代を支払わなければならない。
- 同差となった場合1品目の誤差で順位を決める
- 1回戦の勝者チームは自腹決定戦の1位を予想し、的中した場合は賞金30万円を山分け。しかし、予想した人が最下位になった場合は自腹額の半額を予想者全員で割り勘しなければならない（予想した人がいない場合は決定戦最下位が全額払う）。
- なお、通常時の「ニアピン賞」はなかった。

#### 出場者と各ステージ席順
- ファーストステージは2段に分かれて着席。太字の出場者は、シャンパン代もしくはおみや代支払者。×は自腹決定戦進出チームまたは自腹決定戦最下位。

| 1回戦（ファーストステージ） | 1回戦（ファーストステージ）                                                  | 1回戦（ファーストステージ）                                             | 1回戦（ファーストステージ）                                               | 1回戦（ファーストステージ）                                                         |
| --------------------------- | ---------------------------------------------------------------------------- | ----------------------------------------------------------------------- | ------------------------------------------------------------------------- | ----------------------------------------------------------------------------------- |
| 上段                        | ZIP!&DayDay.チーム×□（白） アンミカ・武田真一・風間俊介・鈴木福              | セレブチーム■（金色） 河北麻友子・杉村太蔵・上沼恵美子・ROLAND          | ご意見番チーム■（マゼンタ） 古市憲寿・泉ピン子・ハイヒール モモコ・森香澄 | 上田と女が吠える夜&ニノさんチーム■（紫） 丸山桂里奈・いとうあさこ・菊池風磨・吉村崇 |
| 下段                        | パリ五輪メダリストチーム■（オレンジ） 須﨑優衣・阿部詩・阿部一二三・江村美咲 | 映画『はたらく細胞』チーム×■（赤） 永野芽郁・佐藤健・加藤清史郎・DJ KOO | ゴチになります!25チーム■（青） 増田貴久・小芝風花・高橋文哉・岡村隆史     | ゴチになります!OB&OGチーム■（黄緑） 出川哲朗・土屋太鳳・中条あやみ・船越英一郎      |

| 2回戦（自腹決定戦） | 2回戦（自腹決定戦）     | 2回戦（自腹決定戦） | 2回戦（自腹決定戦） | 2回戦（自腹決定戦）    | 2回戦（自腹決定戦） | 2回戦（自腹決定戦） | 2回戦（自腹決定戦） |
| ------------------- | ----------------------- | ------------------- | ------------------- | ---------------------- | ------------------- | ------------------- | ------------------- |
| アンミカ □（白）    | 武田真一× ■（オレンジ） | 風間俊介 ■（黄緑）  | 鈴木福 ■（青）      | 永野芽郁 ■（マゼンタ） | 佐藤健 ■（赤）      | 加藤清史郎 ■（紫）  | DJ KOO ■（金色）    |

| 各自腹決定戦1位予想 | 各自腹決定戦1位予想                                                      |
| 自腹決定戦進出者    | 予想者                                                                   |
| ------------------- | ------------------------------------------------------------------------ |
| アンミカ            | 阿部一二三、岡村隆史、中条あやみ、ハイヒール モモコ                      |
| 武田×               | いとうあさこ、杉村太蔵                                                   |
| 風間                | 菊池風磨、小芝風花、高橋文哉、増田貴久、森香澄、ROLAND                   |
| 鈴木                | 吉村崇                                                                   |
| 永野                | 江村美咲、土屋太鳳、出川哲朗                                             |
| 佐藤                | 阿部詩、泉ピン子、河北麻友子、須﨑優衣、船越英一郎、古市憲寿、丸山桂里奈 |
| 加藤                | 上沼恵美子                                                               |
| DJ KOO              | なし                                                                     |

### ゴチカルチョ!
パート6第11戦から『ぐるナイ』携帯サイトで、その回の1位と最下位（全ての順位だった時期や、料理の値段予想だった時期もある）を予想するクイズが行われていた。正解者の中から毎回抽選で番組グッズがプレゼントされ、パート終了時に正解数が最も多かった人に、違うプレゼントも用意されていた。パート15終了と同時にゴチカルチョ!も終了した。

### パロディ
- テレビ千鳥（テレビ朝日）-「ゴチをやります!」という企画で再現。なお、結果はピタリ賞を経験したのにもかかわらずノブが敗北している。ナレーションも再現。